# Cattedrale di Palermo
La Basilica Cattedrale Metropolitana Primaziale della Santa Vergine Maria Assunta, nota semplicemente come Duomo oppure Cattedrale di Palermo, è il principale luogo di culto cattolico della città di Palermo e sede arcivescovile dell'omonima arcidiocesi metropolitana.
Dal 3 luglio 2015 fa parte del Patrimonio dell'umanità nell'ambito del sito seriale Palermo arabo-normanna e le cattedrali di Cefalù e Monreale.

## Culto dell'Assunta e di Santa Rosalia

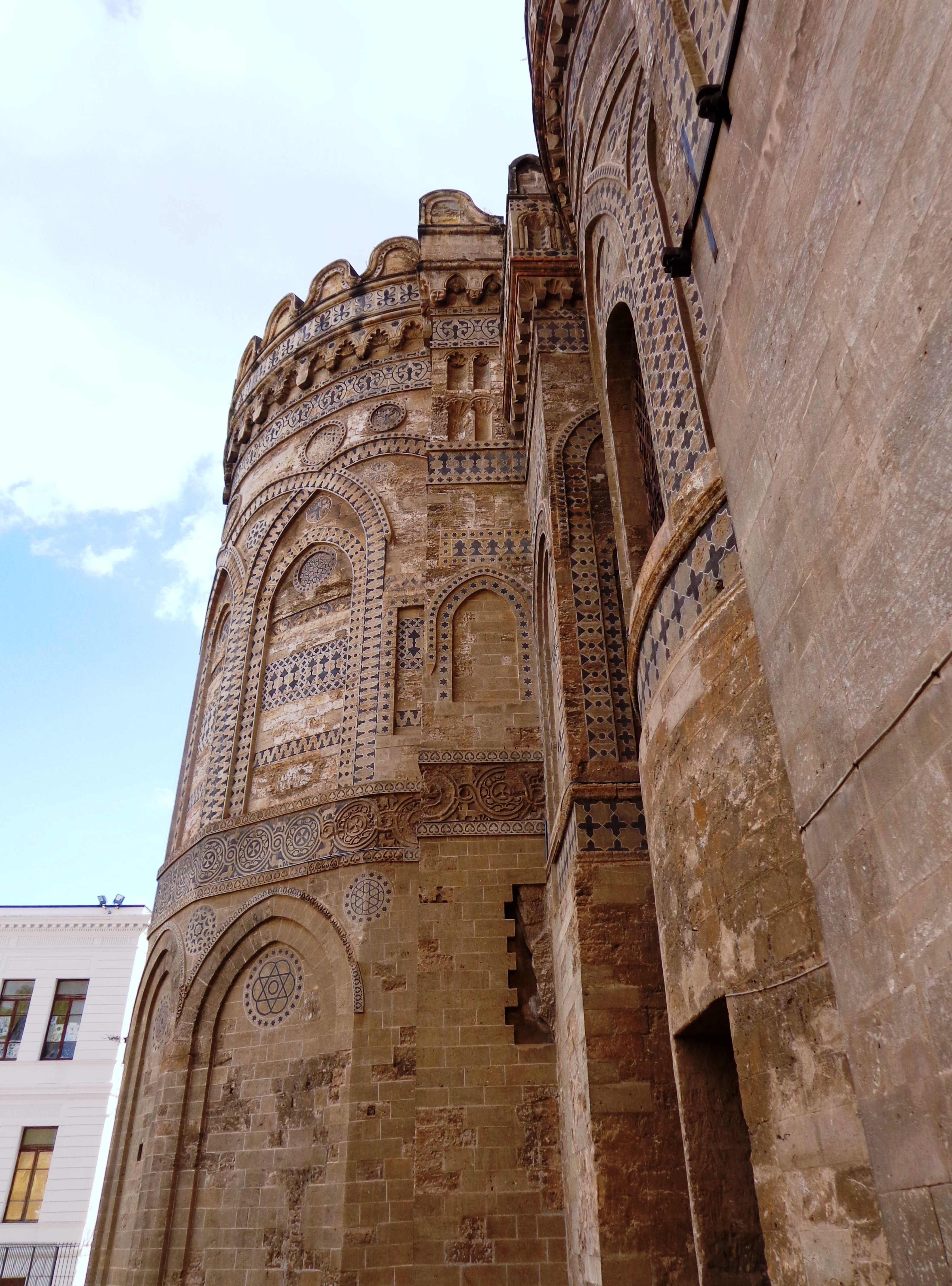
Prospetto laterale abside

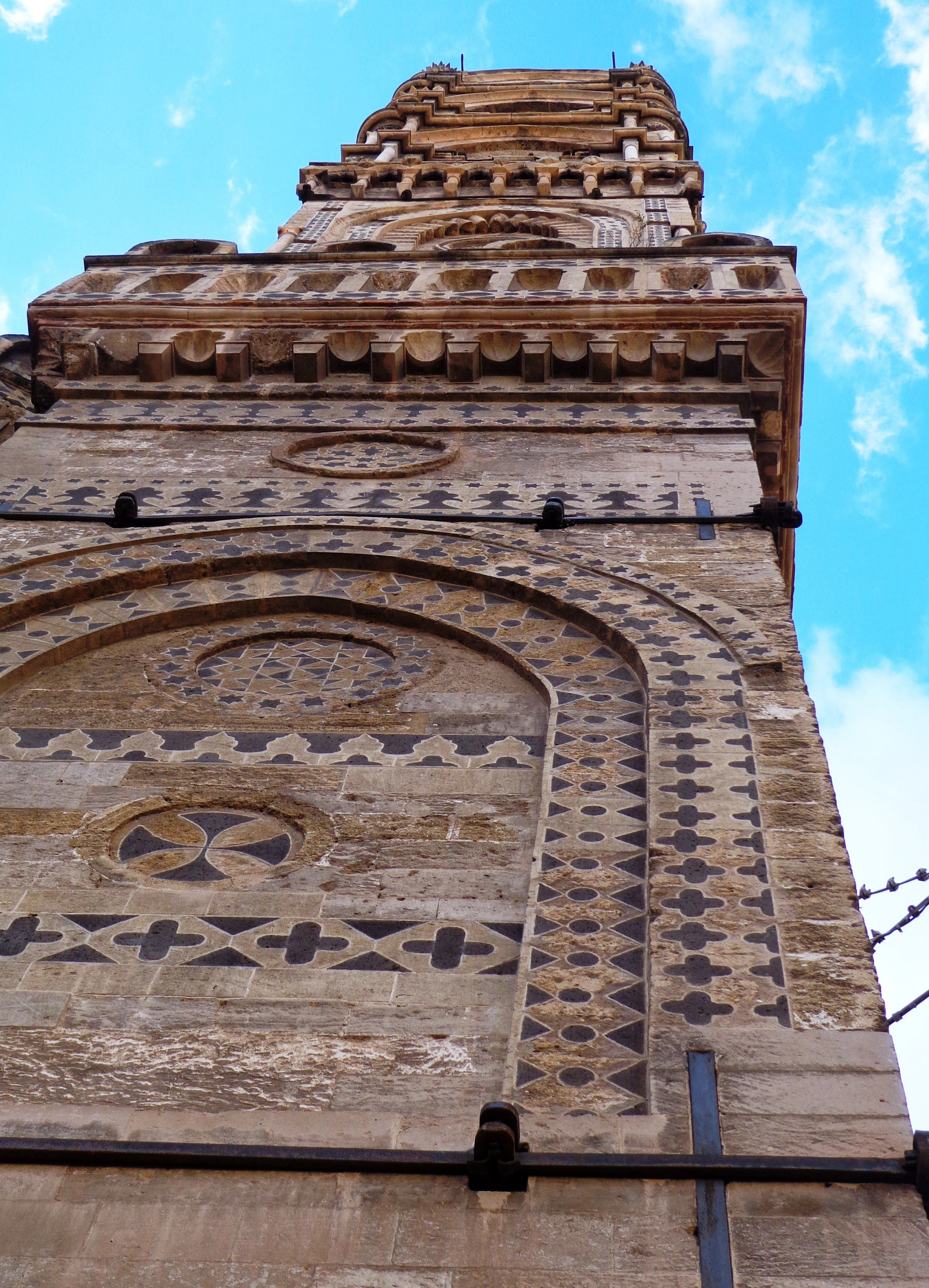
Tarsie laviche campanile di nord est

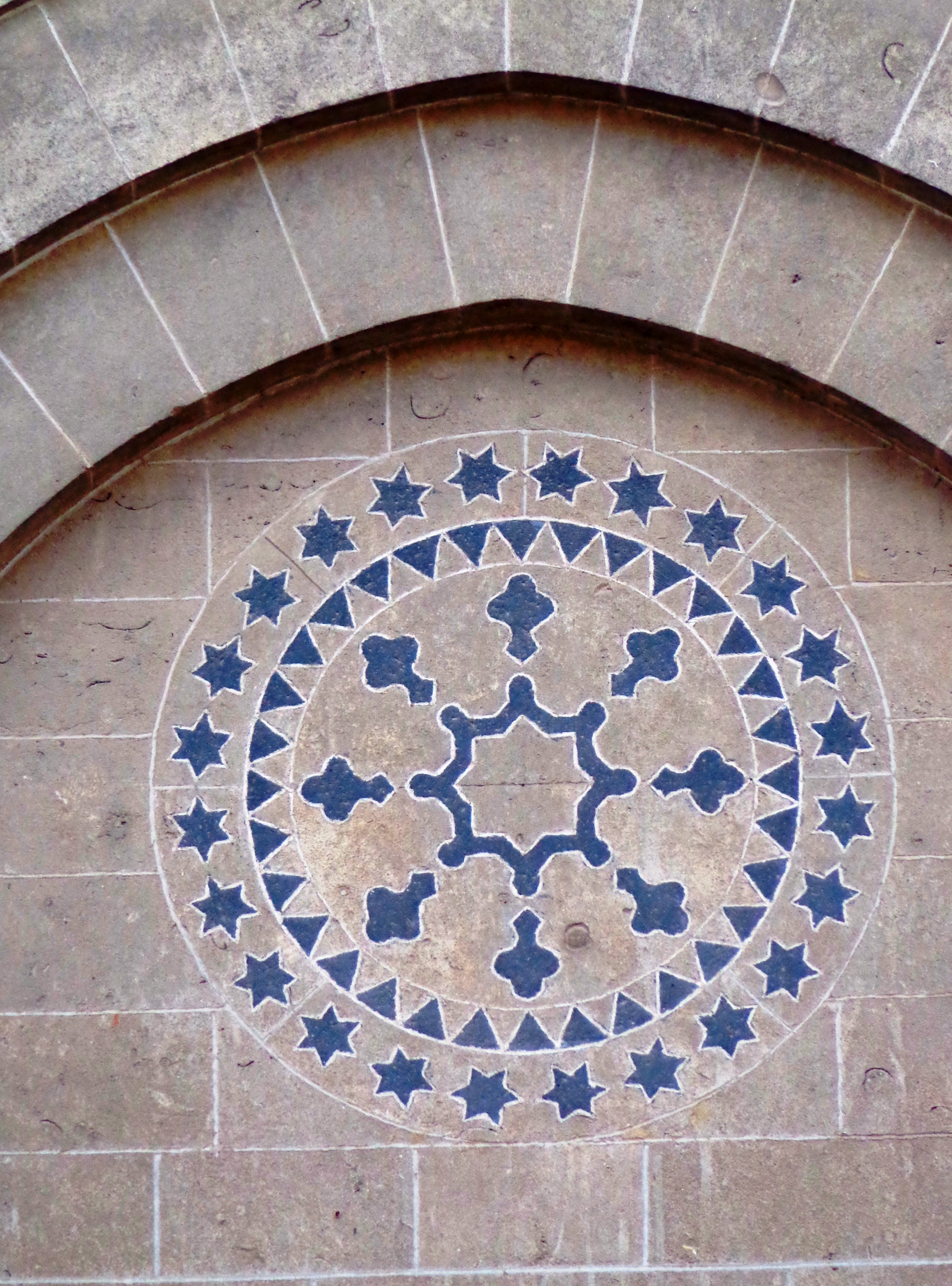
Dettaglio intarsio lavico

### Santa Vergine Maria Assunta in Cielo
La Basilica Cattedrale Metropolitana Primaziale di Palermo è un nobile tempio dedicato alla Santa Vergine Maria Assunta in Cielo. La patrona principale della città è Santa Rosalia, a cui è dedicata la cappella reale-senatoria sul lato meridionale, ubicata nell'abside minore del transetto destro, nella quale trovasi la preziosa e monumentale urna argentea che custodisce il corpo della santa. L'arca reliquiaria della patrona, realizzata fra il 1631 e il 1637, è uno straordinario capolavoro delle arti decorative, massima espressione del barocco Siciliano, raffinatissimo e superbo lavoro di argentieri palermitani e monumento processionale senza eguali, condotto in devota processione ogni anno per le vie della città il 15 luglio. Importantissimo è il culto che Palermo e la Sicilia tributano alla Vergine Maria, venerazione che trova fondamento nel rapporto epistolare tra l'ambasceria del Senato Messinese e Maria, Madre di Dio e Madre della Chiesa, secondo il dogma Theotókos formulato dal Concilio di Efeso e riaffermato da alcuni principii del Concilio di Nicea I. Legame rafforzato dall'opera evangelizzatrice degli Apostoli, San Pietro e San Paolo, nei rispettivi transiti in terra sicula. In tutte le accezioni la Vergine Maria è patrona delle principali città dell'isola, patrona primaria della Arcidiocesi e della Città di Palermo (il patronato dell'Immacolata è al di sopra di tutti i patronati dei santi, di cui Palermo ne ha una lunga lista con a capo, appunto, Santa Rosalia).
Con Gualtiero Offamilio la Basilica Cattedrale viene dedicata all'Assunzione della Vergine rappresentata in tre diverse grafie. Una è la Dormizione della Madre di Dio o «Koimesis tes Theotokou» o «Dormitio Virginis», che appartiene alla tradizione bizantina, le altre due appartenenti alla tradizione latina (l'Assunzione e l'Incoronazione in cielo). 
1. Nella prima, la Vergine Maria è rappresentata sul letto di morte, circondata dagli apostoli e una bambina, quest'ultima simboleggia l'anima pura di Maria pronta a salire al cielo. Questa iconografia è spesso rappresentata anche da artisti latini con il titolo di Dormitio Virginis, fino all'attuazione delle disposizioni della riforma del Concilio di Trento (1545 - 1563). Raffigurazione mirabilmente ripresa e illustrata nel "teatrino" marmoreo, opera di Antonello Gagini, dove i Sette Arcangeli aprono il corteo processionale, uno di essi conduce per mano una bambina, gli Apostoli trasportano e seguono la lettiga o catafalco funebre.
2. Assunzione: la tradizione iconografica della Chiesa Latina rappresenta la Vergine in preghiera ascendente verso il cielo in un cerchio di nuvole e circondata, sorretta, sospinta e quasi trasportata dai Sette Arcangeli.
3. Incoronazione: la rappresentazione raffigura la Vergine insieme a Gesù Cristo seduti su due troni in cielo tra le nuvole e angeli, nel momento in cui il figlio cinge con una corona il capo della madre.

I Sette Arcangeli e gli Angeli che accompagnano le varie raffigurazioni sono elementi iconografici comuni legati alla topografia delle immediate adiacenze della cattedrale: la primitiva chiesa e monastero dei Sette Angeli, la strada e la chiesa dell'Angelo Custode.
Sulla facciata occidentale, accoglie il pellegrino la Madonna del Tocco o Madonna della Porta, allegoria della Vergine Maria quale porta d'accesso verso Dio. La Madonna della Luce, poi più comunemente nota in Sicilia come Madonna del Lume, verosimilmente un derivato della Vergine Odighitria bizantina, che è colei che indica la via, la direzione, la "Santa Maria del Cammino". Riconducibile nella tradizione siciliana alla Madonna del Lume, identificabile e configurabile nella protettrice dei viaggi via mare, dei porti, dei fari. Immediato il collegamento con l'alta torre di segnalazione - odierno campanile - posta davanti al duomo, incastonata nella cerchia delle antichissime mura difensive della città. La Vergine Maria: "luce", "faro", "via", "rivelazione della meta" nel cammino terreno del credente lungo la strada verso il vero compimento.

### Santa Rosalia
Nel 1130 nasce Rosalia de' Sinibaldi, il cui nome è la contrazione latina di Rosa et Lilium, figlia del conte Sinibaldo de' Sinibaldi, vassallo del re normanno Ruggero II, il quale per i servizi resi, gli affida i feudi di Quisquina e del Monte delle Rose. Sinibaldo discendente dai Conti Marsi e da Carlo Magno alla dodicesima generazione. La madre Maria Guiscardi (immediato è il collegamento con Roberto il Guiscardo), nipote di Ruggero II, è una nobildonna normanna.
Per estrazione, educazione, cortesia, regalità e bellezza, Rosalia diviene damigella d'onore e dama di compagnia della regina Margherita di Navarra e di Sicilia, figlia del re García IV Ramírez di Navarra e moglie di Guglielmo I di Sicilia, figlio di Ruggero II, ma, per via di incongruenze cronologiche, è molto più probabile che Rosalia fosse la damigella di una delle spose di Ruggero II. La giovane Rosalia si forma e matura presso la corte regale, nella splendida cornice della Reggia, a pochi passi dalla primitiva cattedrale bizantina, futuro teatro della grande ricostruzione gualtieriana dopo la distruzione causata dal terremoto di Sant'Agata, divenendo spettatrice di eleganti e sontuosi eventi mondani.
Sposa promessa del conte (o principe) Baldovino, cavaliere distintosi per aver salvato dalle fauci di un leone re Ruggero II, Rosalia preferisce la vita monastica e la solitaria contemplazione. Già da fanciulla dedica gran parte del tempo alla preghiera sia nella casa paterna all'Olivella, sia nel Palazzo Reale. La giovane si rifugia nel monastero del Santissimo Salvatore come seguace dell'ordine basiliano di rito greco. Osteggiata dai genitori contrariati e amareggiata dalla insistenze del promesso sposo, dopo due anni circa abbandona anche le spartane comodità del monastero cittadino. Comincia la sua esperienza di eremitaggio nei boschi di Palazzo Adriano per poi rifugiarsi sul monte Quisquina, all'interno di una spelonca, dove scrisse un'epigrafe in latino, vivendo da anacoreta, ricevendo assistenza religiosa dalla locale comunità basiliana ma più probabilmente da un abate, Cirillo, che le forniva la Santa Comunione. Dopo un isolamento di circa dodici anni, trascorre alcuni mesi all'interno di un bosco a Bivona, infine si trasferisce per un altro lungo periodo in una grotta di monte Pellegrino di Palermo, presso una preesistente chiesa bizantina retta da monaci benedettini, dove visse per otto anni, concludendo in contemplazione la vita terrena il 4 di settembre del 1170.
Per la condotta esemplare è considerata santa già in vita e seppur non riconosciuta canonicamente, fu oggetto di culto con l'edificazione di numerose chiese e cappelle a lei dedicate. Dopo oltre quattro secoli il culto lentamente affievolisce al punto che il suo nome non è più invocato nelle litanie dei Santi Protettori di Palermo fino ai primi anni del XVII secolo. Con la peste del 1624, che imperversa nell'Italia di allora con due diversi flussi di contagio: incontrollate ondate migratorie al settentrione determinano la peste di San Carlo Borromeo, scambi commerciali con paesi ove contrabbandavano ciurme di pirati e corsari infetti al meridione, la figura di Rosalia torna in auge, in un contesto alimentato da mito e leggenda, storia e rivelazioni, sogni e scienza, umana rassegnazione e cristiano affidamento, devozione e intelletto, prudenza e circospezione.
La data del 7 maggio 1624 è ricordata per la propagazione della peste dovuta allo sbarco alla Cala di una nave carica d'infettati a bordo proveniente da Tunisi via Trapani. Il 15 luglio 1624 si registra il ritrovamento del corpo di Santa Rosalia coincidente con l'affievolimento dei focolai di peste. Il 27 luglio 1624 Curia e Senato di Palermo proclamano Rosalia Patrona e Protettrice della città, decretano il primato sulle compatrone dei quattro mandamenti storici Santa Cristina, Santa Oliva, Santa Ninfa e Sant'Agata e su San Rocco fervidamente invocato durante l'epidemia del 1575. Il 15 luglio 1625 si svolge il primo Festino in onore di Santa Rosalia.
Il 26 gennaio 1630, Papa Urbano VIII, con lo Scriptam in Coelesti inserisce Rosalia nel Martirologio Romano, fissando l'origine palermitana, di stirpe reale facendola risalire a Carlo Magno, con la paternità di Sinibaldo de' Sinibaldi e la maternità di Maria Guiscardi, nipote di re Ruggero II.
Un buon numero di pitture della Santuzza realizzate tra il XIII e il XIX secolo, sono raccolte nella sala Verde del museo diocesano che si trova nell'adiacente Palazzo Arcivescovile. Tra queste la presunta prima icona del XIII secolo che la raffigura in abiti di monaca basiliana.

### Gli altri santi
Oltre al culto principale altri patroni sono venerati nella cattedrale, fra quelli che nel XVIII secolo Palermo annoverava: quindici fra sante e santi principali e venti secondari; i primi sono verosimilmente identificabili con le raffigurazioni presenti ai varchi delle recinzioni esterne del Piano della Cattedrale.
Alla Vergine Maria sotto il titolo dell'«Assunta» si affianca la gerarchia delle Sante Vergini siciliane, nell'ordine odierno Rosalia, Agata, Cristina, Oliva, Ninfa e Lucia, San Giuseppe e gli apostoli Pietro e Paolo, i Dottori della Chiesa Gregorio, Agostino, Girolamo, Ambrogio e Teresa d'Avila, i papi siciliani Agatone e Sergio, vescovi e martiri palermitani, Benedetto e Silvia, la teoria di santi appartenenti agli ordini agostiniano, basiliano, benedettino, camilliano, compagnia di Gesù, domenicano, francescano, paolotto, senza trascurare i protettori invocati contro le epidemie Sebastiano, Antonio, Rocco e la Vergine Maria in tutte le accezioni.

## Storia

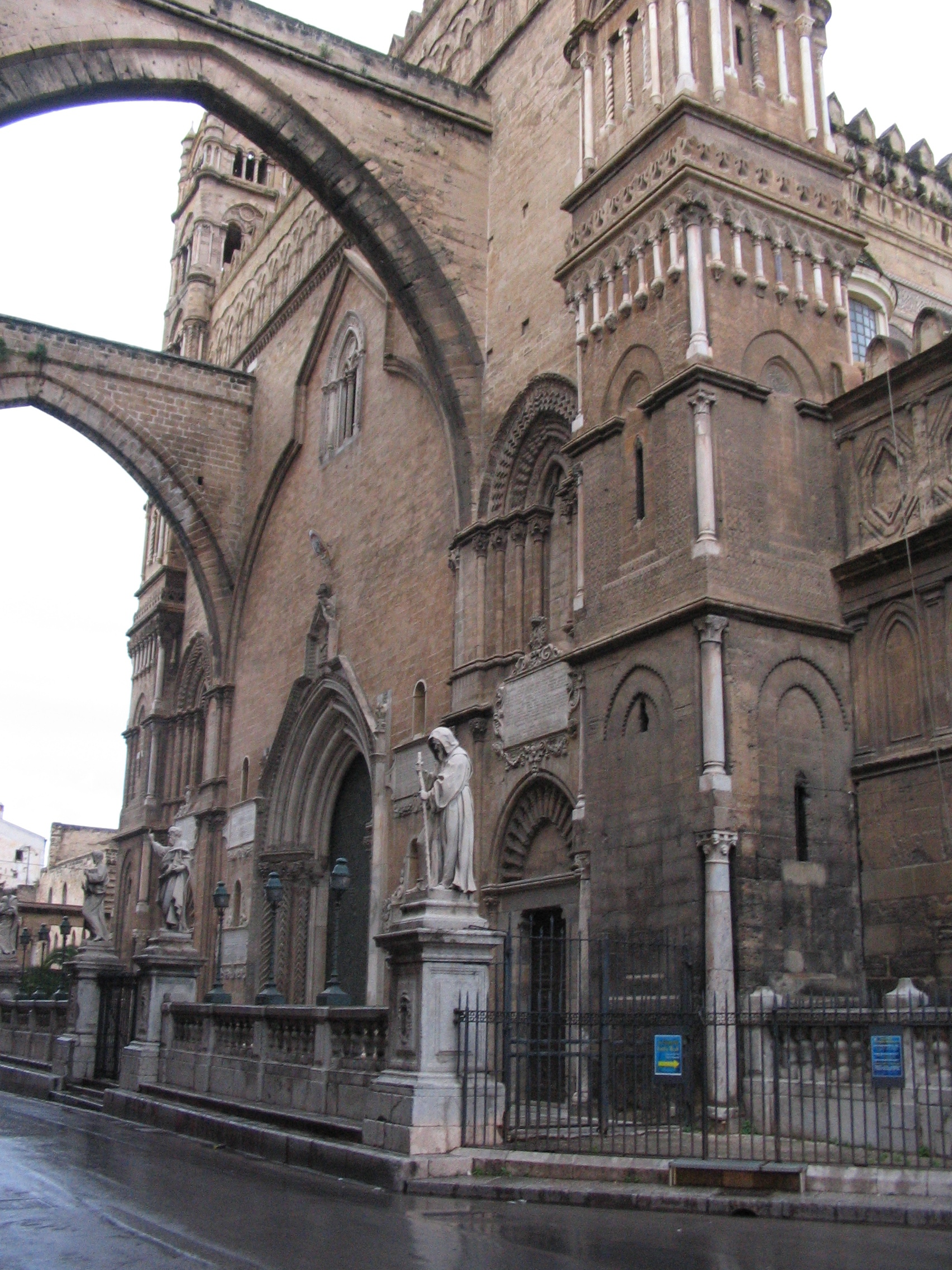
Il prospetto della cattedrale su via Bonello

### Epoca punica
Paleopolis: antica città. La Galka o Alga o Yalica, ossia il «recinto», quartiere che in principio comprendeva la fortificazione superiore e il quartiere militare. Nel primitivo insediamento fenicio - punico fu delimitata a oriente da una torre d'avvistamento e fortificazioni lungo il corso del fiume porto - canale Papireto: rispettivamente gli antesignani della torre campanile e della cinta muraria superstite a ridosso dei resti dell'attuale strada dei Pellegrini e del quartiere la Guilla.

### Epoca romana
Neapolis: nuova città. In origine il piano è occupato da una necropoli esterna a ridosso della cinta muraria punica. La prima testimonianza della diffusione delle pratiche cristiane è dovuta alla presenza di cimiteri all'aperto e catacombe ricavate in fitte reti di grotte utilizzate come luoghi di culto e rifugio dei cristiani perseguitati. Verosimilmente già ritenuta un'area sacra, probabilmente un «Santuario della Salute» di natura pagana.
- 200 - 201, Il Lessico di Suda e il Tarikh al Hukam di Al-Qifti, scritto nel 1249, riportano l'attività di medici e filosofi, il passaggio e la morte di Galeno. Secondo quanto riportato nella Riḥla (Viaggio) da Ibn Jubayr, lo studioso farmacista è sepolto sulla direttrice verso Misilmeri, fonti fantasiose e non provate indicano i resti del medico custoditi nella primitiva cattedrale.

La prima chiesa è costruita nell'attuale area a poche centinaia di metri dal primitivo insediamento fenicio - punico dove adesso sorge il Palazzo dei Normanni (Alcassar, la dimora degli emiri), lo stesso luogo deputato durante il I, II e III secolo al sacrificio dei primi martiri palermitani oggetto di persecuzioni cristiane operate da Decio e Diocleziano. L'edificio sorge fra la paleopolis «città primitiva» e la neapolis «nuovo insediamento», distrutta dai Vandali all'inizio del V secolo.
- 440, durante una delle frequenti incursioni in Sicilia, i Vandali di Genserico attaccano di sorpresa Palermo e catturano il vescovo Mamiliano, i discepoli Eustochio, Proculo, Golbudeo e altri personaggi di rango, tra i quali le giovani Ninfa e Oliva. Deportati inizialmente in nord Africa per alterne vicende subiscono altrove il martirio e in seguito sono proclamati santi.
- 444, l'edificio è menzionato in una bolla pontificia di Papa Leone Magno e in una lettera al clero siciliano del 21 ottobre 447.
- 476, Odoacre re degli Eruli riscatta la Sicilia cacciando i Vandali di Genserico, con la caduta dell'Impero romano d'Occidente l'isola transita nell'Impero romano d'Oriente dipendendo direttamente da Costantinopoli.

In questo frangente la Chiesa di Roma proclama santi Agatone martire e Mamiliano entrambi vescovi di Palermo.

### Epoca bizantina
- 535, Belisario,[8] alla testa delle truppe bizantine, conquista Palermo. Del luogo di culto edificato intorno al IV secolo e in seguito distrutto dai Vandali, non sono pervenute testimonianze riportate alla luce.
- 592, il vescovo Vittore demolisce l'edificio e ne promuove la ricostruzione secondo i canoni bizantini.
- 603, papa Gregorio I affida la commissione all'arcivescovo Giovanni.[9] Due importanti arcivescovi e cardinali palermitani siedono sul soglio di Pietro: papa Agatone e papa Sergio I.

Il secondo tempio d'epoca bizantina dedicato alla Vergine Maria Assunta, è edificato sulle rovine del precedente nel 604 del quale sono pervenute la cripta e la pianta basilicale a forma quadrata.
Sono modificati il prothesis e il diakonikon secondo lo schema bizantino pervenuto con altri impianti basilicali, le maestose absidi a oriente e rivolte come la facciata verso occidente. Di impronta bizantina la collocazione dell'iconostasi e l'aspetto decorativo con le caratteristiche proprie dell'arte del mosaico, secondo i preziosi canoni della tradizione di Costantinopoli. Sono compiuti tutti gli sforzi per mantenere vitale il rito latino ma, nell'anno 732 passa al Patriarca di Costantinopoli, e alla cattedrale sono apportate modifiche al fine di adeguarla alle modalità proprie del culto della Chiesa ortodossa.
- 732, con l'imperatore bizantino Leone III Isaurico diminuisce il prestigio e l'influenza del pontefice di Roma, si consolida il rito bizantino sul rito romano.

### Epoca araba

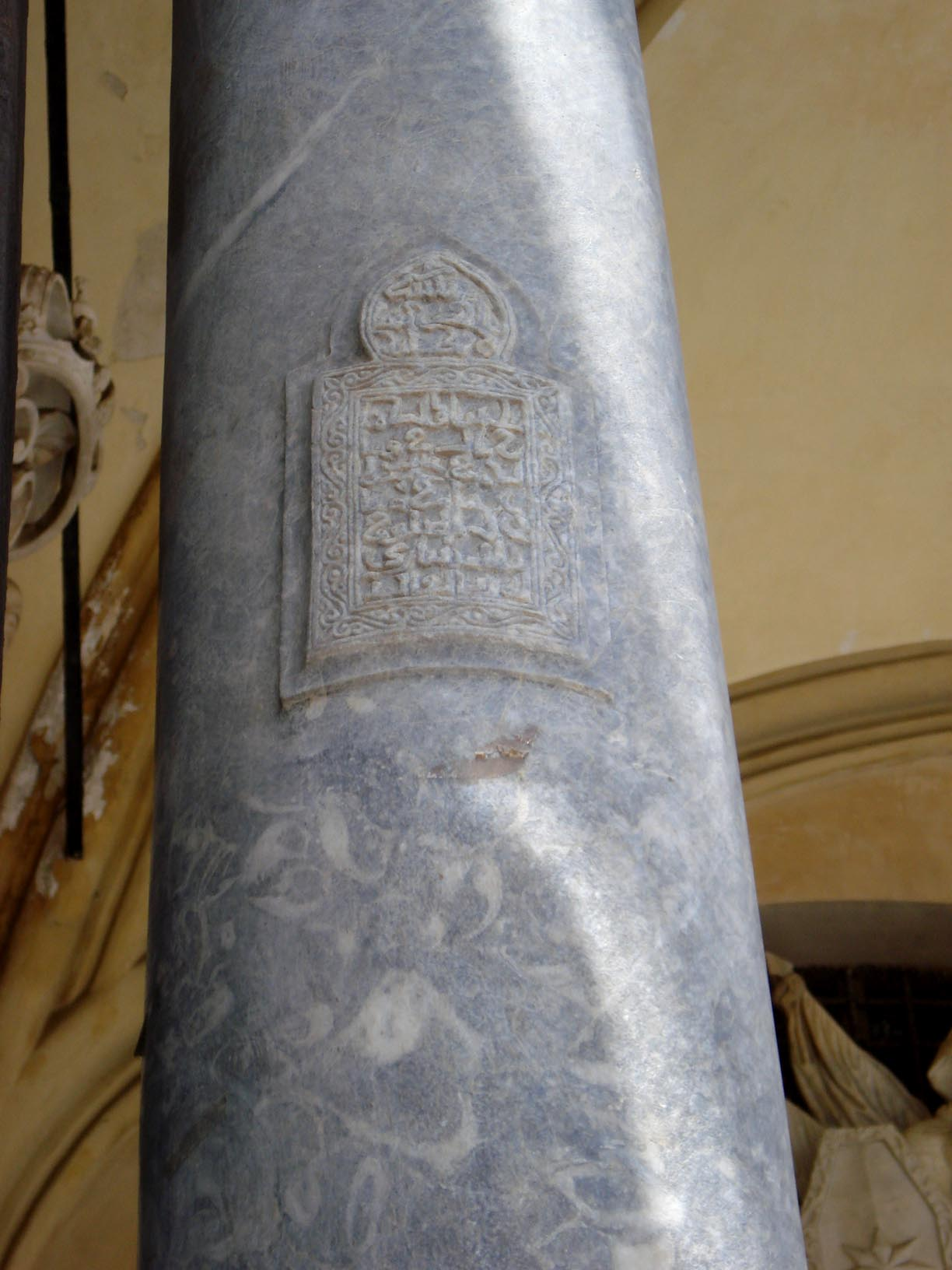
Colonna con iscrizione araba

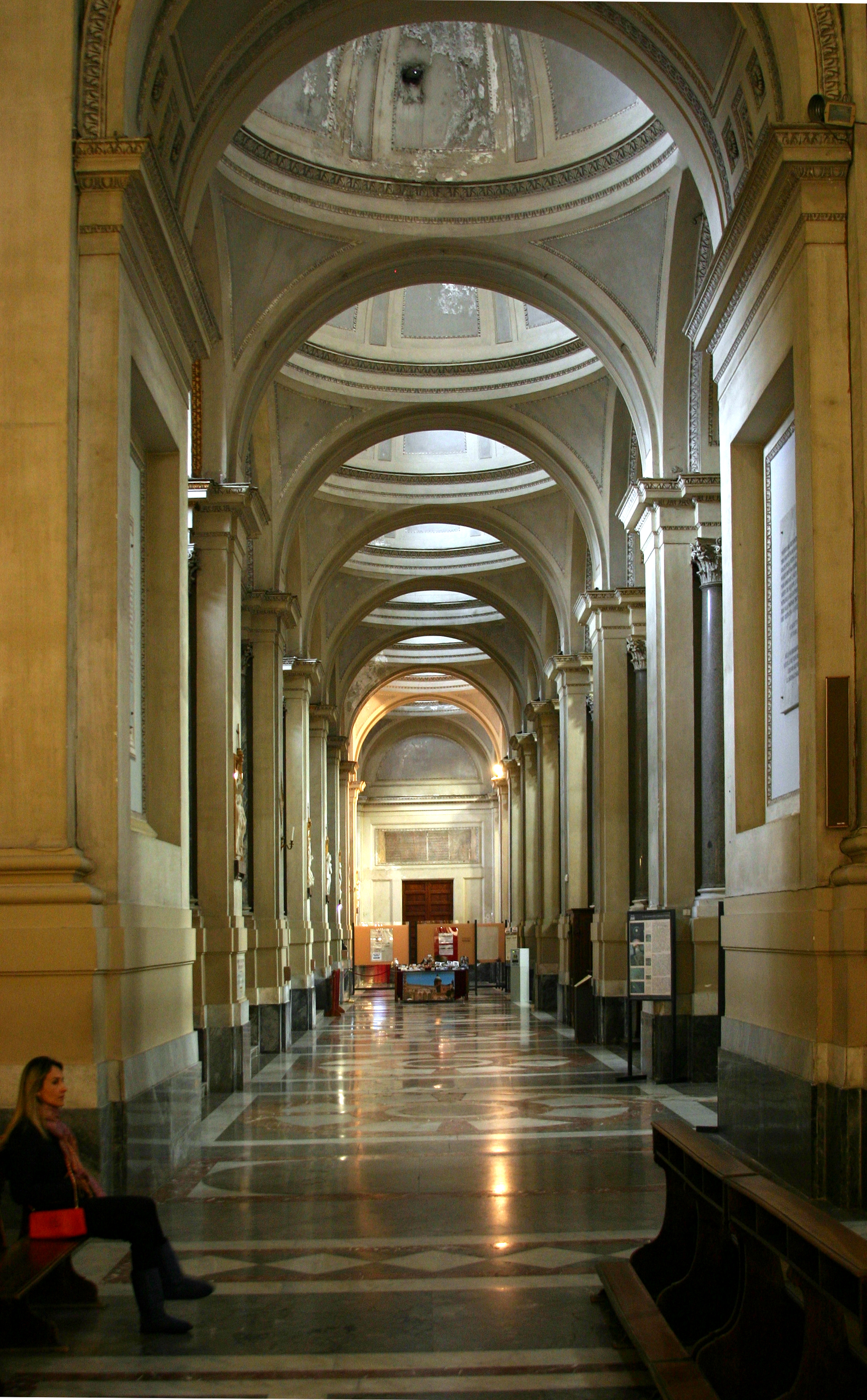
Prospettiva navata minore

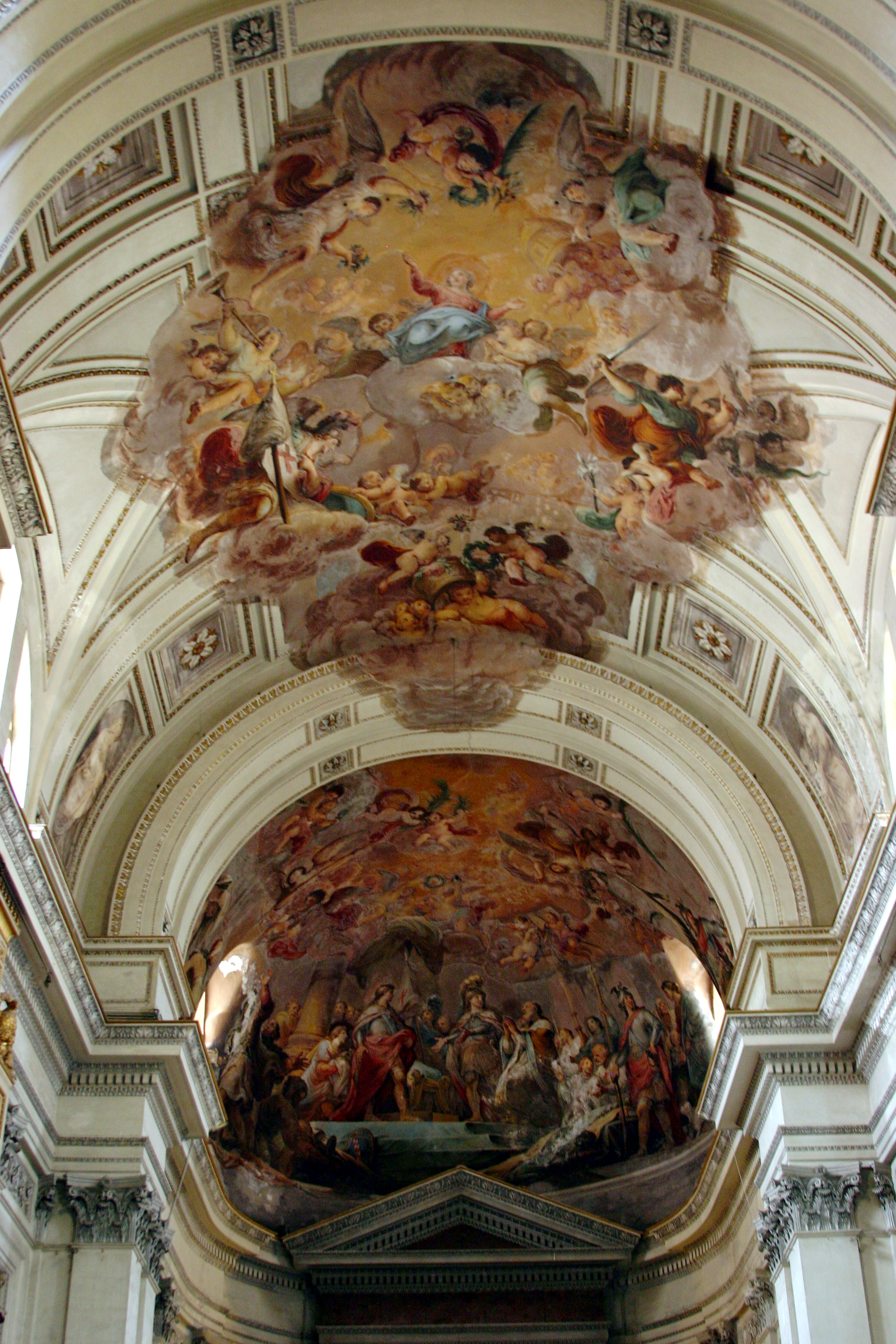
Presbiterio, affreschi dell'Assunzione e Riconsegna della Basilica Cattedrale al Vescovo Nicodemo

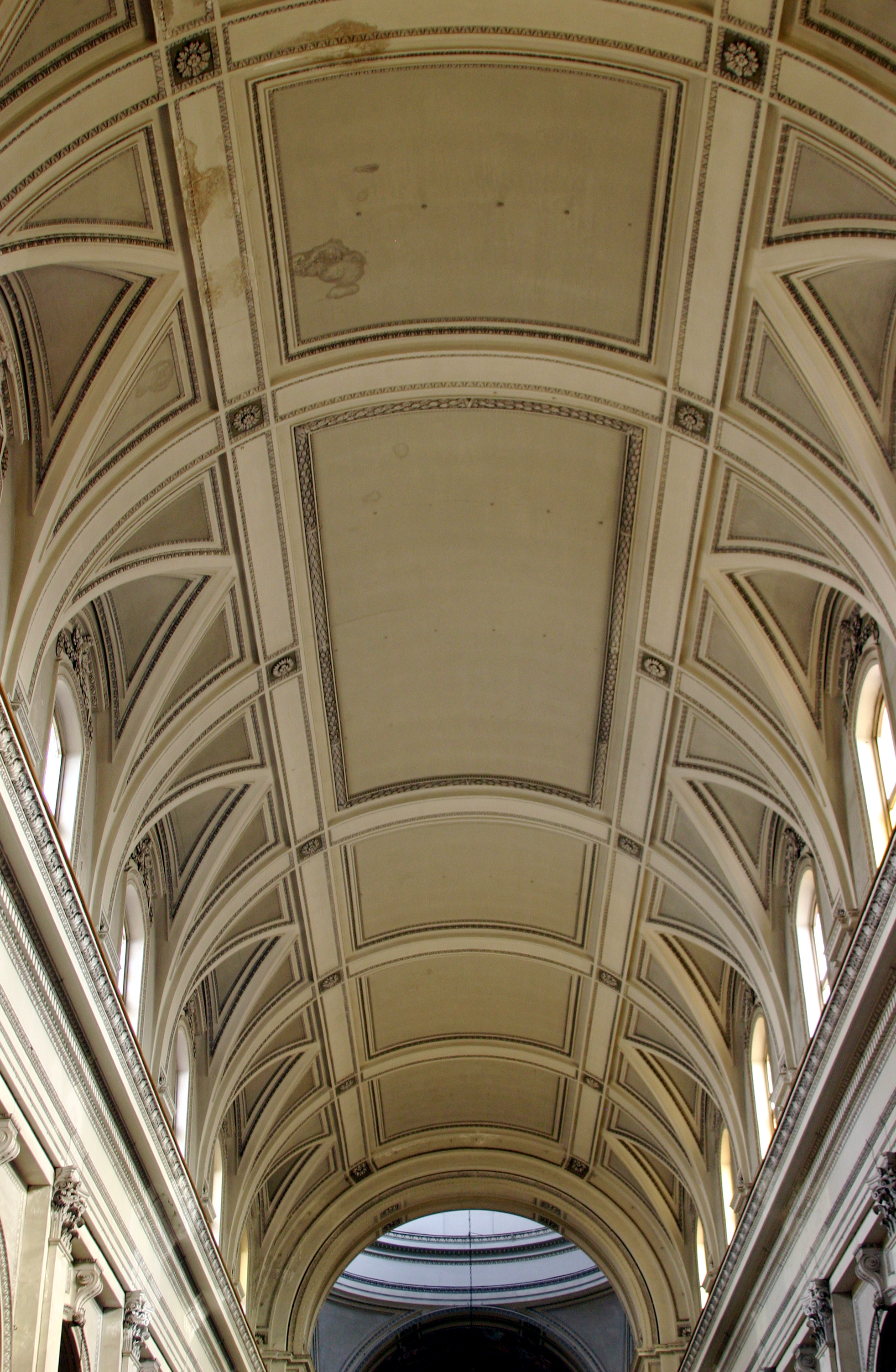
Volta della navata

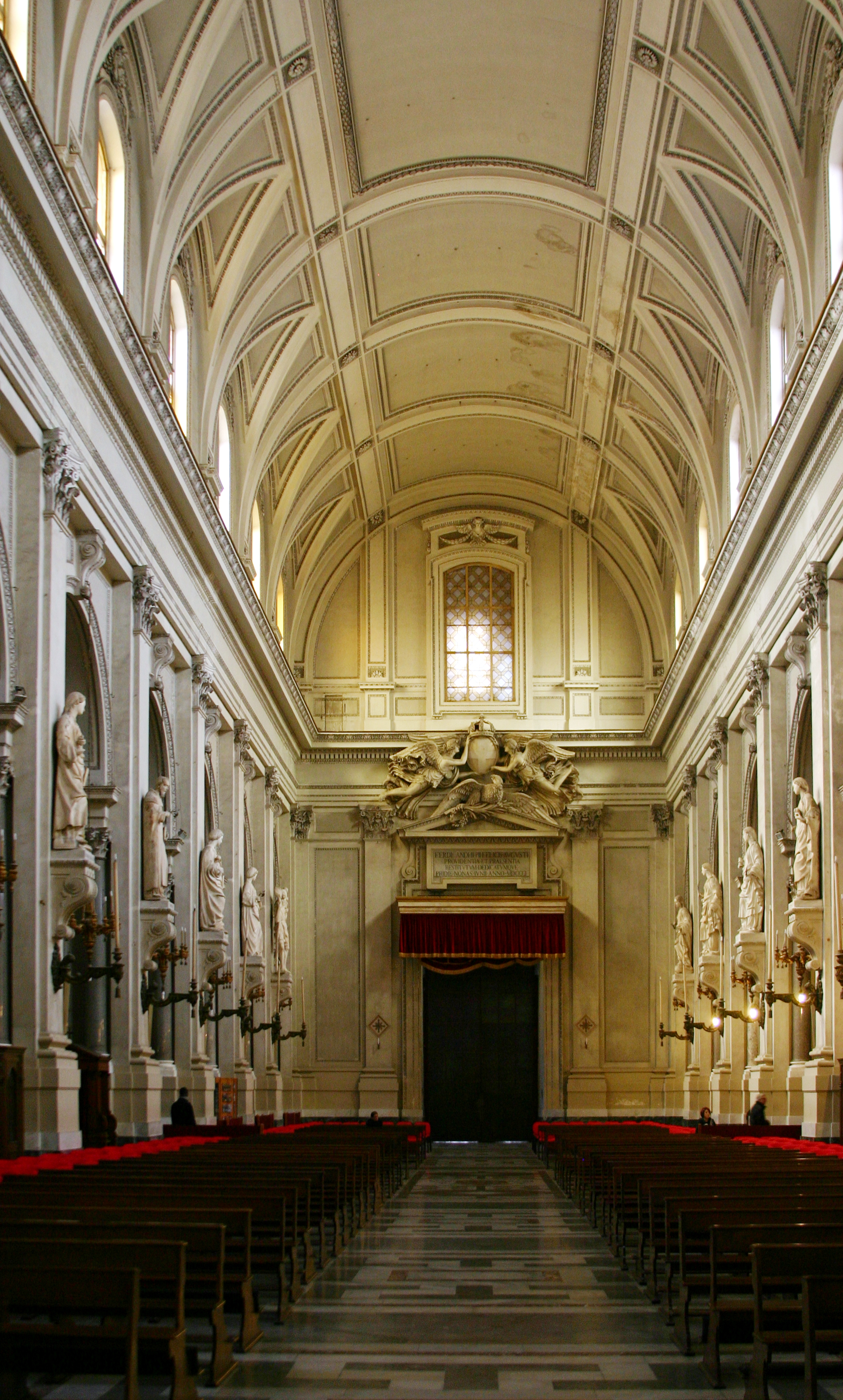
Navata centrale, controfacciata e statue della Tribuna

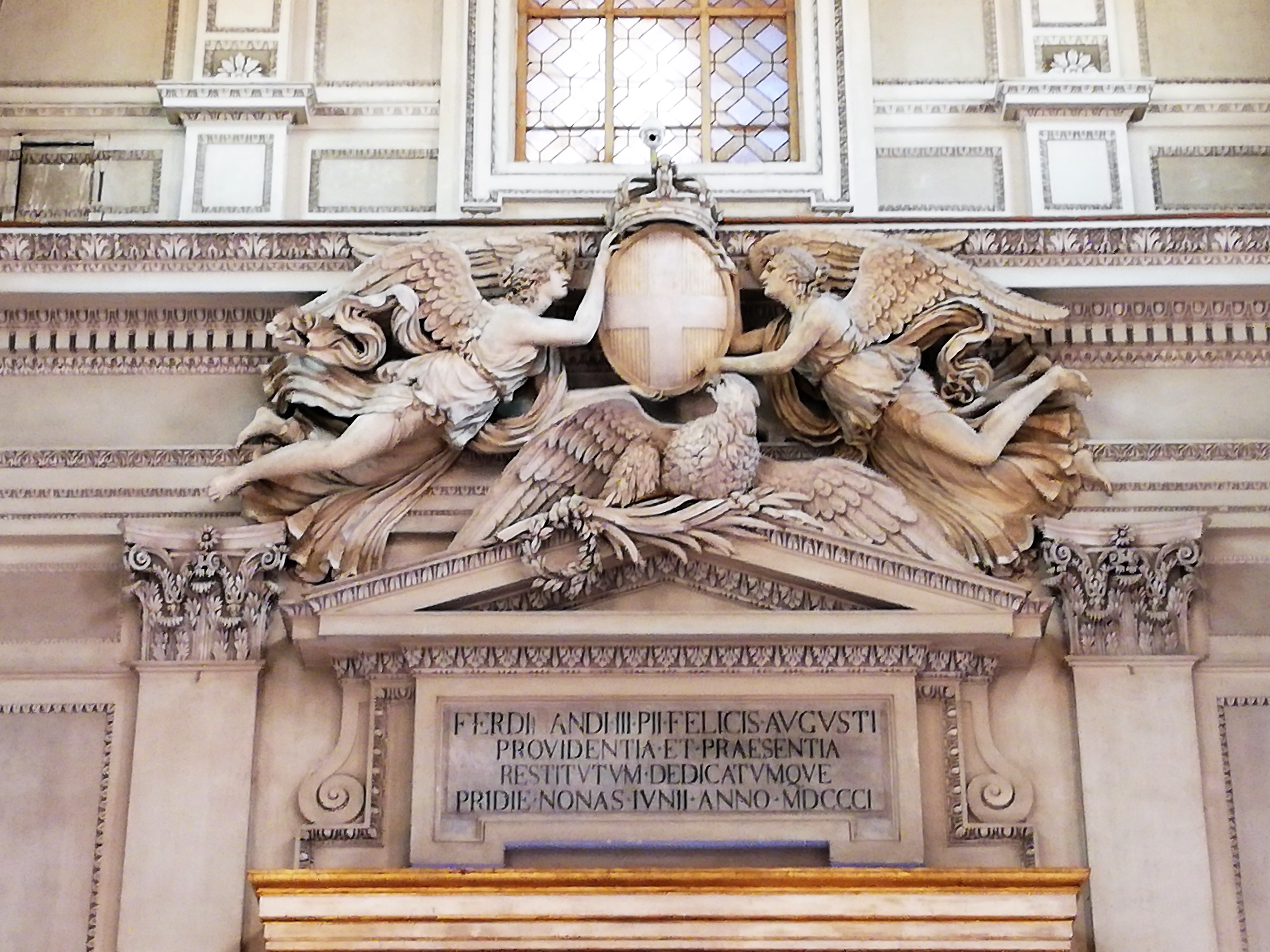
Stemma controfacciata

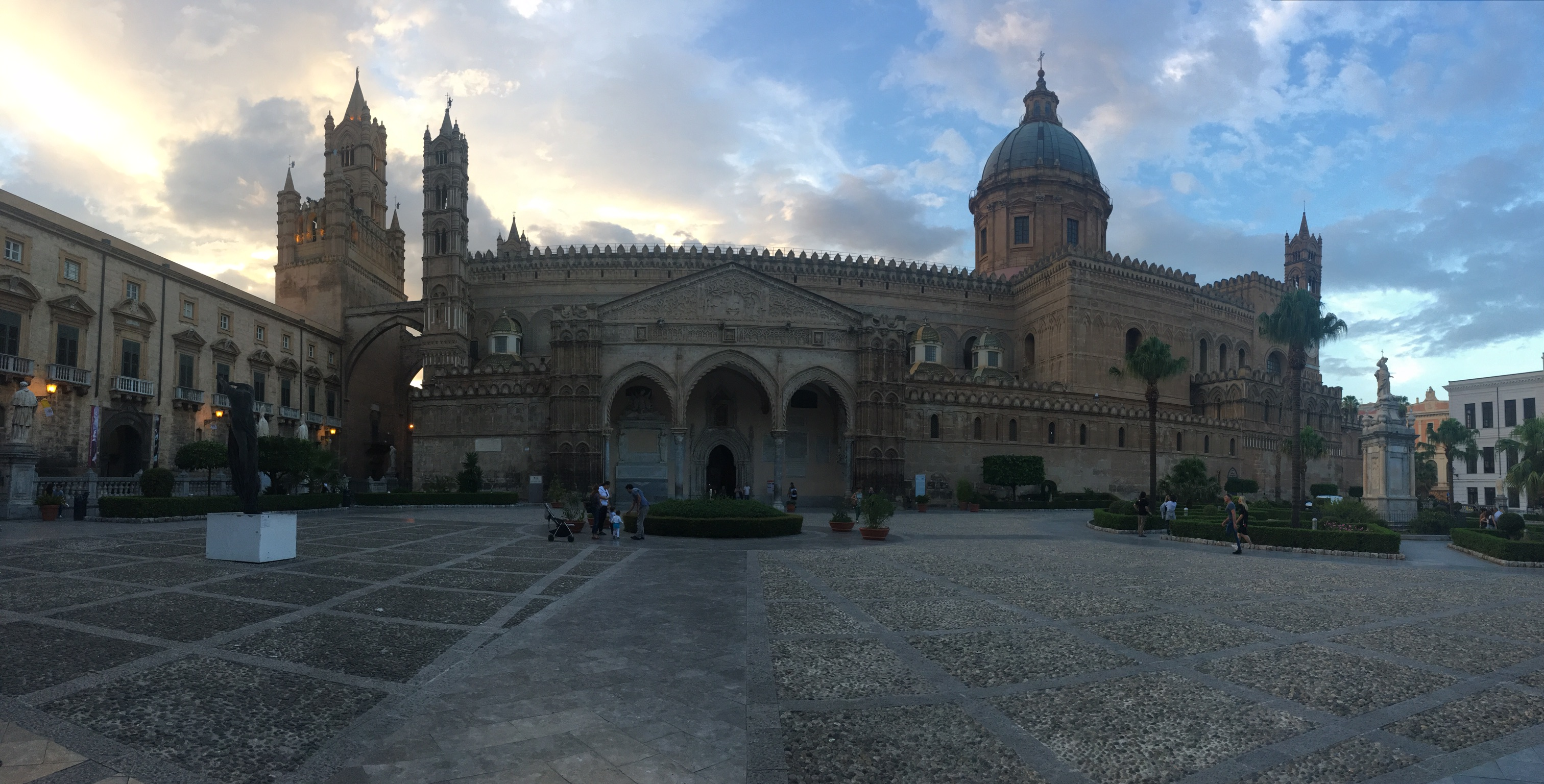
La Basilica Cattedrale durante il tramonto

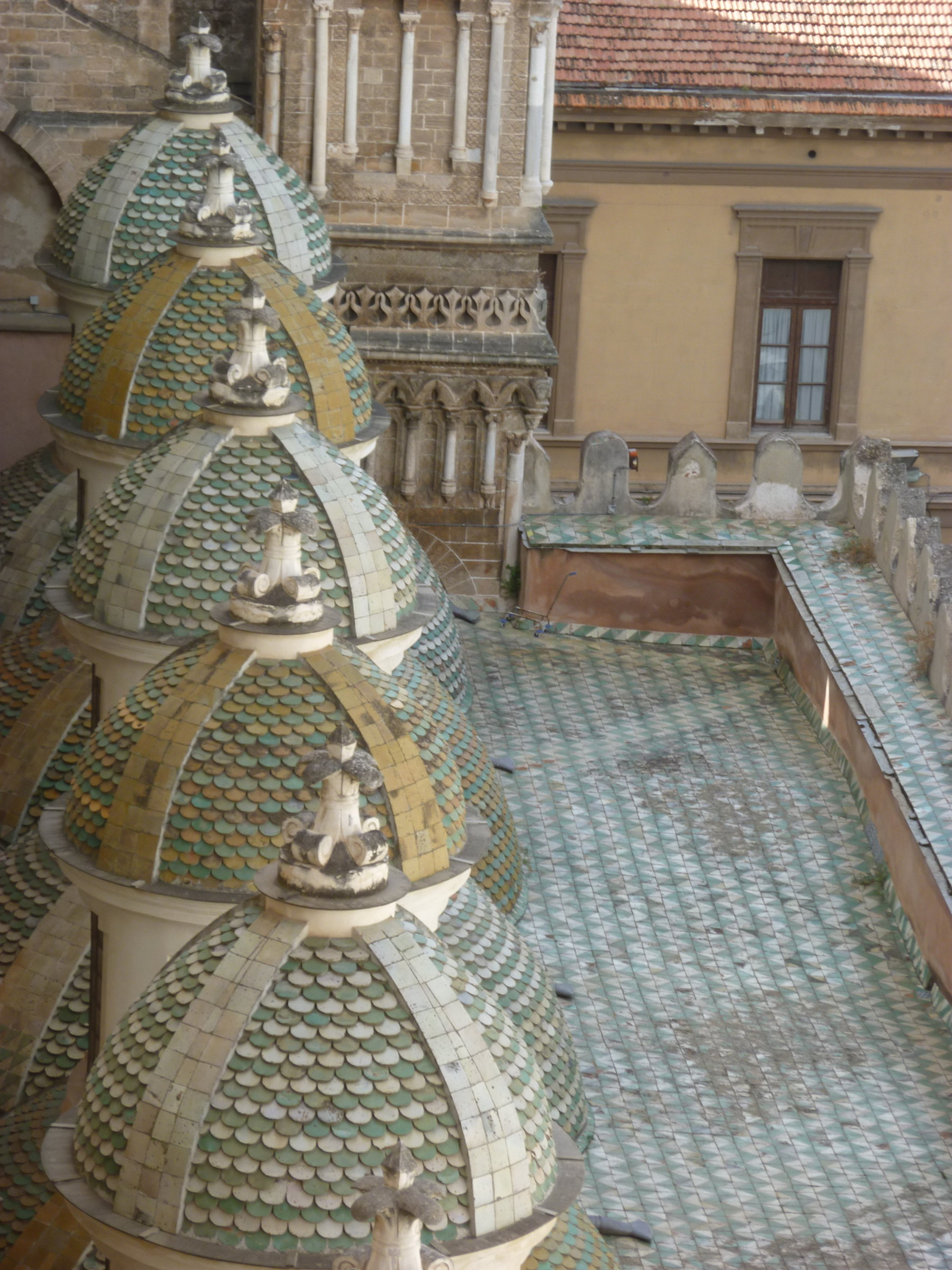
Cupolette maiolicate

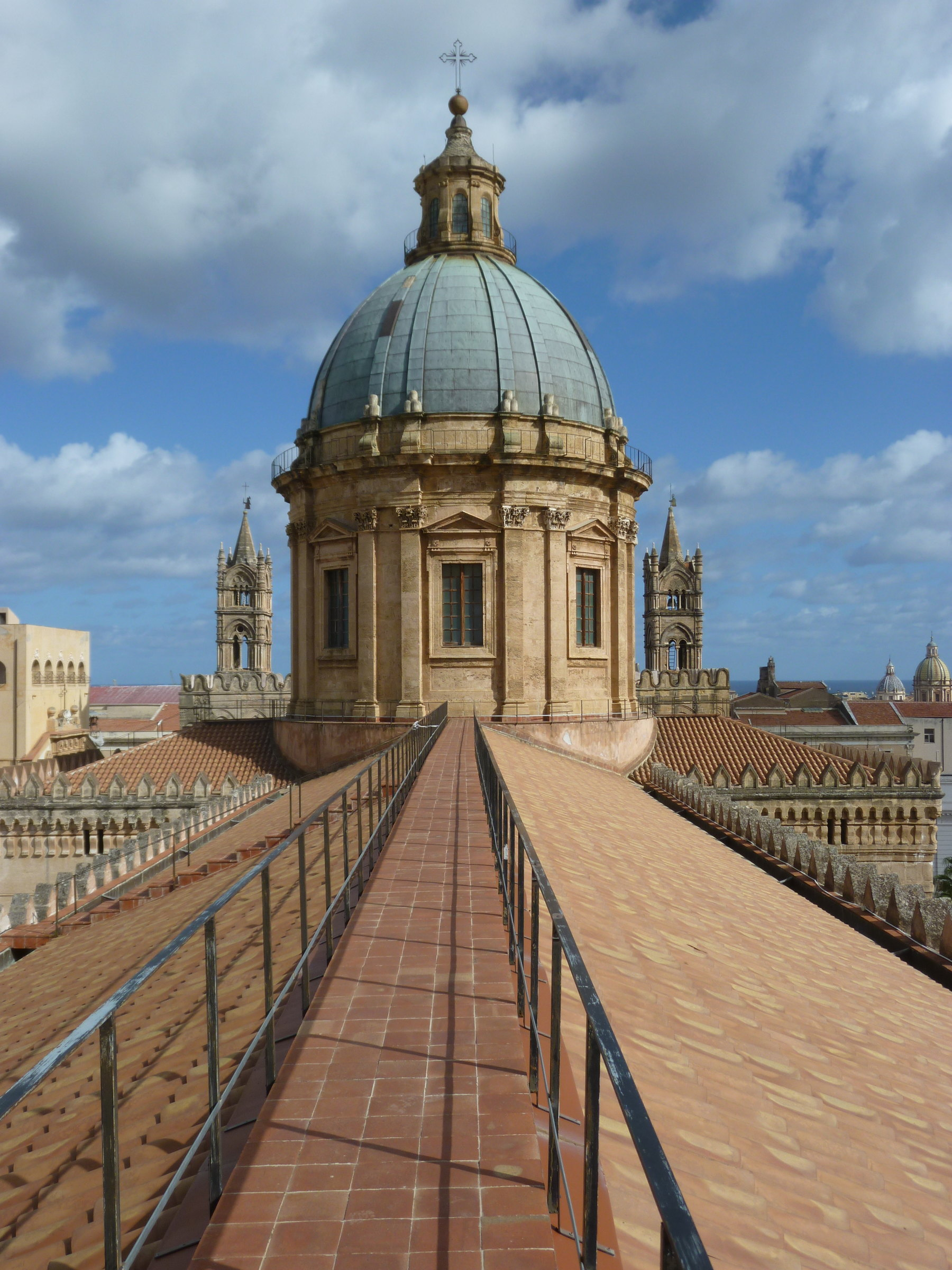
Tetto e cupola

Con la sconfitta di Michele II l'Amoriano, Basileus dei Romei (il Balbo o Balbuziente) nell'829, e l'invasione dell'isola da parte dei Saraceni, nel lungo contesto della dominazione araba, che a Palermo spazia dall'anno 831 al 1072, la chiesa è trasformata in luogo di culto musulmano, la grande moschea Gami, edificio capace di contenere 7 000 fedeli.
- 831, i Saraceni conquistano Palermo, modificano chiese e edificano in città ben trecento moschee. Nella metà del X secolo il geografo Ibn Hawqal riporta che, fatte le debite proporzioni, a Palermo si contano più moschee che in altre città islamiche dell'epoca.[12] Quella più grande detta “Gami” o «Grande Moschea del Venerdì»[12] è il riadattamento della cattedrale bizantina. La conversione a moschea risale alla dinastia musulmana degli Aghlabiti, la sala ipostila ubicata sotto la cappella dell'Incoronata[13] è verosimilmente ritenuta parte dell'antica moschea - basilica. Colonne e altri elementi architettonici d'impronta islamica sono rinvenuti e riutilizzati in tutti gli ambienti.

La corte vescovile è "invitata", sollecitata ad abbandonare le sedi cittadine, trovando temporaneamente rifugio presso il monte Caputo, nel luogo dove, secoli dopo, con l'avvento dei Normanni, sarebbe sorta la cittadina di Monreale. Il ruolo di cattedrale fu temporaneamente ricoperto da una modesta, piccolissima chiesa: la «Aghia Kiriaki» ovvero la chiesa di Santa Ciriaca o santa domenica. Il luogo di culto dedicato a santa Ciriaca al quale papa Alessandro III fa riferimento nella bolla pontificia emanata il 30 dicembre 1174, con la quale ratifica la costruzione della nuova cattedrale di Monreale, indicandone l'ubicazione con le parole ... Super Sanctam Kjriacam.

### Epoca normanna
Il ritorno alla sovranità di matrice cristiana e cattolica avviene con l'avvento dei Normanni grazie al contributo del Gran Conte Ruggero e del fratello Roberto il Guiscardo. Per celebrare la conquista territoriale dell'isola, la casata degli Altavilla promuove e favorisce la costruzione di splendide e monumentali cattedrali in tutte le località teatro delle battaglie più cruente, riservando a Palermo la costruzione più laboriosa, ma altrettanto fastosa. La moschea è riadattata rapidamente al culto cristiano, affidata ancora per poco tempo al vescovo Nicodemo di tradizione greco - ortodossa, molto amato dal popolo. È ipotizzabile che all'esterno della Gami non siano stati apportati grossi cambiamenti col passaggio a chiesa cristiana, eccezione solo per la trasformazione del minareto in campanile.
- Palermo divenne la capitale di un nuovo regno che comprendeva tutta l'Italia meridionale, e Ruggero II fu il suo fondatore e primo sovrano, incoronato nella cattedrale. Questo evento portò a una vasta attività edilizia.
- 1098, Apostolica Legazia: privilegio concordato tra sovrano e papa. Accordo che prevedeva la nomina regia dei vescovi e conseguente approvazione, consacrazione papale.
- 1167, la regina Margherita di Navarra, vedova di Guglielmo I di Sicilia, nomina vescovo il cugino Stefano di Perche, cancelliere del regno di Sicilia, sostenuto dalla compagine francese. L'ambiguità personale e la fiducia riposta in personaggi poco cristallini dislocati a vario titolo nell'amministrazione del regno, suscitano il malcontento popolare.
- 1168, la popolazione stanca degli abusi perpetrati dagli amici di Stefano e per la sua condotta poco trasparente, si ribella. Il vescovo e i suoi scagnozzi sono aggrediti, la vecchia cattedrale è incendiata bruciando le grandi porte. Riusciti a porsi in salvo il vescovo e i suoi seguaci, sono irrevocabilmente espulsi e spediti in medio oriente.
- 1169 4 febbraio, il terremoto di Sant'Agata arreca danni al monumento. L'evento sismico danneggia gravemente la sommità della torre campanaria e la parte superiore della facciata che crollano devastandosi vicendevolmente. Interpretato come punizione divina per causa della corruzione dilagante, l'evento costituisce il pretesto per una radicale riedificazione del tempio, progetto che prevede la costruzione di un edificio all'altezza dello splendore del regno.[17]

Durante il regno di Guglielmo II di Sicilia, nel disegno che prevede il ripristino delle preesistenti diocesi, mira a creare un secondo arcivescovado nel comprensorio palermitano dando inizio alla costruzione della cattedrale di Monreale. L'arcivescovo di Palermo Gualtiero Offamilio nel 1170 ne promuove contemporaneamente la costruzione della nuova cattedrale, completata nel 1184 - 1185. Del primitivo impianto gregoriano perviene solo la parte inglobata nell'odierna Cappella dell'Incoronazione.
- 1185 6 aprile, solenne consacrazione presieduta da Gualtiero Offamilio.[21]

Sotto le dominazioni di Normanni e Svevi si assiste in città alla relativa pacifica convivenza di un crogiolo di razze rappresentate dalle religioni monoteiste del mondo allora conosciuto: cristiani, musulmani ed ebrei. Per quasi due secoli le arti e l'architettura sono permeate da canoni stilistici tipici dell'Oriente, amalgamati con le concezioni nordiche e germaniche.
La chiesa è modificata ancora più volte, ma lo sviluppo in pianta della nuova cattedrale è oggetto sempre dei forti influssi religioso - architettonici precedenti. Ripetutamente rimaneggiata e riedificata per svariati eventi, risente anche di interventi dovuti a fenomeni sismici, soprattutto nell'alta torre campanaria slanciata dinanzi al prospetto occidentale.

### Epoca aragonese
I decenni a cavallo del XV secolo sono caratterizzati dalla massima espressione artistica nell'isola nota come Rinascimento siciliano. Geni come Domenico Gagini, Antonello Gagini, Francesco Laurana, Orazio Alfani (detto il Perugino), Giovanni da Maiano, le relative scuole e botteghe lasciano capolavori senza eguali nell'aggregato, così come nell'intero palcoscenico artistico palermitano e siciliano.

### Epoca spagnola
- 1º agosto 1536, solenne consacrazione presieduta da Arnaldo Albertin vescovo di Patti.[4]
- 1574, nel cimitero divenuto piazza, in occasione della festa di Santa Cristina è accordata da Pietro II di Sicilia, confermata da Carlo V d'Asburgo e qui trasferita da Filippo I di Sicilia, col consenso di Papa Gregorio XIII, la Fieravecchia.[22] L'area destinata alle sepolture era denominata Cimiterio Santi Angeli del Plano Matris Panormitane Ecclesiæ, di cui una parte riservata ai canonici e vescovi. Con la rimodulazione in piazza il Plano Matris Panormitane Ecclesiæ ospitò la Fera de lo Plano.[23] Una parte di esso o comunque una porzione adiacente era chiamato Plano dei Cavalieri di San Giovanni Evangelista, accezione derivante dalla medievale chiesa di San Giovanni Evangelista al Plano, luogo di culto inglobato in epoca spagnola nell'aggregato facente capo alla chiesa dei Sette Angeli.
  - L'ambiente fu sempre sede di pomposi spettacoli teatrali incentrati su temi religiosi che prevedevano coreografici cortei processionali e la partecipazione delle più alte cariche civili e religiose del regno, manifestazioni che contemplavano pause di ristoro in padiglioni appositamente eretti e molto spesso annoveravano la partecipazione del monarca o dell'imperatore.[24] Fra essi si annoverano gli Atti di fede o Auto da Fé celebrati dal Tribunale del Santo Uffizio di Sicilia.

Dal 1643 al 1647 Pietro Novelli, ingegnere del Regno e architetto del Senato Palermitano realizza grandiosi apparati effimeri consistenti in macchine e opere architettoniche, pitture a guazzo, carri trionfali per il Festino (dal 1643 al 1647), archi celebrativi, scenografie. Per le commemorazioni funebri reali allestisce monumentali opere di architettura, pittura, scultura realizzati in memoria di Isabella di Borbone (7 aprile 1645), moglie di Filippo IV e dell'infante Baltasar Carlos.

### Epoca asburgico - borbonica
L'edificio, già felice espressione di molteplici stili, subisce nel corso dei secoli vari rimaneggiamenti. Il barocco siciliano s'innesta con arricchimenti tipici della cultura decorativa dell'epoca. Tra il 1709 e il 1710 l'arcivescovo Giuseppe Gash finanziò i lavori per la trasformazione dell'antico tetto ligneo in copertura a volta in pietra. Le snelle e ariose capriate con falde ormai vetuste cedettero il posto a pesanti strutture lapidee.
Tra il 1741 e il 1743 l'incaricato regio monsignor Giovanni Angelo de Ciocchis compie per conto del re di Sicilia Carlo III di Spagna una ricognizione generale di benefici e beni religiosi soggetti a patronato regio, all'interno dell'intero territorio siciliano e contemplati nella raccolta di atti e documenti denominati "Acta e Monumenta". Tra magnificenza e sfarzi di tesori d'arte custoditi nel tempio, il relatore pone in risalto le debolezze e le criticità delle strutture delineando gli interventi che alcuni decenni più tardi caratterizzeranno il più complesso dei cantieri di restauro. Sulla base del resoconto e di altri progetti di fattibilità mirati commissionati a posteriori matureranno: l'ingrandimento dell'impianto, la garanzia della stabilità strutturale, il miglioramento dell'illuminazione, la copertura dei soffitti con volte a botte, l'anelata cupola in muratura. Il conseguimento di determinati risultati ha comportato in tutti i casi il pagamento di pesantissimi scotti, talora ravvisabili in autentiche scempiaggini agli occhi dei moderni estimatori, spesso derivati in iterazioni d'errori e bizzarrie senza logica, come nel caso dello smantellamento del capolavoro noto come Tribuna di Antonello Gagini.
- 1748 - 1753, José Alfonso Meléndez incarica Giovanni Battista Vaccarini, l'architetto che ha curato la ricostruzione del patrimonio di Catania dopo il terremoto del 1693, per la stesura di una relazione tecnica per il restauro del duomo con l'avallo del re Carlo III.
- 1767, l'arcivescovo Serafino Filangieri affida una commissione tecnica a Ferdinando Fuga, architetto del re, per l'attuazione di un restauro conservativo dell'edificio, volto solamente al consolidamento della struttura.[29]

#### Restauri 1726
È interamente rimodulato il complesso campanario nel 1726, su progetto dell'architetto Giovanni Amico in seguito al terremoto di Terrasini avvenuto in quell'anno.
Campanile definito brutto e borrominesco, in epoca neoclassica, stridente con gli esterni della chiesa, è riconfigurato in seguito a restauri effettuati dopo il terremoto del 1823.

#### Restauri 1781 - 1801

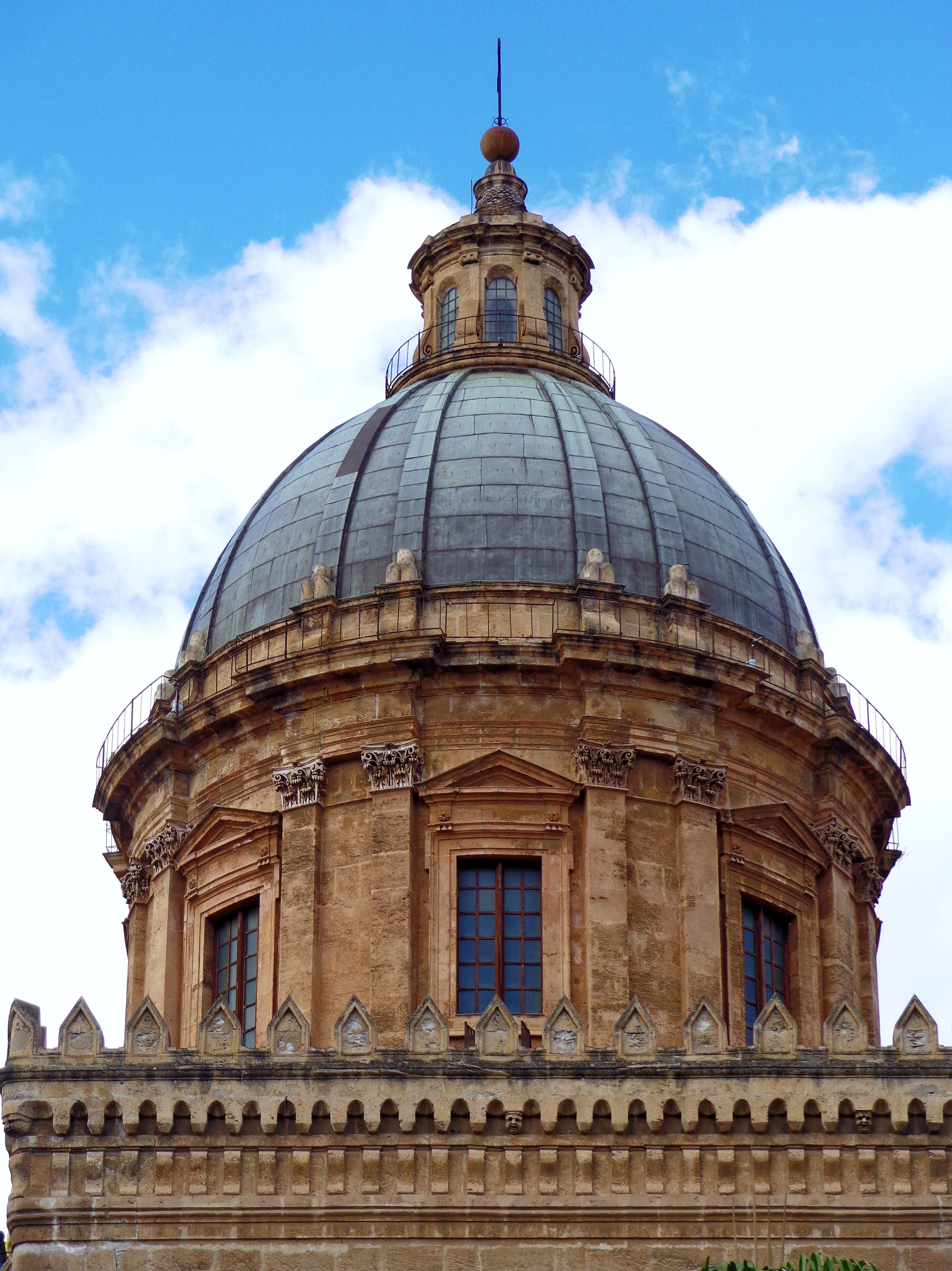
Cupola

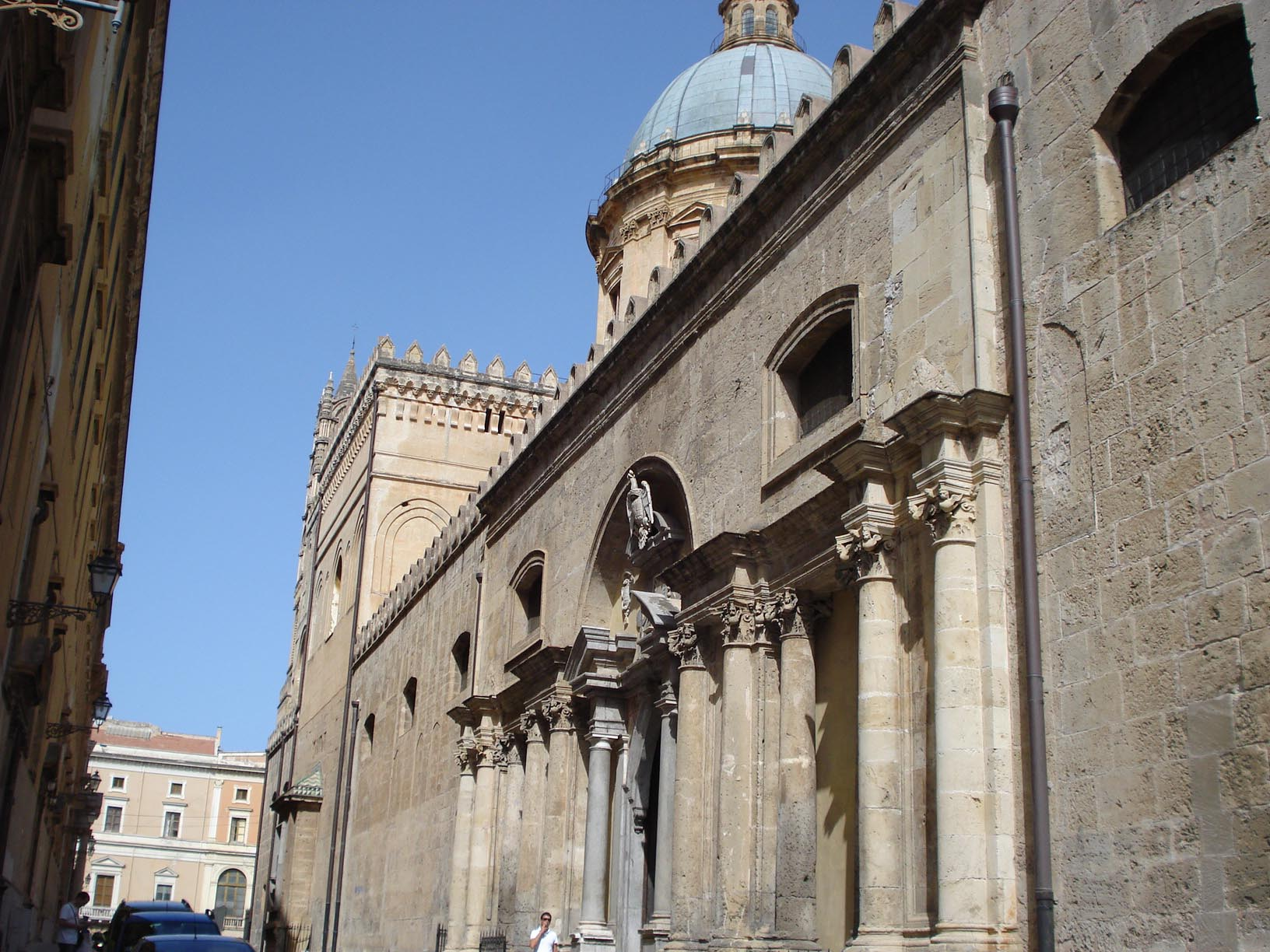
Portale settentrionale

Il più poderoso e invasivo dei restauri è effettuato alla fine del Settecento, quando in occasione del consolidamento strutturale si rimodella radicalmente l'interno su progetto di Ferdinando Fuga.
- 1781 20 febbraio - 1801 3 giugno,[2] durante i restauri il Capitolo metropolitano e gli uffici parrocchiali sono trasferiti presso la chiesa del Gesù a Casa Professa che in tale frangente assume il titolo e ricopre le funzioni di concattedrale.

I lavori hanno inizio nel 1781, eseguiti non dal Fuga ma dal palermitano Carlo Chenchi con l'assistenza di Giuseppe Venanzio Marvuglia e durano fino ai primi anni del XIX secolo. Il restauro complessivo comporta un allargamento sui fianchi con la trasformazione delle cappelle laterali sulle navate laterali e le nuove cappelle costruite di sana pianta, il portico meridionale avanzato di parecchi metri dal capomastro Francesco Patricolo. Rimodulazione della facciata nord.
I rifacimenti sono in realtà molto più radicali dei progetti dell'architetto fiorentino, che secondo alcuni studiosi, pensa invece di conservare, almeno in parte, il complesso longitudinale delle navate e l'originario soffitto ligneo del XII secolo. Il restauro interviene a cambiare l'aspetto originario del complesso, dotando la chiesa della caratteristica ma discordante cupola, eseguita secondo i disegni del Fuga.
- Durante questo intervento è smontata la preziosa tribuna innalzata da Antonello Gagini dal 1510 e con la collaborazione dei figli e altri scultori fino al 1574, ornata di statue, fregi e rilievi, sono distrutti gli affreschi di Andrea Carrera nell'absidiola sinistra o Cappella del Santissimo Sacramento, è completamente rifatta l'absidiola destra o Cappella di Santa Rosalia con conseguente rimozione dei sarcofagi reali antistanti.

Nei primi lustri del XIX secolo sulla coronatura con merli è documentata la collocazione di numerose statue, le restanti temporaneamente parcheggiate nella Cappella delle Sacre Reliquie. Nella metà del Novecento per volontà del cardinale Ernesto Ruffini le statue medesime trovano una migliore collocazione nella navata principale. Anche le pittoresche cupolette maiolicate con lanternini destinate alla copertura delle navate laterali risalgono al rifacimento del 1781.
- 4 giugno 1815, solenne consacrazione presieduta da Gabriele Gravina, vicario in sede vacante.[4]

#### Restauri 1826 - 1844
- 1826 al 1835, intervento risolutivo dell'architetto Emmanuele Palazzotto per i danni subiti dal campanile conseguenti al terremoto di Pollina del 1823, per volontà e incarico dell'arcivescovo Pietro Gravina di Montevago. Il complesso di campanili e pinnacoli neogotici posti sulla torre del Palazzo Arcivescovile domina il prospetto della Cattedrale e rappresenta uno delle principali monumenti nello skyline di Palermo.
- 1844, viene inaugurato il restauro con il nuovo allestimento della cosiddetta cripta della Cattedrale, voluto dal canonico Alessandro Casano ed eseguito dall'architetto della Fabbriceria Emmanuele Palazzotto[33].
- 1860, durante i moti dell'Insurrezione di Palermo si registrano danni esterni al monumento e la completa distruzione del prezioso "Archivio della Maramma", custodito all'interno della cosiddetta Cappella dell'Incoronazione.[34]

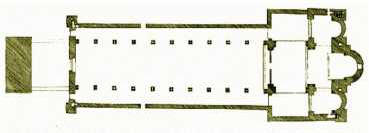
XII secolo
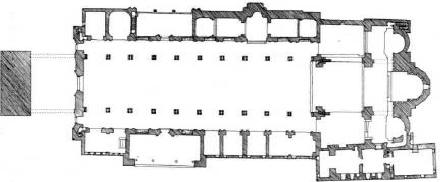
XVIII secolo Sviluppo Impianto
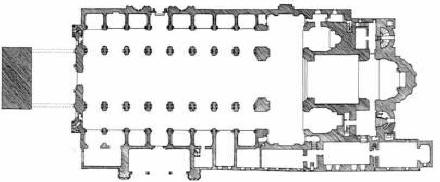
XIX secolo

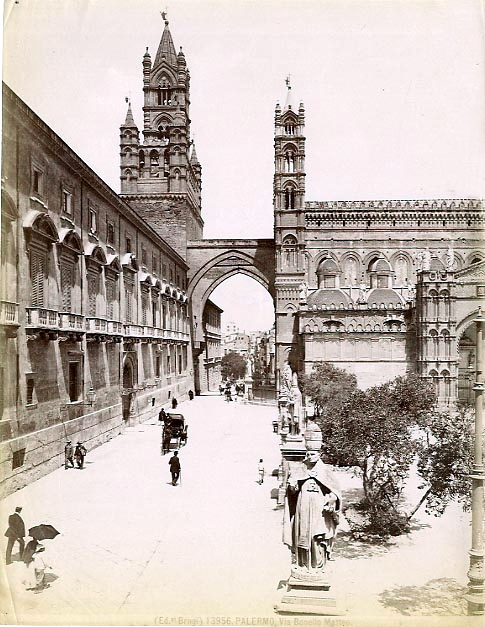
Via Matteo Bonello, foto d'epoca

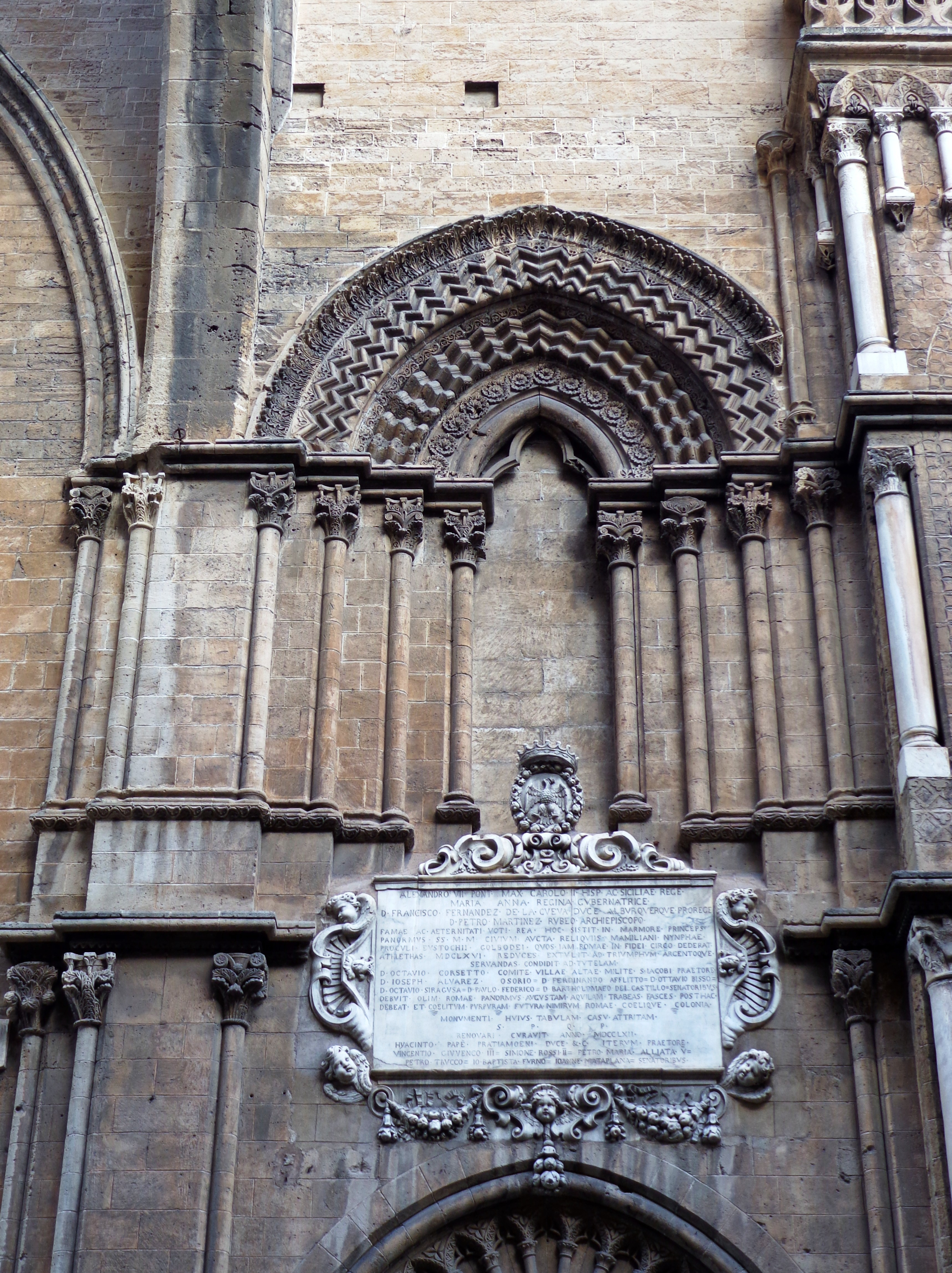
Monofora strombata prospetto di via Bonello

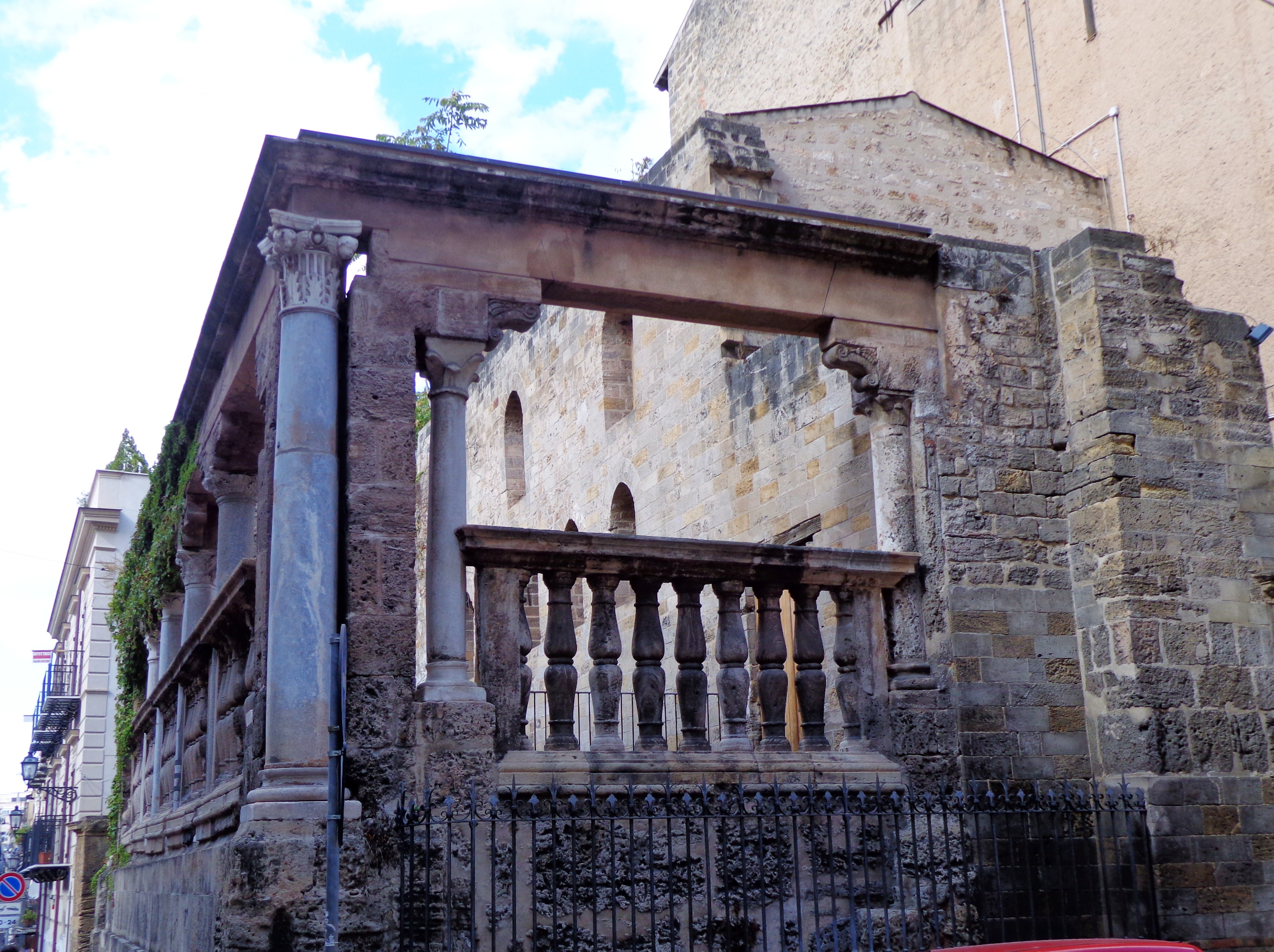
Loggia dell'Incoronazione

In questa cattedrale, sintesi di storia e di arte dell'ultimo millennio in Sicilia, oltre ai sovrani normanni (Ruggero II di Sicilia,..., Guglielmo II d'Altavilla e Giovanna Plantageneta (13 febbraio 1177)), svevi, aragonesi (Federico III di Sicilia (25 marzo 1296), Alfonso il Magnanimo dei Trastámara), catalani, sono stati incoronati Vittorio Amedeo II di Savoia (24 dicembre 1713) e Carlo III di Borbone (3 luglio 1735).
Come per le solenni incoronazioni, i penitenziali autodafé, le coreografiche processioni, le cerimoniali rievocazioni, le animate celebrazioni liturgiche, Antonino Mongitore descrive i funerali e le commemorazioni in duomo come sfarzose funzioni accompagnate da esuberanti paramenti funebri, al punto che per la cerimonia riservata al sovrano Filippo V, Francesco Maria Emanuele Gaetani, marchese di Villabianca, scriveva: «... pompeggiò il duomo con isfoggiatissimi apparati, vestite da alto in basso le pareti di una nuova architettura accomodata a lutto, ...».

## Esterno
Contrariamente alla maggior parte degli edifici di culto è un monumento a sé stante - a «isola» -, la Basilica Cattedrale offre infatti oltre alla facciata principale, altri tre interessanti e variegati prospetti di rara bellezza.

### Prospetto occidentale
Il prospetto principale o occidentale dà su via Matteo Bonello. La via prende nome dal signore di Caccamo dapprima ambasciatore, in seguito cospiratore contro Guglielmo I di Sicilia. La facciata si presenta molto articolata dal punto di vista prospettico, anche nello spazio, per la presenza di due archi a sesto acuto ispirati all'architettura islamica che raccordano la Cattedrale all'adiacente Palazzo Arcivescovile oggi anche sede del Museo diocesano, retaggio di antichi passaggi aerei coperti, vie di fuga assieme alla fitta rete di cuniculi sotterranei che garantivano il riparo nella zona fortificata in caso di attacchi.
Una cancellata e una balaustra a colonnine, in sostituzione dell'antica recinzione costruita da Vincenzo Gagini nel 1575, protegge lo spazio antistante alla facciata, sui pilastri che delimitano i varchi sono poste le statue di San Giuseppe, San Pietro, San Paolo e San Francesco di Paola opere di Giovanni Battista Ragusa del 1724 - 1725. Sul prolungamento della successiva recinzione lato Cassaro sono collocate le sculture marmoree raffiguranti San Gregorio Papa e Sant'Agostino opere di Giovanni Travaglia del 1673; San Girolamo e Sant'Ambrogio opere realizzate da Antonio Anello, quest'ultimi manufatti commissioni dell'arcivescovo Giovanni Lozano nel quadro dell'abbellimento del «Piano della Cattedrale» posto in essere nel periodo 1655 - 1673.
Un'intricata, quanto spettacolare selva di torri campanarie neogotiche realizzate nel torrione medievale dell'arcivescovado su progetto dell'architetto Emmanuele Palazzotto dal 1826 al 1835 si fronteggia con i due torrioni occidentali che delimitano lateralmente la facciata della Cattedrale. Il complesso presenta raccordi ad arco e decorazioni opera di maestri lapicidi trecenteschi e quattrocenteschi. Il portale strombato centrale in stile gotico è del 1353 ed è sormontato da un'edicola contenente un bassorilievo di Maria col Bambino. I pannelli bronzei a rilievo della porta centrale sono del palermitano Filippo Sgarlata del XX secolo. Questa porta è stata aperta il 13 dicembre 2015 dall'Arcivescovo Corrado Lorefice quale Porta Santa nell'ambito del Giubileo straordinario della Misericordia.
In simmetria e speculari all'asse dell'ingresso sono poste quattro iscrizioni lapidee sovrastate da altrettante nicchie. Il portale è arricchito in alto da una bellissima bifora posta in prossimità della navata centrale all'interno di una cornice mistilinea. I due portali laterali sono sormontati da targhe marmoree e grandiose monofore strombate cieche con più ordini di colonnine e ghiere prospettiche. Tutte le pareti sono coronate dalla caratteristica merlatura.
|   | Monumento adiacente                                  |  |              |  | Sx         | Dx        |  |                        |  |  | Sx                 | Dx            |  | Sx           | Dx            |
| - | ---------------------------------------------------- |  | ------------ |  | ---------- | --------- |  | ---------------------- |  |  | ------------------ | ------------- |  | ------------ | ------------- |
| W | Torre Campanaria, Palazzo Arcivescovile, Via Bonello |  |              |  |            |           |  |                        |  |  |                    |               |  |              |               |
|   |                                                      |  | San Giuseppe |  | San Pietro | San Paolo |  | San Francesco di Paola |  |  | San Gregorio Magno | Sant'Agostino |  | San Girolamo | Sant'Ambrogio |

### Prospetto settentrionale

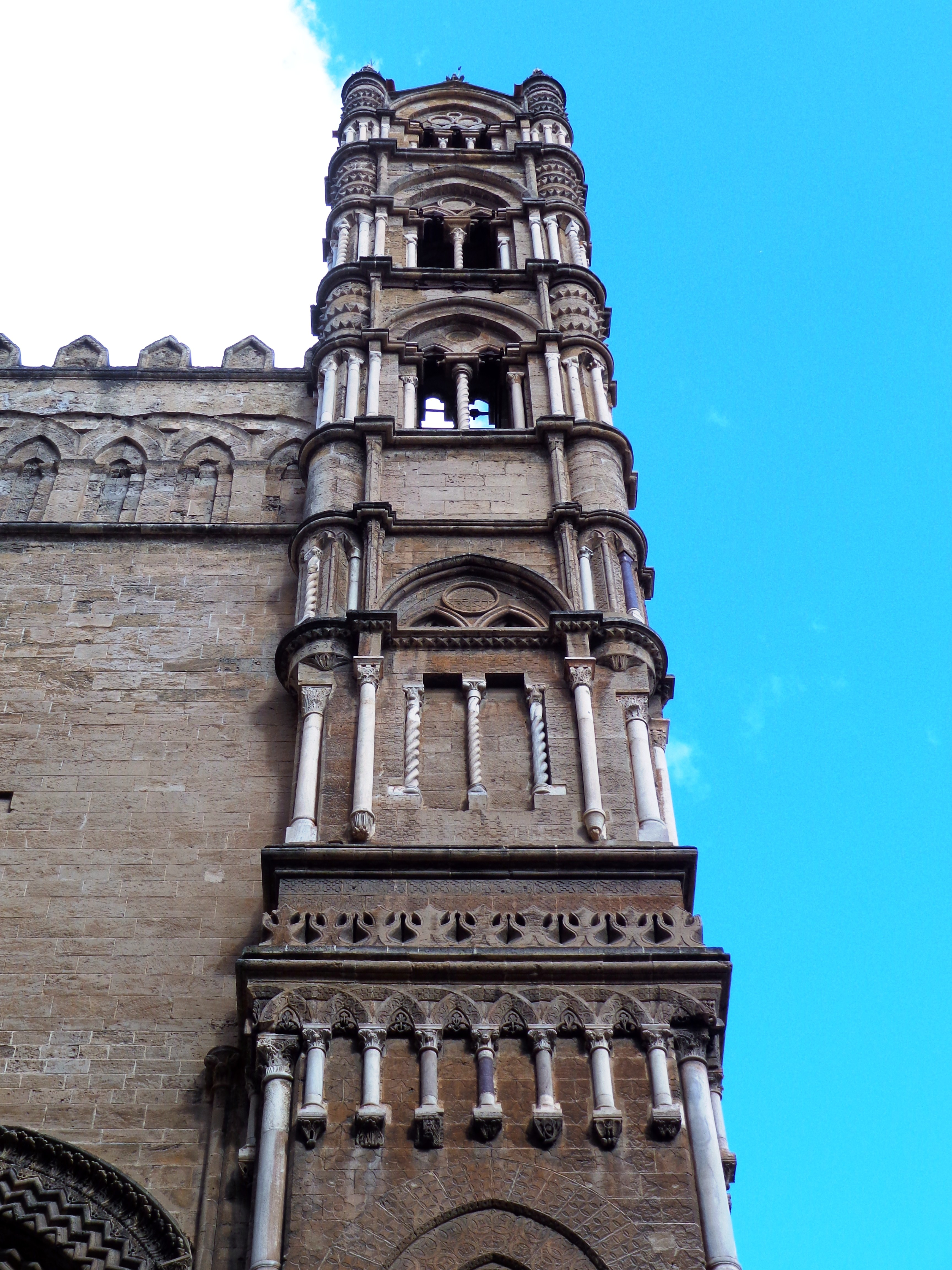
Campanile absidale di nord est

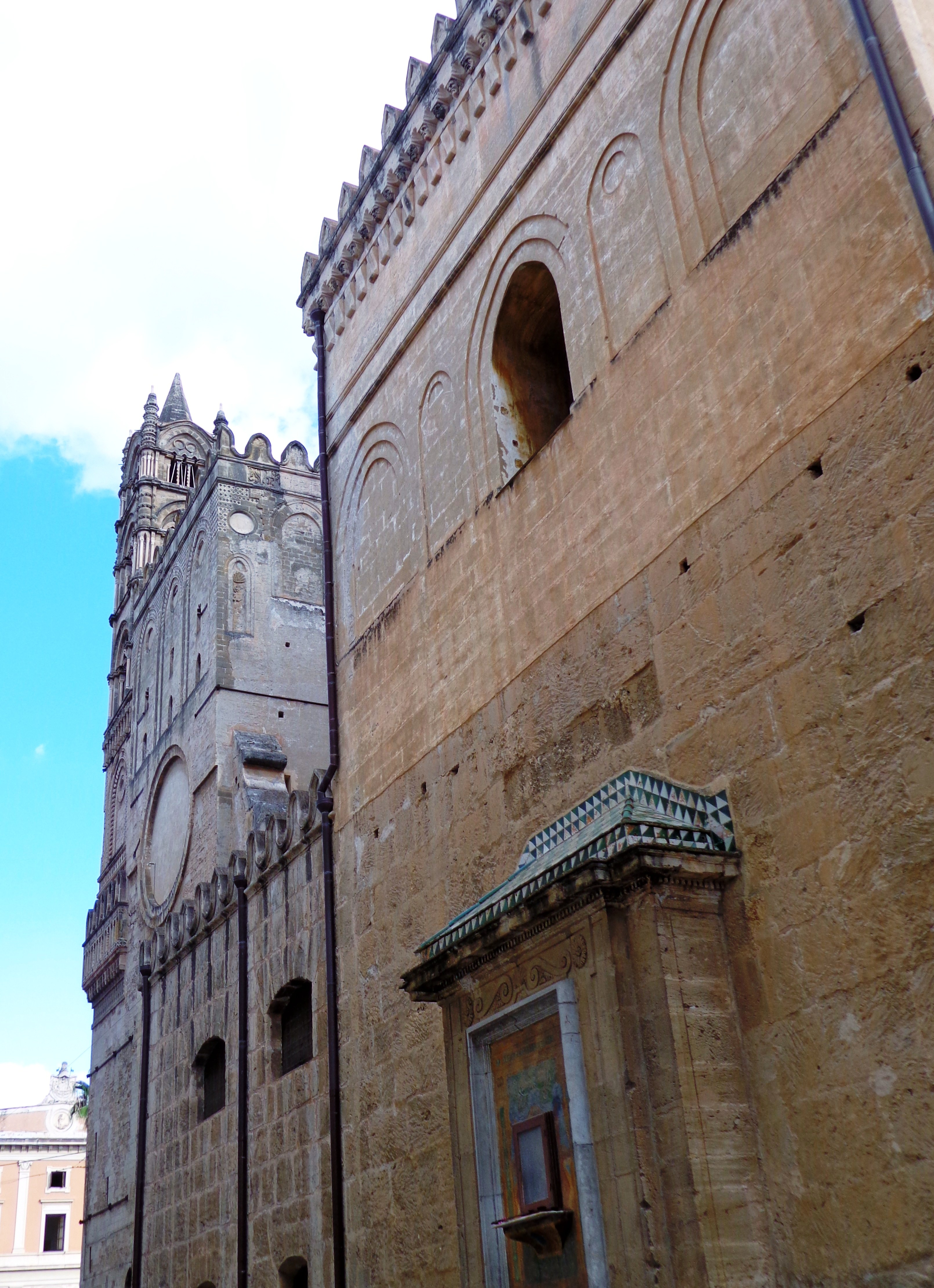
Prospetto di nord est

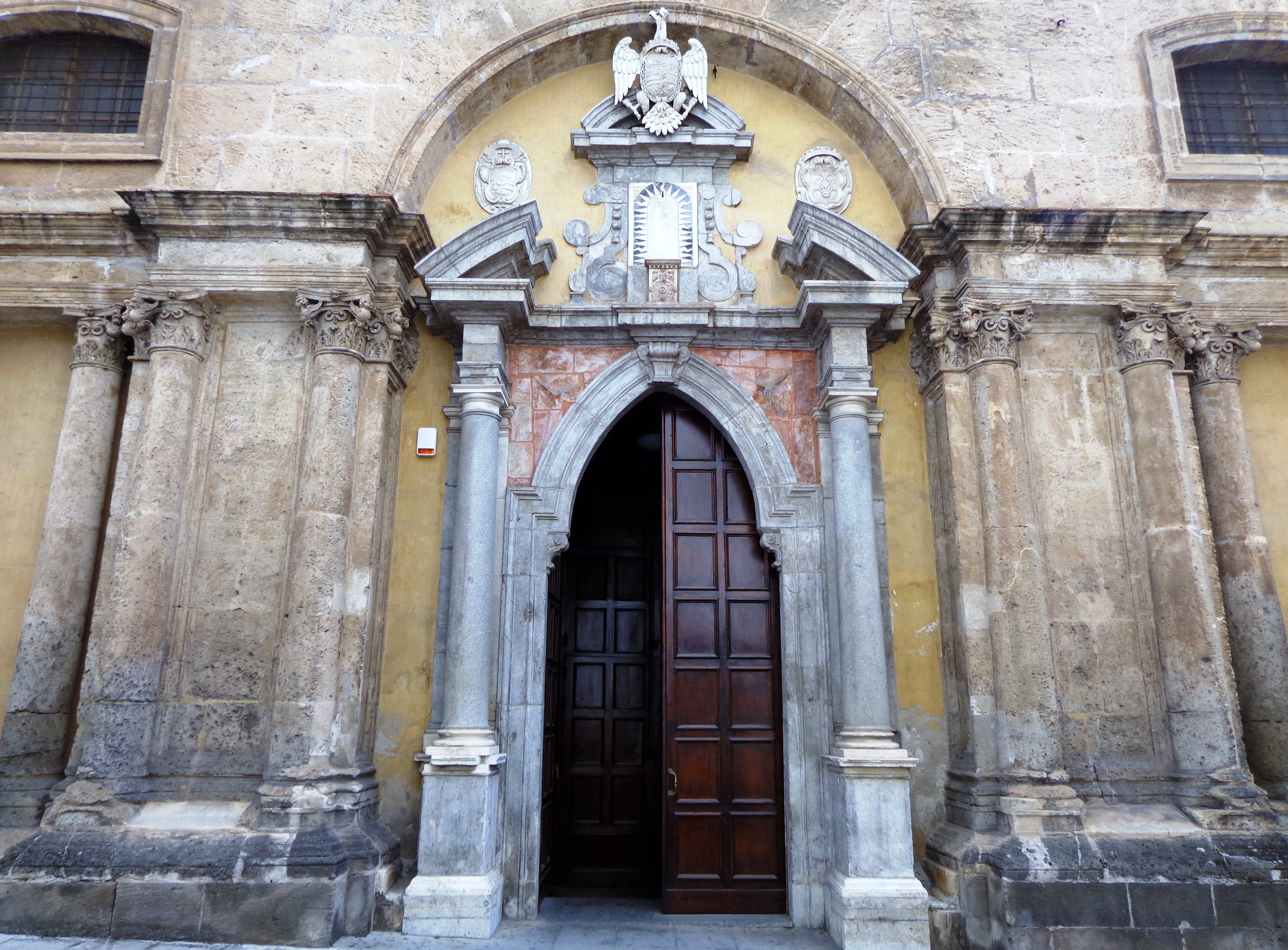
Portale settentrionale

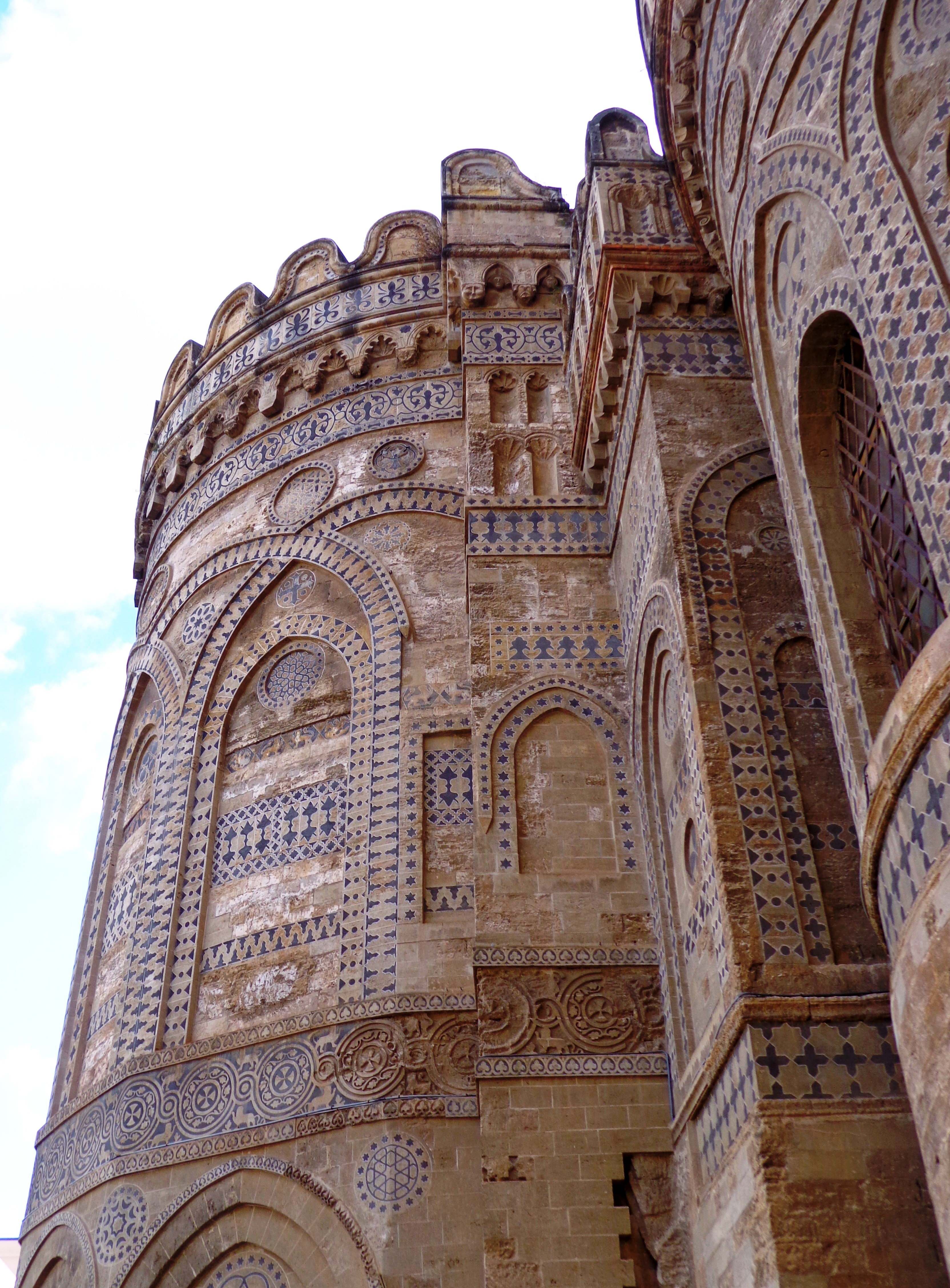
Tarsie laviche absidi

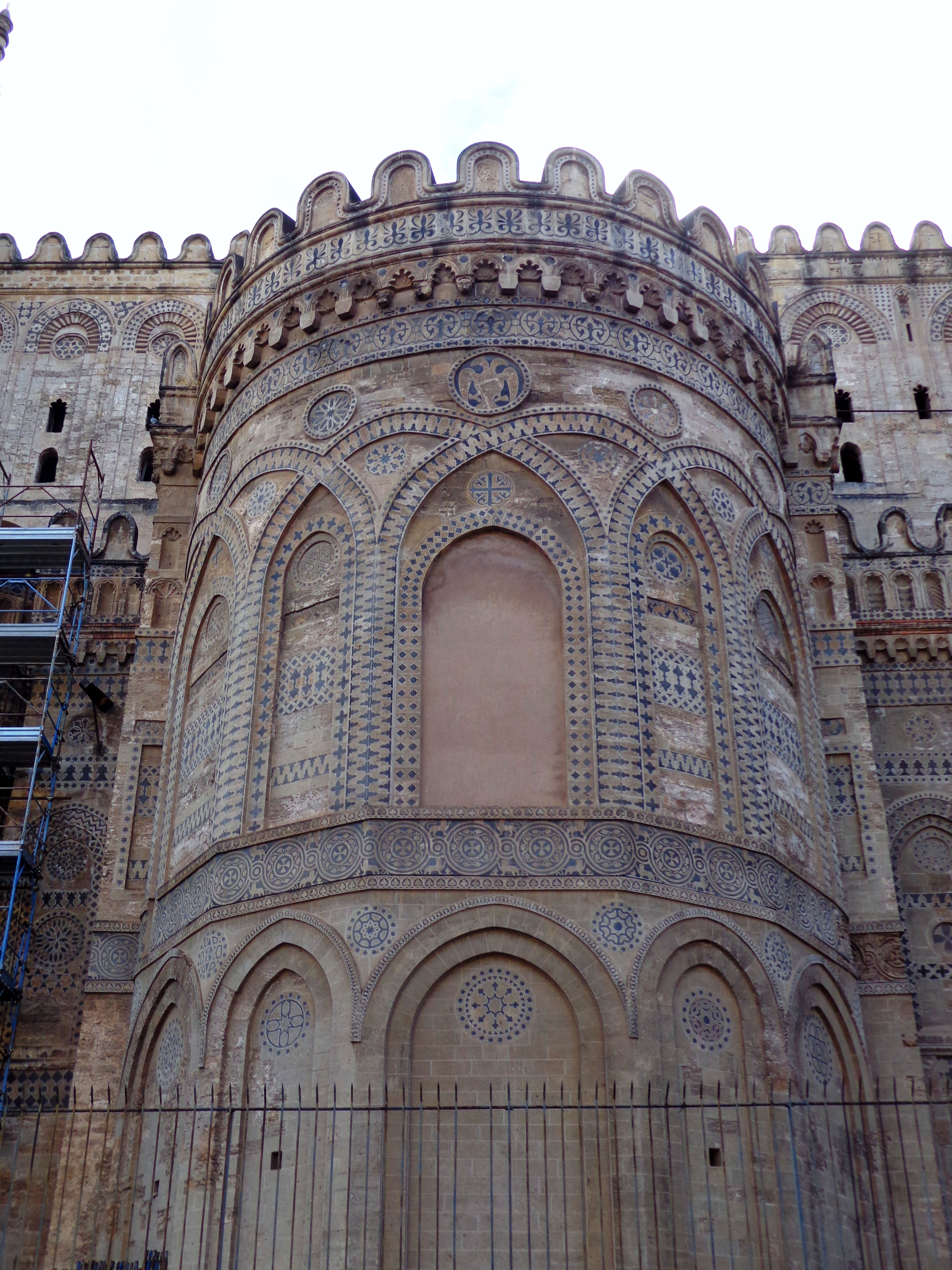
Abside

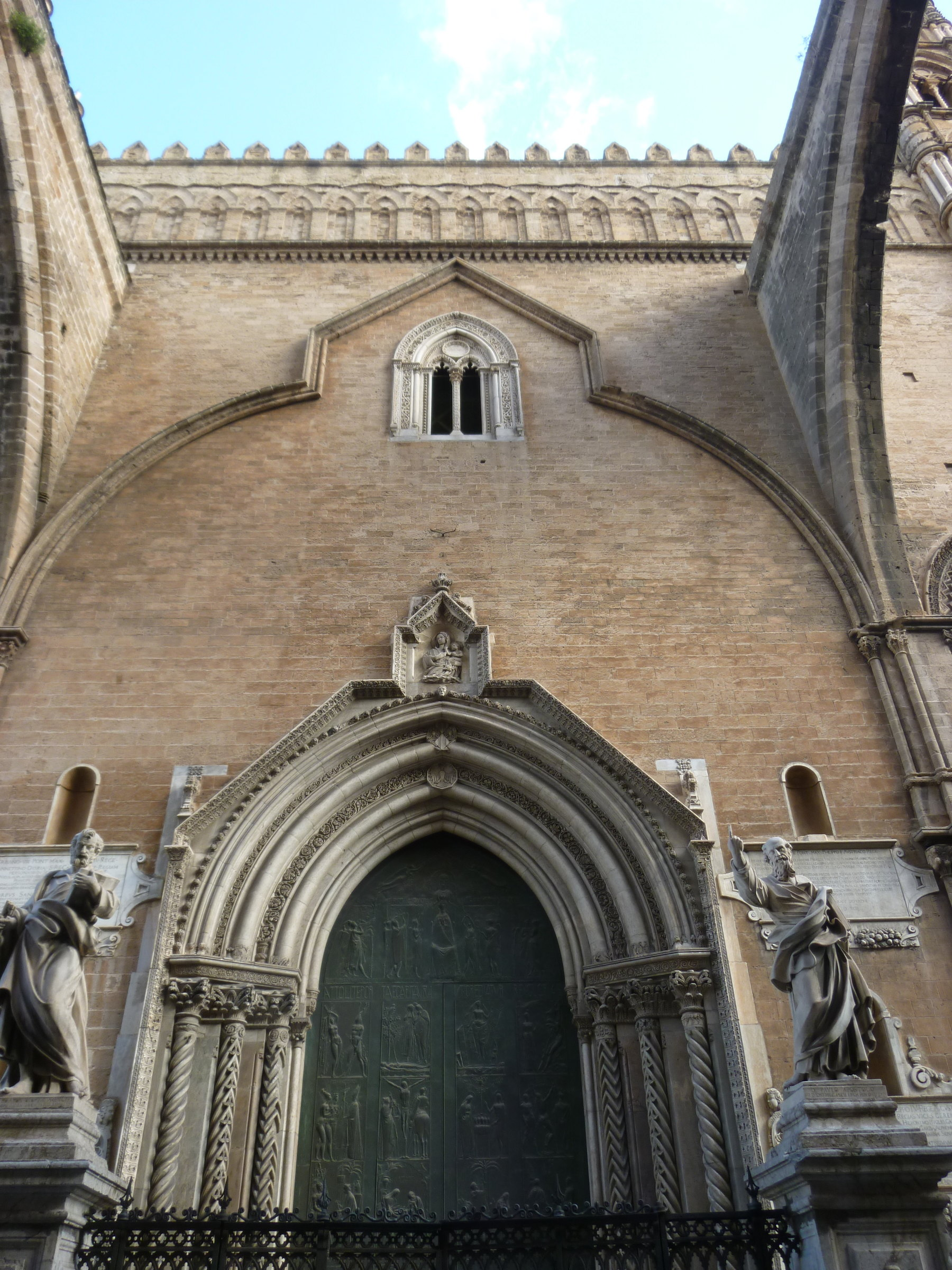
Portale e archiponti

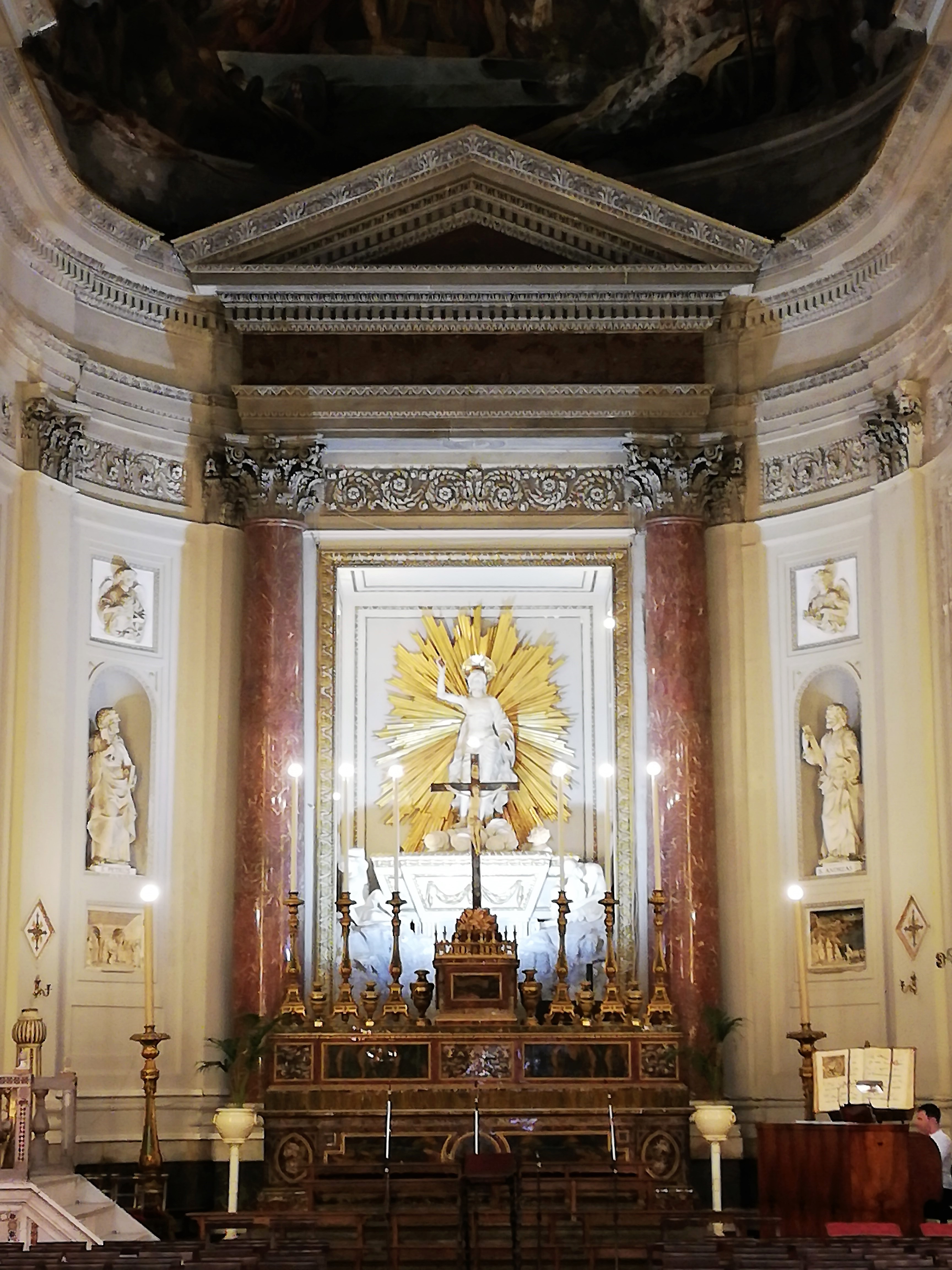
Altare maggiore con in trono il glorioso Cristo Risorto vanto della Chiesa Palermitana. "Nella Cattedrale di Palermo è sempre Pasqua"!.

Il prospetto settentrionale o di via Incoronazione, sul fianco sinistro della Basilica Cattedrale, si affaccia su un edificio la cosiddetta «Loggia dell'Incoronazione». Del primitivo isolato costituito dall'Arcivescovado Vecchio, poi convertito in monastero di Santa Maria di Monte Oliveto e «Badia Nuova» dell'Ordine benedettino, sono pervenuti solo dei resti inglobati nella Cappella dell'Incoronata. Secondo la tradizione, dopo l'incoronazione in Cattedrale, i re di Sicilia si mostravano ai sudditi affacciandosi dallo spazio sopraelevato presentandosi per la prima volta al popolo. Il pronao e l'attigua Cappella coeva alla Cattedrale, erano collegati al grande tempio normanno tramite un portico che grazie alla copertura assicurava a reali, cortigiani e clero di spostarsi da un luogo all'altro anche con condizioni climatiche avverse, a distanza dalla folla per motivi di sicurezza. Appunti d'illustri viaggiatori, cronisti e storiografi, quali Ibn Jubayr, Ugo Falcando, Tommaso Fazello, Giovanni Francesco Pugnatore, Vincenzo Di Giovanni, Michele Amari, riconducono alla «Via Coperta», che identifica il corridoio che attraverso l'Arcivescovado Vecchio collegava la Torre Pisana del Palazzo Reale con la Cattedrale, il cui tracciato seguiva verosimilmente lo sviluppo della primitiva cinta di mura puniche poste lungo il corso del fiume Papireto.
Gli elementi architettonici che decorano l'ingresso alla navata sinistra sono recuperati dal portico realizzato su questo lato della Cattedrale da Fazio e Vincenzo Gagini nel 1563 - 1567, discutibilmente rimodulati durante i lavori del grande intervento di restauro della fine del XVIII secolo, praticamente appiattiti sulla parete esterna. Il monumentale ingresso è contraddistinto da quattro gruppi di colonne binate in conci di pietra reggenti un complesso architrave spezzato dall'articolata modanatura. Le coppie centrali delimitano l'apertura vera e propria, i vani simmetrici laterali, rientrati e ciechi, ospitano altrettante coppie di colonne ornate da capitelli corinzi. Il portale costituito da colonne marmoree con timpano ad arco spezzato reca al centro una stele a sua volta sovrastata da timpano e aquila imperiale.
|   | Monumento adiacente                                  |  | Sx            | Dx           |  |  | Sx          | Dx           |
| - | ---------------------------------------------------- |  | ------------- | ------------ |  |  | ----------- | ------------ |
| E | Via Simone Beccadelli di Bologna Piazza Sette Angeli |  |               |              |  |  |             |              |
|   |                                                      |  | San Mamiliano | San Eustozio |  |  | San Procolo | San Golbodeo |

### Prospetto orientale
Il prospetto orientale o di piazza dei Sette Angeli dà su via Simone Beccadelli di Bologna, arcivescovo di Palermo e promotore della costruzione dell'attuale Palazzo Arcivescovile oggi anche sede del Museo diocesano. Le statue della balaustra della via sono: San Mamiliano di Giovanni Travaglia e Sant'Eustozio di Antonio Anello opere entrambe realizzate nel 1673, San Procolo e San Golbodeo di Giovanni Travaglia, quest'ultima realizzata nel 1673.
La parte absidale stretta fra le torricelle è quella più originale del XII secolo. Il prospetto orientale, visibile dalla piazza Sette Angeli, è delimitato dalle torri angolari orientali poste a sud e a nord che racchiudono il maestoso vano corrispondente al vasto presbiterio, dalle pareti esterne sono visibili i due catini absidali laterali aperti e ricollegabili all'antico tempio gualteriano incastonati fra le torri di raccordo dalle quali si protende la mole cilindrica dell'abside principale che presenta nel complesso, solo il primo ordine decorato con archi ciechi con più ordini di rilievi.
Questo prospetto della cattedrale è un mirabile esempio di decorazioni a tarsie laviche ottenute con la realizzazione di figure geometriche e floreali in pietra lavica alloggiate fra conci di tufo che determinano un delicato e tipico contrasto cromatico, l'intero secondo ordine è caratterizzato dall'intreccio di doppi rilievi d'archi a tutto sesto che sottintendono monofore o oculi. Una serie di alte monofore cieche sottese da archi segnati da doppia ghiera, decorata a bugne e conci a guanciale, contiene un doppio ordine di strette finestre. Un terzo ordine comprende due grandi archi, il quarto ordine dieci altissime monofore cieche con più ordini di rilievi con inscritte finestre, piccole monofore e oculi ciechi. Le estremità superiori sono ornate da merlatura sinusoidale comune ai vani orientali.

### Prospetto meridionale
Il prospetto meridionale è sul lato di via Vittorio Emanuele o anticamente strada del Cassaro, parola di derivazione araba indicante la "fortificazione". Il fianco destro della costruzione, con le caratteristiche torrette avanzate e l'ampio portico in stile gotico catalano eretto intorno al 1465, si affaccia sul planum Ecclesiae, a sua volta recintato da una balaustra di marmo sui cui pilastri sono poste statue di santi, piazza la cui pavimentazione è stata ridisegnata nell'anno 2000.
Le statue che adornano i piedistalli dei varchi prospicienti su corso Vittorio Emanuele partendo da sinistra: Sant'Agatone e Santa Silvia di Carlo D'Aprile, opere realizzate nel biennio 1655 - 1656, Santa Cristina di Carlo D'Aprile (1655) e Santa Rosalia di Gaspare Guercio (1655), Sant'Agata di Carlo D'Aprile (1655) e Santa Ninfa di Gaspare Guercio (1655), Sant'Oliva di Gaspare Guercio (1656) e San Sergio di Carlo D'Aprile (1655). Al centro della piazza si trova la statua di Santa Rosalia di Vincenzo Vitaliano del 1744 collocata al posto della Fontana dei tre vecchioni, nell'occasione spostata lateralmente, che già nel 1664 aveva subito un primo intervento di restauro.
Il portale d'ingresso è opera di Antonino Gambara, eseguito nel 1426 per l'incoronazione di Alfonso il Magnanimo, i cui battenti lignei sono di Francesco Miranda del 1432, occupa la porzione di spazio anteriore compresa tra la seconda cupoletta maiolicata con lanternino e la sesta, corrispondenti alle rispettive campate interne della navata destra. Il portico dalla conformazione a capanna, presenta l'accesso costituito da tre arcate ogivali corrispondenti a tre volte a crociera nell'interno, sorrette da capitelli fioriti e sostenuti da colonne provenienti dalla moschea, la prima colonna a sinistra reca scolpita un'iscrizione tratta dal Corano, nello specifico il versetto 54 della Sūra 7, detta “del Limbo”, che recita:
L'arco centrale più ampio e più elevato presenta come i due laterali, una ricca decorazione tortile, l'insieme è riconosciuto come «Albero della Vita» o «Albero della Conoscenza». La trave di sostegno del timpano del portico è decorata da un arabesco nelle cui intercapedini è raffigurata una teoria di Sante Vergini, Profeti, Apostoli, Dottori della Chiesa, Evangelisti, alternata in corrispondenza dei vertici ogivali degli archi, dagli stemmi del Regno di Sicilia, del Senato Palermitano e da quello della cattedrale.
Il timpano è caratterizzato dalla figura di Dio Padre, al centro della scena dell'Annunciazione, inserito in una trina scolpita raffigurante girali e fiori stilizzati dalla forte e complessa connotazione geometrica di matrice araba. Il portico è delimitato da piloni, ognuno contraddistinto da tre ordini decorati con monofore appaiate cieche e strombate. All'interno un portale di Antonino Gambara del 1426, ricco di figure floreali e immagini antropomorfe, chiuso in alto da un'edicola contenente un mosaico riproducente la Madonna, del XIII secolo; i due monumenti alle pareti commemorano l'incoronazione di Carlo III di Borbone del 1735 a destra quella di Vittorio Amedeo II di Savoia del 1713 a sinistra realizzata da Giovanni Battista Ragusa del 1714. Ai lati del mausoleo sono poste le statue provenienti dalla Tribuna di Antonello Gagini: San Giovanni, San Matteo, San Marco e San Luca, insieme a numerose targhe, epigrafi e steli marmoree. Il secondo ordine del prospetto meridionale corrisponde alle pareti della navata centrale, risale al periodo normanno ed è caratterizzato da una sequenza di monofore che si alternano aperte e cieche e dalle cupolette che danno luce alla navata laterale.
La mole del transetto interseca il lungo parallelepipedo della navata centrale è sovrastato dal tamburo e dalla cupola di Ferdinando Fuga che domina il prospetto meridionale, opera realizzata durante il grande restauro del 1781 - 1801. A sinistra i volumi digradanti dei locali adibiti a museo, sagrestia dei canonici, con la tipica decorazione a colonnine pensili, dominati dalla mole del corpo sovrastante il "Titulo e Antitulo", dalla torre dell'orologio di Vincenzo Gagini e l'iscrizione OPERIBVS CREDITE di sud - est e dal muraglione di raccordo con il corpo centrale. Tutte le pareti sono ingentilite dalla presenza di cornici e decorazioni dovute alla realizzazione di serie contigue di monofore aperte o cieche; ad arco, a ogiva con cuspide acuta, ad arco ribassato; lobate o strombate con più ordini di rilievi, per culminare nelle pareti absidali, con la presenza di monofore sovrapposte inscritte in monofore allungate, rispettando sempre criteri di raffinata simmetria.
|   | Monumento adiacente |  | Angolo       |  | Sx           | Dx             |  |  | Sx            | Dx         |  |  | Sx          | Dx         |  | Angolo          |
| - | ------------------- |  | ------------ |  | ------------ | -------------- |  |  | ------------- | ---------- |  |  | ----------- | ---------- |  | --------------- |
| S | Cassaro             |  |              |  |              |                |  |  |               |            |  |  |             |            |  |                 |
|   |                     |  | Sant'Agatone |  | Santa Silvia | Santa Cristina |  |  | Santa Rosalia | Sant'Agata |  |  | Santa Ninfa | Sant'Oliva |  | San Sergio Papa |

## Cupola

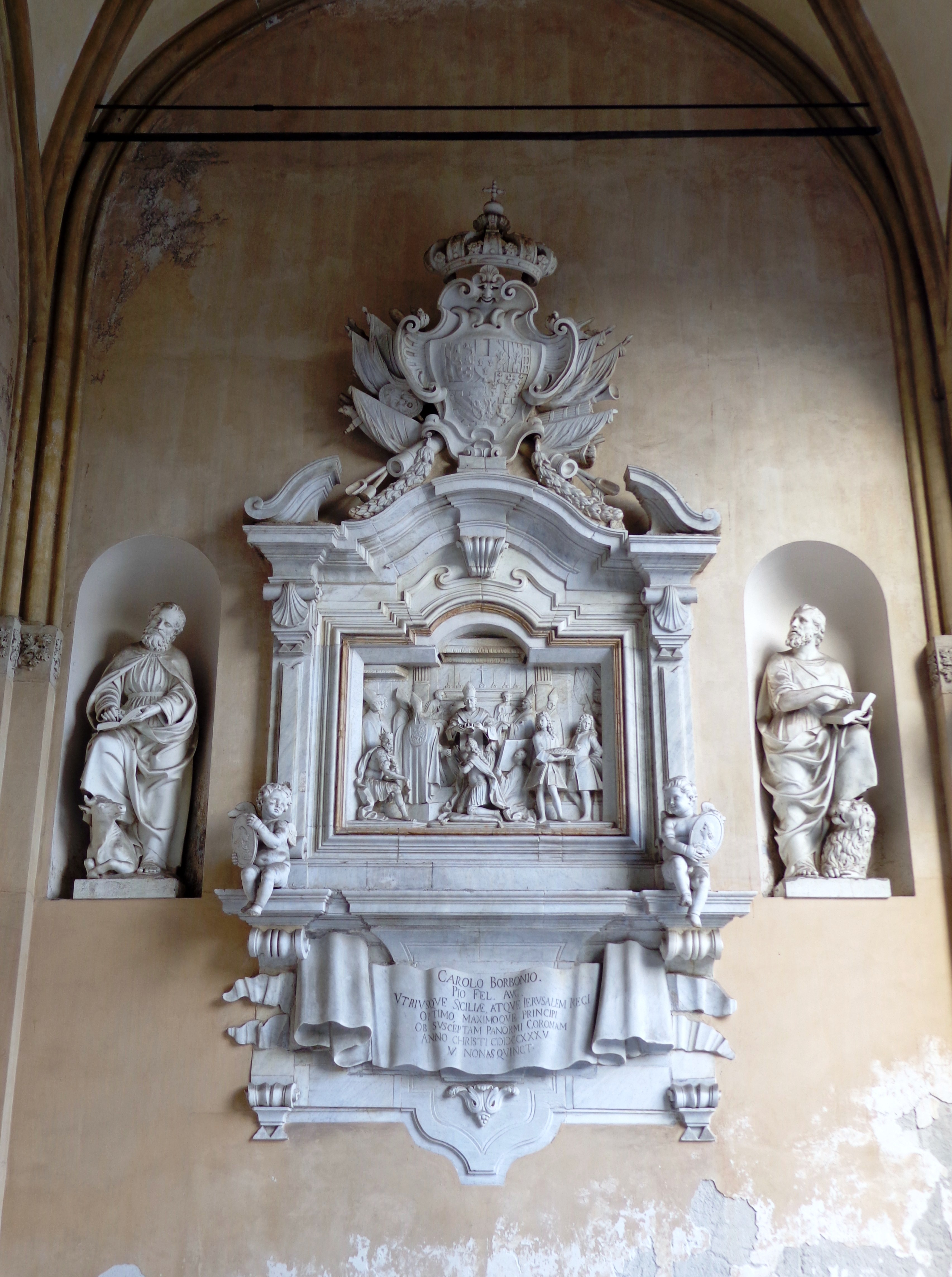
Portico meridionale, lato destro

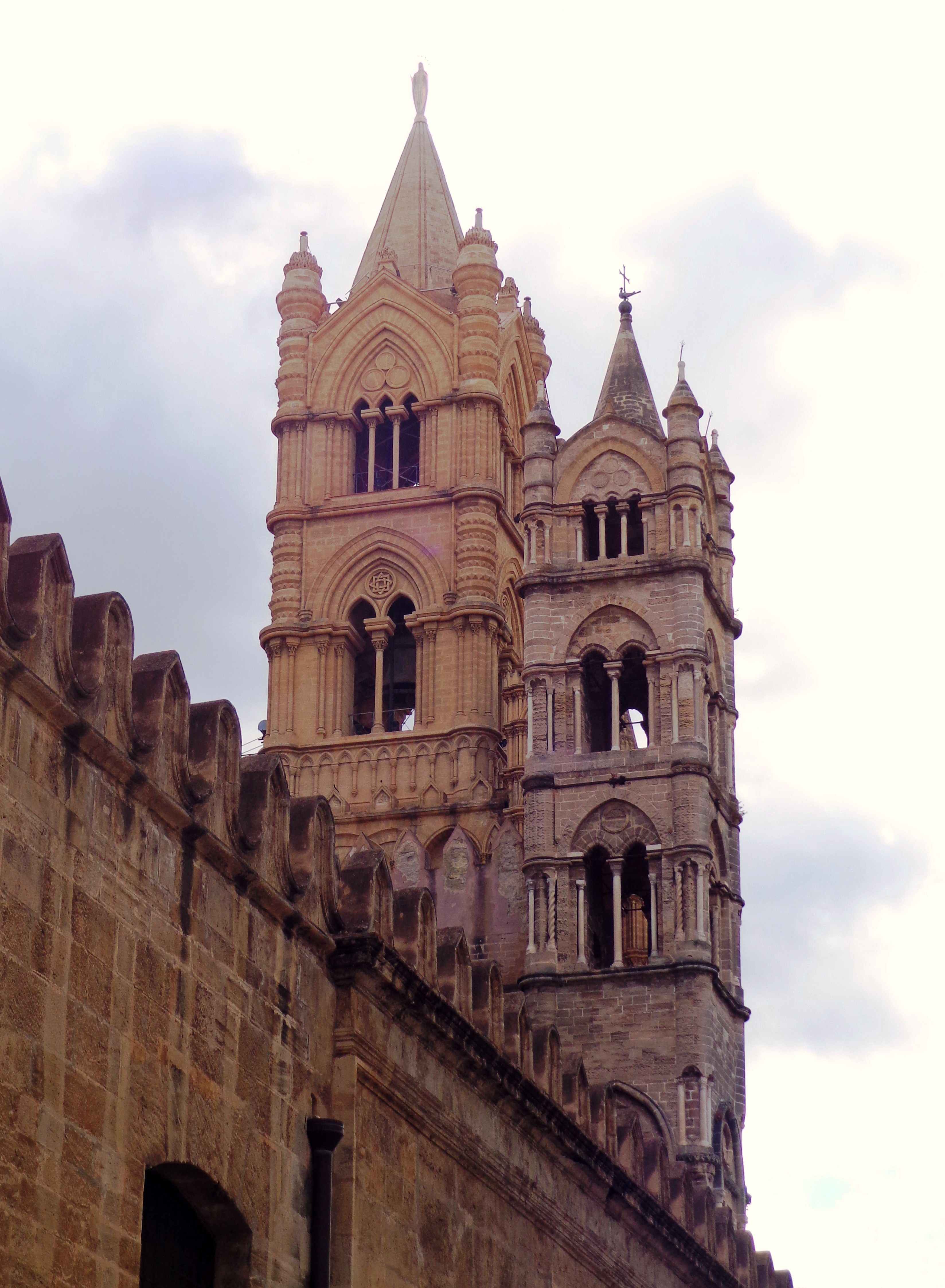
Campanili del prospetto nord ovest

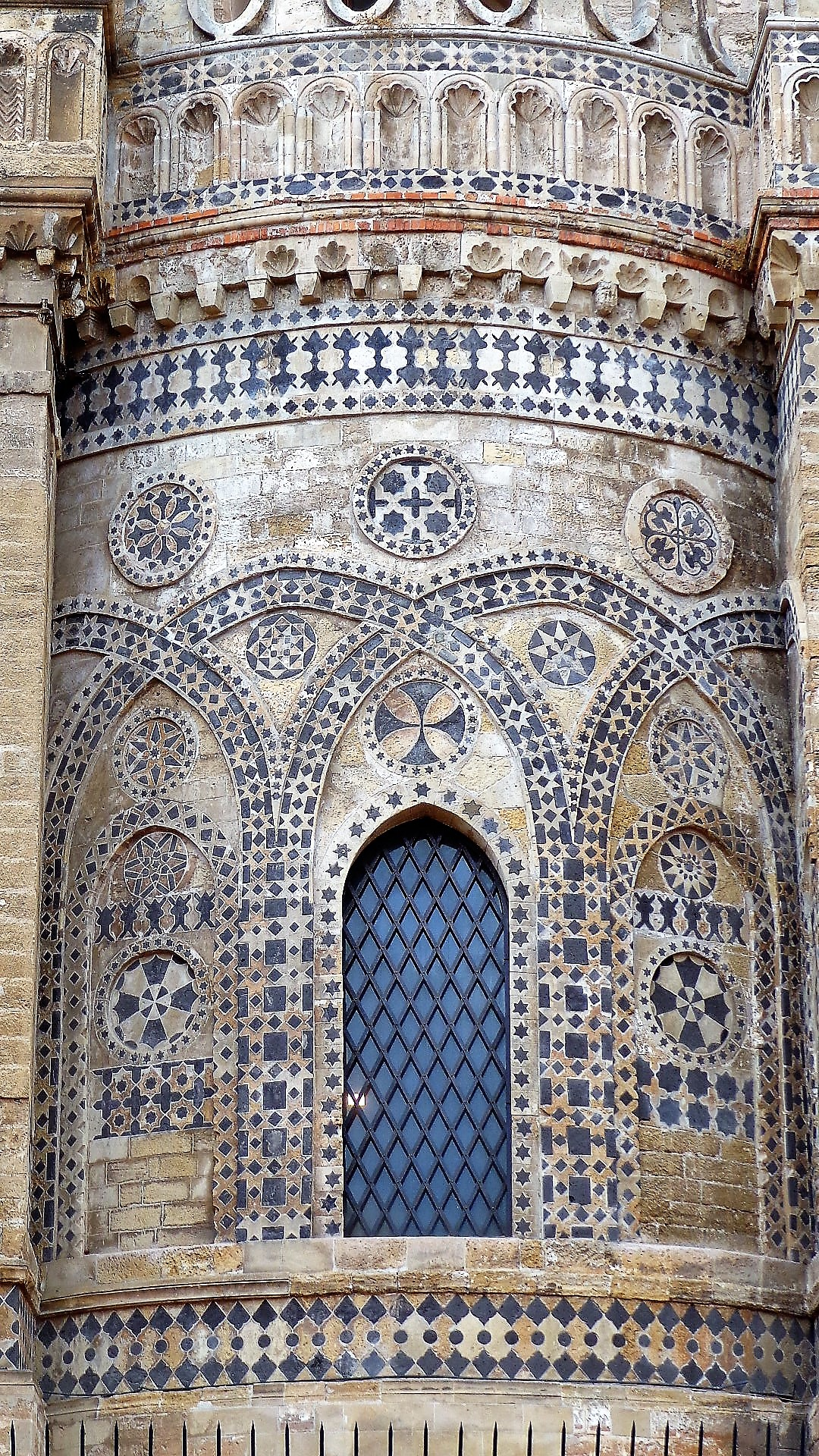
Esterno absidiola di Santa Rosalia

Come ogni capitale e città d'arte dell'antico continente, anche a Palermo si crea un clima di celebrazione personale: ogni alto prelato emula e si prodiga per superare in splendore artistico i predecessori, ogni arcivescovo o cardinale si spende per lasciare traccia indelebile del proprio operato, concorre per magnificare il sovrano o viceré di turno, contribuisce per osannare l'artista in voga. Spontaneamente si crea una competizione tra le commissioni dei principali monumenti cittadini nonché l'esibizionistica concorrenza tra capolavori nel regno, nella penisola e in ambito europeo.
Nessuna fonte fa riferimento all'esistenza di una cupola anteriore al XV secolo, se non accenni alle calotte delle absidi orientali d'ispirazione araba, colorate con tinte vivaci, costruite come elementi decorativi alla stessa stregua di particolari architettonici presenti nei numerosi monumenti cittadini edificati in epoca normanna.
Sarcofagi, portali, altari, torri, archi trionfali, piazze, dipinti, sculture, tribune, retabli sono elementi che arricchiscono nel tempo i locali della magnifica costruzione, tra essi manca la realizzazione di una vera e propria cupola, la cui costruzione nelle stime e progetti di massima, avrebbe comportato la ristrutturazione dell'impianto per la ridistribuzione del peso.
Accanito promotore e sostenitore del progetto è l'arcivescovo Nicolò Puxades che trova una soluzione alternativa, al tempo stesso elegante, economica e originale, conciliante in termini di opere e costi: la messa in opera di una cupola in legno, posta internamente sotto il tetto, che copra l'area del coro senza comportare gravosi e pesanti interventi di stabilizzazione strutturale. Il manufatto così concepito è eretto sull'intersezione dei due bracci, il tamburo a base ottagonale è decorato con iscrizioni d'oro con caratteri gotici e la calotta, ridotta a causa della presenza della copertura.
- XVI secolo, l'esplosione delle correnti note come rinascimento e barocco in ogni nuovo cantiere ecclesiale cittadino, prevede la costruzione di una cupola provvista d'apparati decorativi di spessore, utilizzando le tecniche più diverse, ricorrendo ai materiali più disparati: marmo, intarsi, affreschi, stucchi, ferro per le armature, legno, oro, mosaici. In alternativa si fa ricorso a cupole fittizie realizzate con la tecnica del trompe-l'œil.

La cattedrale con la primitiva impostazione presentava interni spartani anche se arditi e imponenti con ambienti scuri e spogli. Un'approssimativa e grossolana intonacatura, successive imbiancature delle pareti ovviano temporaneamente il problema ma, non costituiscono la soluzione definitiva. Al duomo spetterebbe il primato della realizzazione più grandiosa e spettacolare che consenta anche la soluzione dei problemi dell'illuminazione interna.
I disegni di magnificenza coinvolgono Martín de León Cárdenas seriamente intenzionato nel demolire la cupola di legno ed erigere il manufatto in muratura, ma il costoso progetto è respinto dal capitolo della cattedrale il 20 settembre 1651. Il prelato abbandona il suo sogno e rivolge l'attenzione alla risistemazione e rimodulazione della piazza meridionale.
- 1781 20 febbraio - 1801 3 giugno, in seguito ai resoconti delle visite regie, delle verifiche di stabilità post terremoto del Val di Noto del 1693, dei progetti avanzati da Ferdinando Fuga, tra i lavori di consolidamento e i restauri, è finalmente realizzata la cupola.

Con irrobustimenti le colonne e gruppi di colonne sono stati trasformati in possenti pilastri, le snelle arcate ogivali modificate in archi a tutto sesto. Gli interni perdono profondità e la lunghezza originale, con drastiche riduzioni delle superfici e dei volumi, risaltano le evidenti manomissioni sullo stile primitivo dei manufatti. Il portico settentrionale è appiattito sulla parete. Sul lato sud, i muri esterni delle cappelle espansi verso la piazza, sono allineati con la vecchia sacrestia. Di conseguenza, il triportico è accuratamente disassemblato e rimontato in avanti di circa sei metri.
Addossati ai quattro pilastri del presbiterio sono stati costruiti quattro grandi archi che definiscono un quadrato. Su questi è stato posto un alto tamburo cilindrico costituito da una parete circolare provvista di otto finestroni. Concepito dal Fuga piuttosto elevato, affinché fosse assicurato il primato di grandezza su tutte le cupole della città, in stile classico, calotta con nervature binate sormontata da lanterna - lucernario. Scompare la copertura lignea, il soffitto della navata è realizzato con volte a botte. Sui tetti delle navate laterali sono costruite sedici cupolette con lanternini, otto su ogni nave, e le rispettive finestre lucernari per illuminare ciascuna cappella.

## Interno

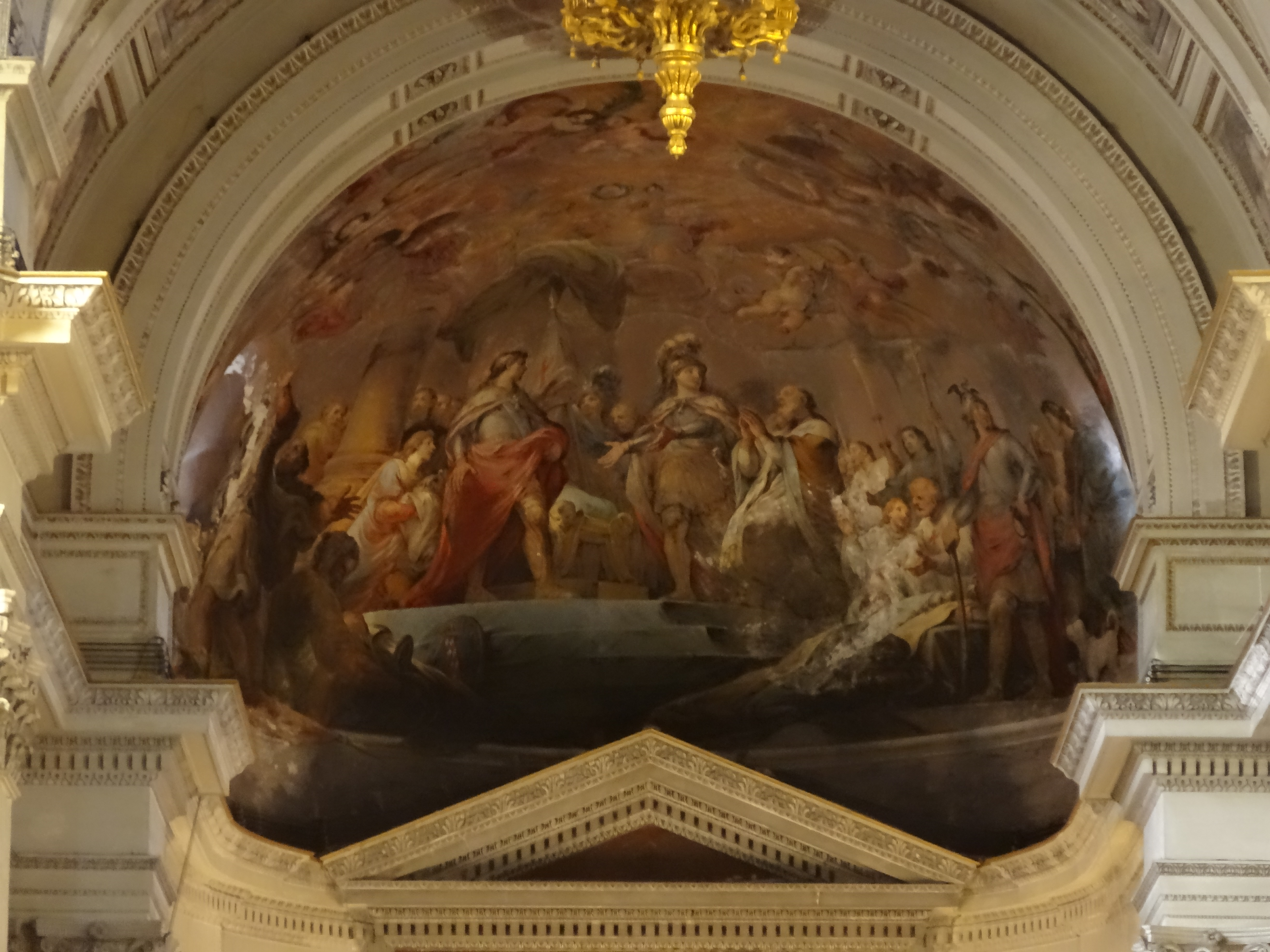
Affresco nel catino dell'abside, dove sono rappresentati Roberto il Guiscardo e il conte Ruggero

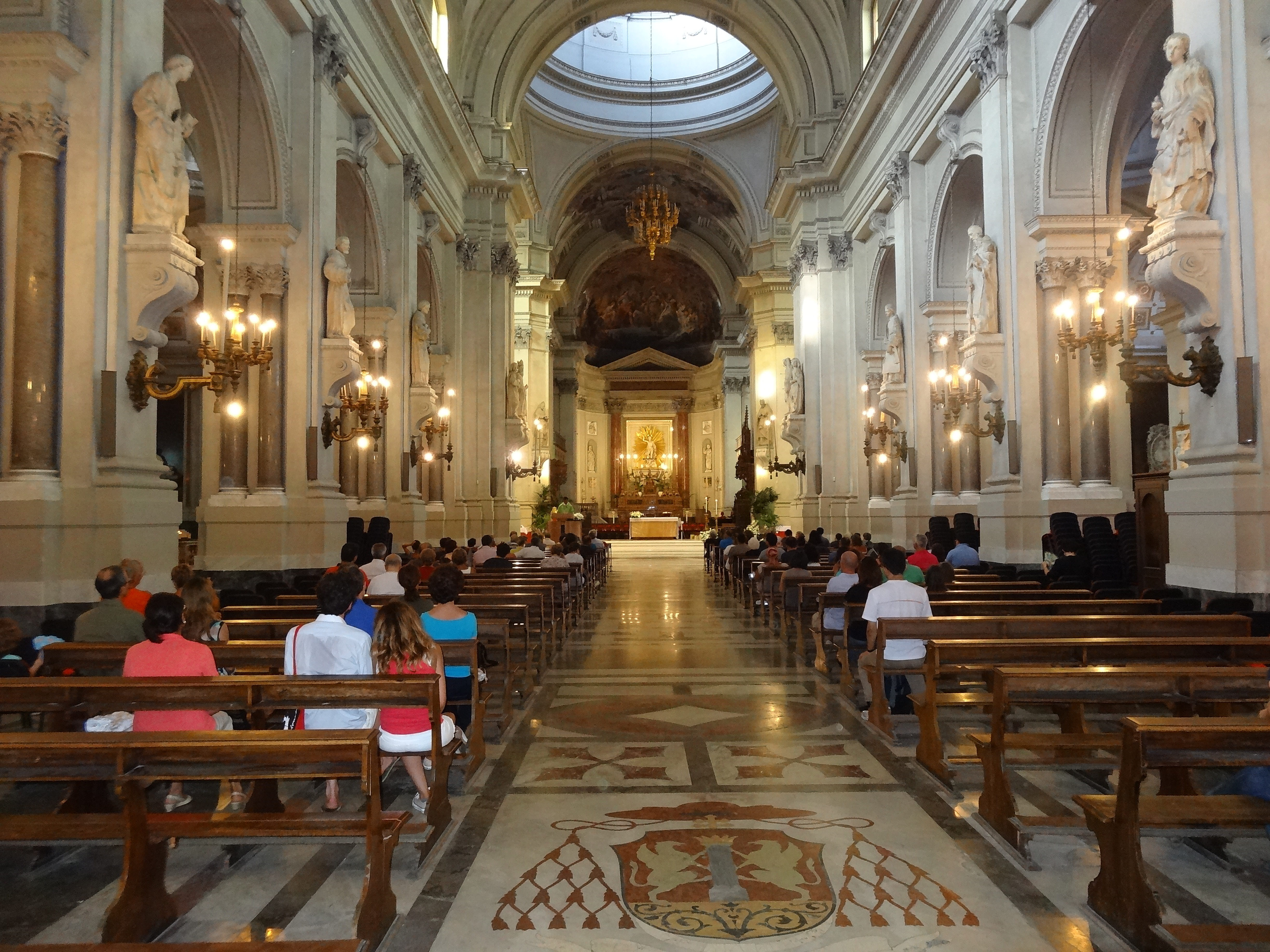
L'interno dopo il rifacimento del 1781

L'interno, che ha subito profonde trasformazioni tra la fine del Settecento e i primi dell'Ottocento, è a croce latina con tre navate divise da pilastri (gruppi tetrastili con 4 colonne incastonate provenienti dalla antica costruzione) con statue di santi che facevano parte della decorazione della tribuna del Gagini.
Nella navata destra, la prima e la seconda cappella, comunicanti fra di loro, custodiscono le tombe imperiali e reali dei Normanni, intorno alle quali ruota una storia romanzesca e ricca d'interesse. Ruggero II, re dal 1130, aveva stabilito già nel 1145 che il duomo di Cefalù da lui fondato diventasse il mausoleo della famiglia reale. In tal senso aveva predisposto la sistemazione di due sarcofagi in porfido, un granito molto prezioso e di notevole durezza, originario dell'Egitto, dal colore rosso cupo che, nell'antichità, era usato esclusivamente per le commissioni imperiali. Alla sua morte nel 1154, però, egli venne sepolto nella cattedrale di Palermo in un avello di porfido dalla forma molto più semplice. Nel 1215 Federico II fece trasportare i due sarcofagi da Cefalù alla cattedrale di Palermo destinandoli a sé e al padre Enrico VI. Il sarcofago di Federico II è sormontato da un baldacchino con colonne in porfido e l'urna è sorretta da due coppie di leoni; insieme a quelli di Federico II sono stati conservati anche i resti di Pietro II di Sicilia. Le altre tombe sono quelle di Costanza d'Aragona, sorella del re d'Aragona e moglie di Federico II, di Guglielmo, duca d'Atene figlio di Federico III di Sicilia, e dell'imperatrice Costanza d'Altavilla, figlia di Ruggero II e madre di Federico II. Tra le altre tombe presenti nella cattedrale quella di Alberto di Borbone di Napoli e Sicilia figlio di Ferdinando IV di Napoli e Maria Carolina d'Austria.
Sul pavimento della navata centrale fu realizzata, durante i rifacimenti moderni, una meridiana in marmo con tarsie colorate che rappresentano le costellazioni per opera di Giuseppe Piazzi, astronomo e scopritore del supposto pianeta Cerere, e fu qui collocata nell'anno 1801. 
Il ricco altare del Santissimo Sacramento, in bronzo, lapislazzulo e marmi colorati, è stato realizzata su disegno di Cosimo Fanzago (XVII secolo). Nel presbiterio si dispone il bellissimo coro ligneo tardo-quattrocentesco in stile gotico-catalano e il trono episcopale, ricomposto in parte con frammenti d'antichi mosaici del XII secolo. Durante la fase dei restauri della fine del XVIII secolo, fu incaricato il pittore di Sciacca Mariano Rossi di decorare la Basilica Cattedrale. Gli affreschi, secondo il disegno originale, dovevano ricoprire il catino dell'abside, la volta del coro, la cupola e la navata centrale, e dovevano rappresentare idealmente il ristabilimento della religione cristiana in Sicilia per opera dei Normanni. Mariano Rossi incominciò nel 1802 e non terminò tutto il lavoro, ma ancora oggi si possono ammirare gli affreschi nel catino dell'abside, dove sono rappresentati Roberto il Guiscardo e il conte Ruggero che restituiscono la chiesa al vescovo Nicodemo e nella volta del coro, dove è dipinta l'Assunzione di Maria Vergine.
A destra del presbiterio si trova la Cappella Reale Senatoriale di santa Rosalia, cittadina Patrona di Palermo, con le Reliquie e l'urna d'argento, opera seicentesca di Matteo Lo Castro, Francesco Ruvolo e Giancola Viviano, portata in processione durante la festa patronale il 15 luglio. I due altorilievi di Valerio Villareale, rappresentano: Santa Rosalia invoca Cristo per la liberazione della peste e l'Ingresso delle gloriose reliquie di Santa Rosalia a Palermo. Oltre al coro ligneo in stile gotico-catalano del 1466 e ai resti marmorei della tribuna gaginiana riadattati, di alto interesse artistico sono la statua marmorea della Madonna con Bambino di Francesco Laurana, eseguita insieme ad altri aiuti nel 1469, la pregiata acquasantiera (posta al quarto pilastro) opera incerta di Domenico Gagini e la Madonna della Scala, eseguita nel 1503 da Antonello Gagini e posta sull'altare della sacrestia nuova.

### Navata destra o meridionale

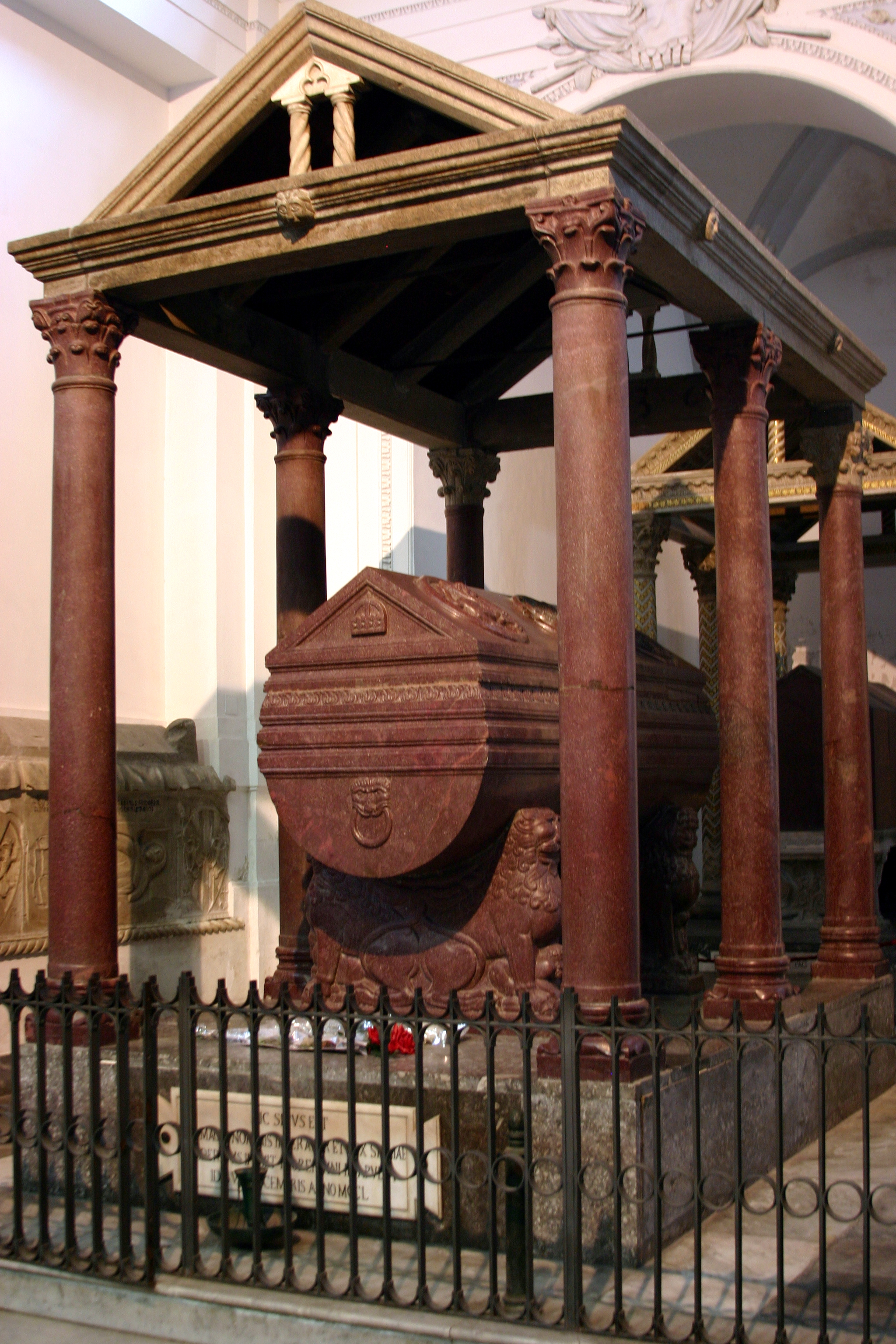
Il sarcofago di Federico II. Dietro s'intravede il sarcofago di Ruggero II di Sicilia

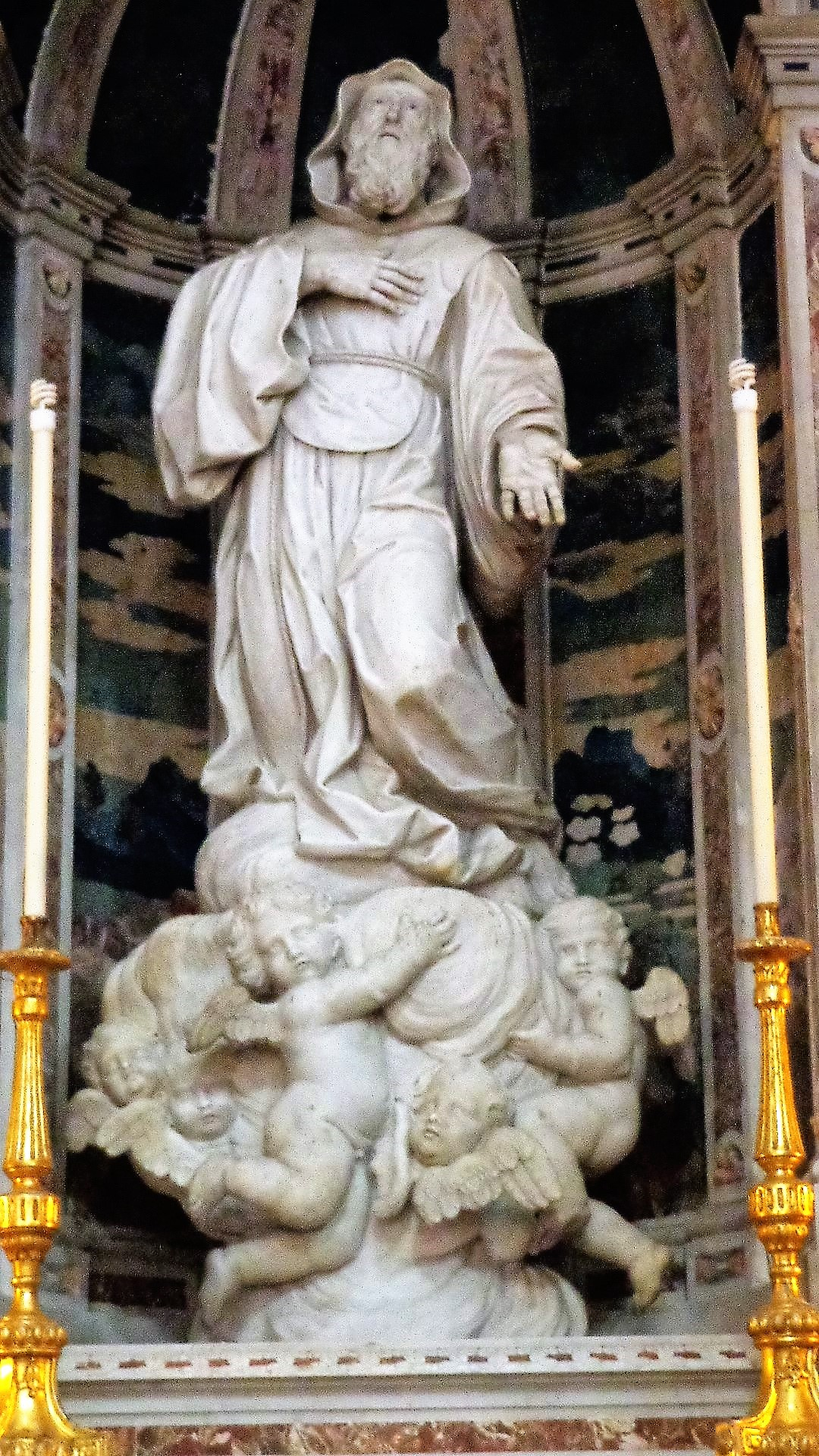
Statua di San Francesco di Paola

- Prima campata: Prima Cappella delle Tombe Reali:[49] prima dell'edificazione dell'attuale edificio, nel 1130 esisteva la primitiva Cappella di Santa Maria Maddalena fatta edificare da Elvira di Castiglia, prima moglie di Ruggero II di Sicilia, affinché ospitasse le sue spoglie e quelle dei conti, duchi, principi, re e regine normanni.[50] Guglielmo I di Sicilia già sepolto nella chiesa ipogea di Santa Maria delle Grazie della Cappella Palatina, la moglie Margherita di Navarra e i figli Ruggero IV duca di Puglia, Roberto principe di Capua, Enrico principe di Capua, lo stesso Guglielmo II di Sicilia, a lavori conclusi, dalla nuova Cappella di Santa Maria Maddalena furono traslati o sepolti nella coeva costruzione del duomo di Monreale. Fino al 1781 le sepolture erano collocate dinanzi alla Cappella del Santissimo Sacramento, poi divenuta Cappella di Santa Rosalia.[51][52] Le date indicano l'anno della morte. La realizzazione dei sarcofagi è sempre anteriore e dettata da disposizioni personali o per utilizzo di opere altrimenti destinate o dal recupero di capolavori d'arte.
  - 1197, Enrico VI di Svevia, il monumento funebre è costituito da sarcofago e baldacchino in porfido rosso con sei colonne, uno dei manufatti concepiti per la cattedrale del Santissimo Salvatore di Cefalù da Ruggero II di Sicilia e in seguito trasferiti a Palermo. Per i dissidi con Riccardo Cuor di Leone la sepoltura dell'imperatore è ritardata per disposizione del pontefice e subordinata alla restituzione della dote di Giovanna d'Inghilterra e alla corresponsione del compenso pattuito da Tancredi di Sicilia.
  - 1198, Costanza d'Altavilla, a ridosso della parete esterna è collocato il monumento funebre di Costanza d'Altavilla, il sarcofago in porfido rosso è sovrastato da baldacchino in marmo bianco con sei colonne mosaicate.
  - 1222, Costanza d'Aragona, sarcofago d'epoca romana riproducente una scena di caccia incastonato in un vano della parete destra della controfacciata. Nell'ultima ricognizione fra ori, gemme, perle, gioielli, anelli sono stati rinvenuti la cuffia e il prezioso copricapo (corona germanica con alcune caratteristiche simili al camaleuco bizantino).
- Seconda campata: Seconda Cappella delle Tombe Reali:[49]
  - 1154, Ruggero II di Sicilia, sarcofago in porfido rosso posto a ridosso della parete esterna, sorretto da quattro telamoni e baldacchino mosaicato con sei colonne. È uno dei due sarcofagi predisposti per la cattedrale del Santissimo Salvatore di Cefalù. I corpi di Ruggero III di Sicilia nel 1193 e del padre Tancredi di Sicilia nel 1194, entrambi deposti all'interno del sarcofago, per i ben noti dissidi col futuro imperatore Enrico VI di Svevia sono rimossi e occultati altrove.
  - 1250, Federico II di Svevia, sarcofago in porfido rosso sorretto da quattro leoni e sormontato da baldacchino con sei colonne. Sugli spioventi del coperchio sono scolpiti tre tondi in ambo i lati, quello centrale dello spiovente destro raffigura Cristo Pantocratore, a sinistra la Vergine col Bambino. I tondi esterni raffigurano i simboli dei quattro Evangelisti. Il monumento funebre custodisce anche i resti di Pietro II di Sicilia 1342 e di una donna.
  - 1338, Guglielmo d'Aragona, la tomba del figlio di Federico III d'Aragona lo raffigura in abiti domenicani tra stemmi della Corona d'Aragona.

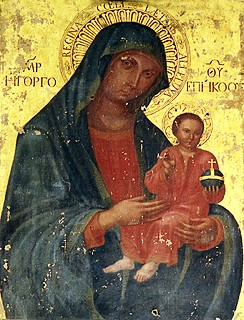
Madonna della Lettera di Antonio Filocamo

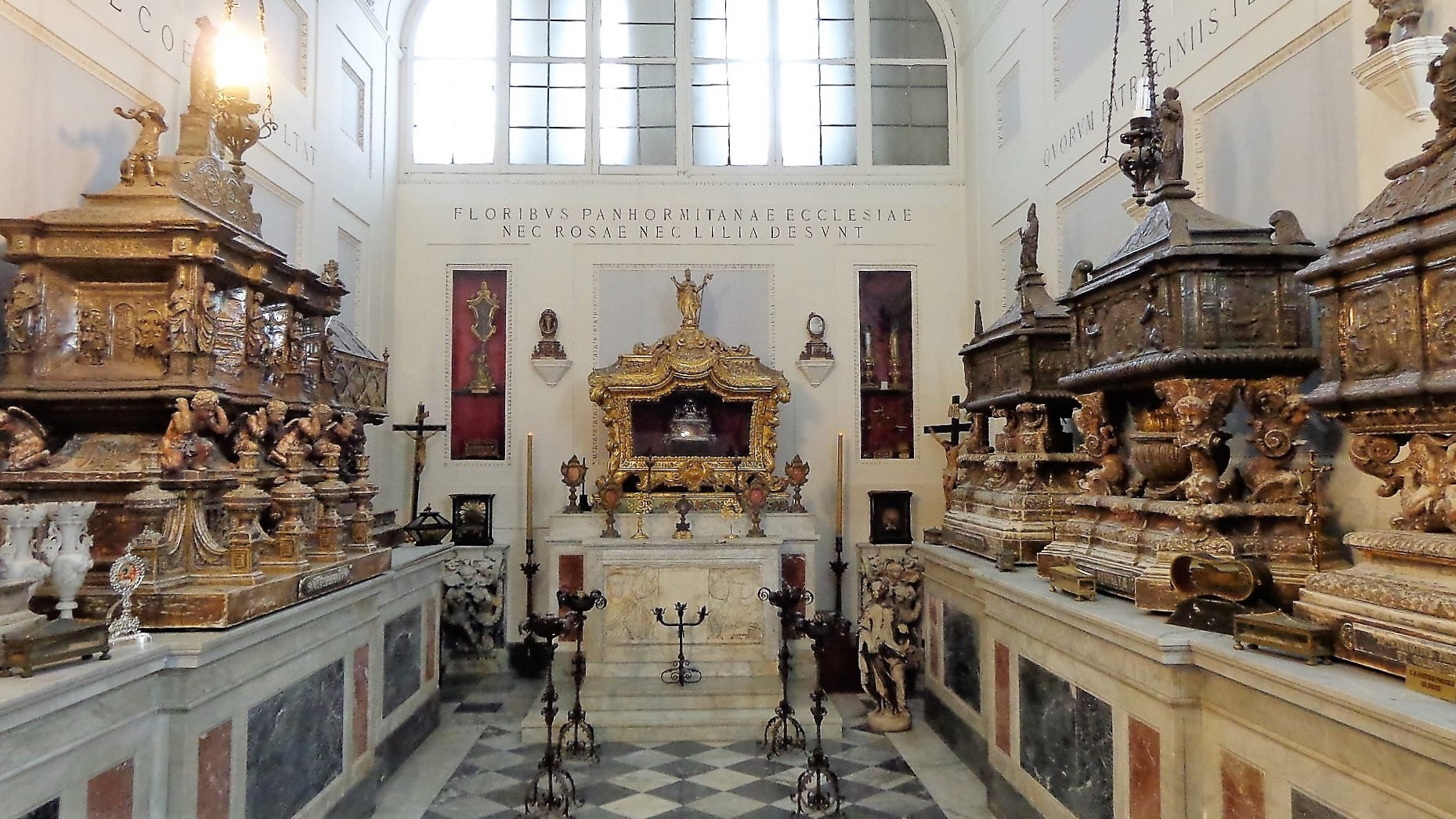
Cappella delle Reliquie

- Terza campata: Cappella della Madonna della Lettera. Fino al 3 giugno 1730 l'ambiente corrispondente era la Cappella di San Mamiliano. Culto derivato dalla tradizione messinese tributato alla Madonna della Lettera. Costituisce pala d'altare il dipinto Vergine col Bambino, in stile bizantino, di Antonio Filocamo. Le tele alle pareti laterali sono opera di Angelo del Vecchio e raffigurano san Mamiliano, Santa Ninfa e i santi Eustochio, Proculo e Golbudeo, a destra il beato Giacomo Cusmano.
- Quarta campata: ingresso laterale lato sud corrispondente al Portico Meridionale di via Vittorio Emanuele. Addossata al 4º pilastro è presente una monumentale acquasantiera in stile rinascimentale di Domenico Gagini. Nella conchiglia due bassorilievi illustrano la Benedizione del Fonte Battesimale e il Battesimo di Gesù. Sul cupolino è raffigurato l'Angelo dell'Annunciazione.[53][54]
- Quinta campata: Cappella di sant'Ignazio di Loyola. Costituisce pala d'altare il dipinto Apparizione della Vergine ai Santi con sant'Ignazio di Loyola e san Francesco Saverio, opera di Pietro Novelli del 1633 - 1634.[55][56] Sulla parete destra è collocata una tela d'ignoto raffigurante il Martirio di sant'Oliva.
- Sesta campata: Cappella del beato Pietro Geremia patrono civile di Palermo. Costituisce pala d'altare il dipinto raffigurante il Beato Pietro Geremia di Antonio Manno del 1785 intitolato Il beato Pietro Geremia profetizza al Senato di Palermo la fine della carestia. Sulla parete sinistra è collocata la Gloria di san Francesco e san Domenico, tela dipinta da Fedele di san Biagio del 1756, a destra la tela raffigurante i Sette Angeli, d'autore ignoto.[53]
- Settima campata: Cappella delle Sacre Reliquie. All'interno dell'ambiente sono collocate le Sacre Reliquie, le urne di Santi e Sante palermitani: l'urna di Santa Cristina antica e prima santa protettrice di Palermo, la seicentesca urna di Santa Ninfa, la lastra tombale di san Cosma del XII secolo, l'urna di san Mamiliano ottavo vescovo di Palermo. La sistemazione museografica della cappella, con il disegno degli eleganti basamenti rivestiti in marmo, e il disegno della grande cancellata in ferro battuto si devono all'architetto Francesco Paolo Palazzotto intorno al 1908 su commissione dell'arcivescovo Alessandro Lualdi.
- Ottava campata: Cappella di San Francesco di Paola. Sull'altare del 1713 è collocata la statua di San Francesco di Paola fra le raffigurazioni allegoriche della Penitenza a destra, entrambi di Giovanni Battista Ragusa, a sinistra la figura della Carità, di Gioacchino Vitagliano.[57]
  - Sepolcro e busto marmoreo dell'arcivescovo José Gasch, opera di Giovanni Biagio Amico del 1729.[58]
  - Sepolcro marmoreo dell'arcivescovo José Alfonso Meléndez.

### Navata sinistra o settentrionale

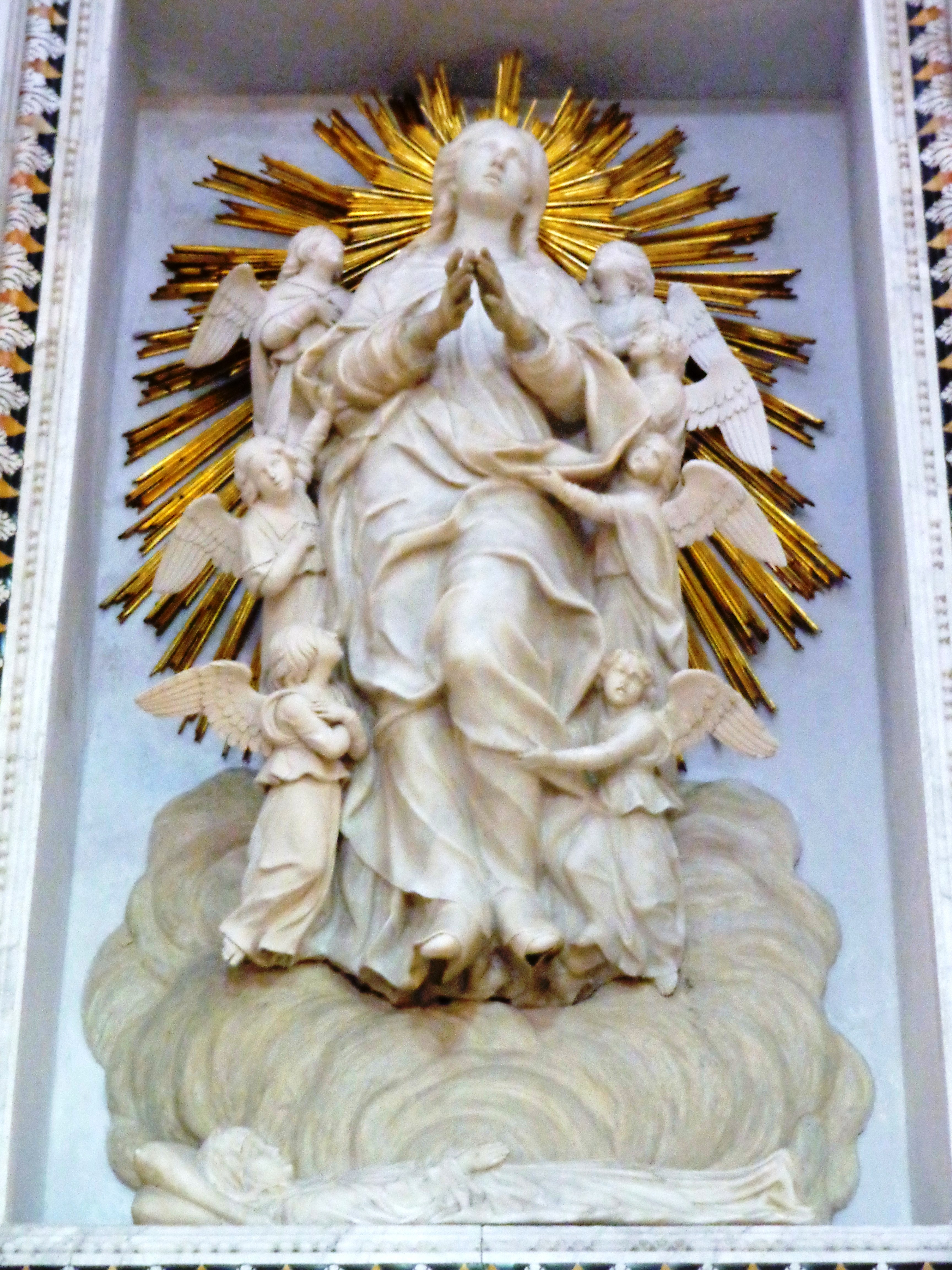
Statua dell'Assunta, proveniente dalla Tribuna di Antonello Gagini

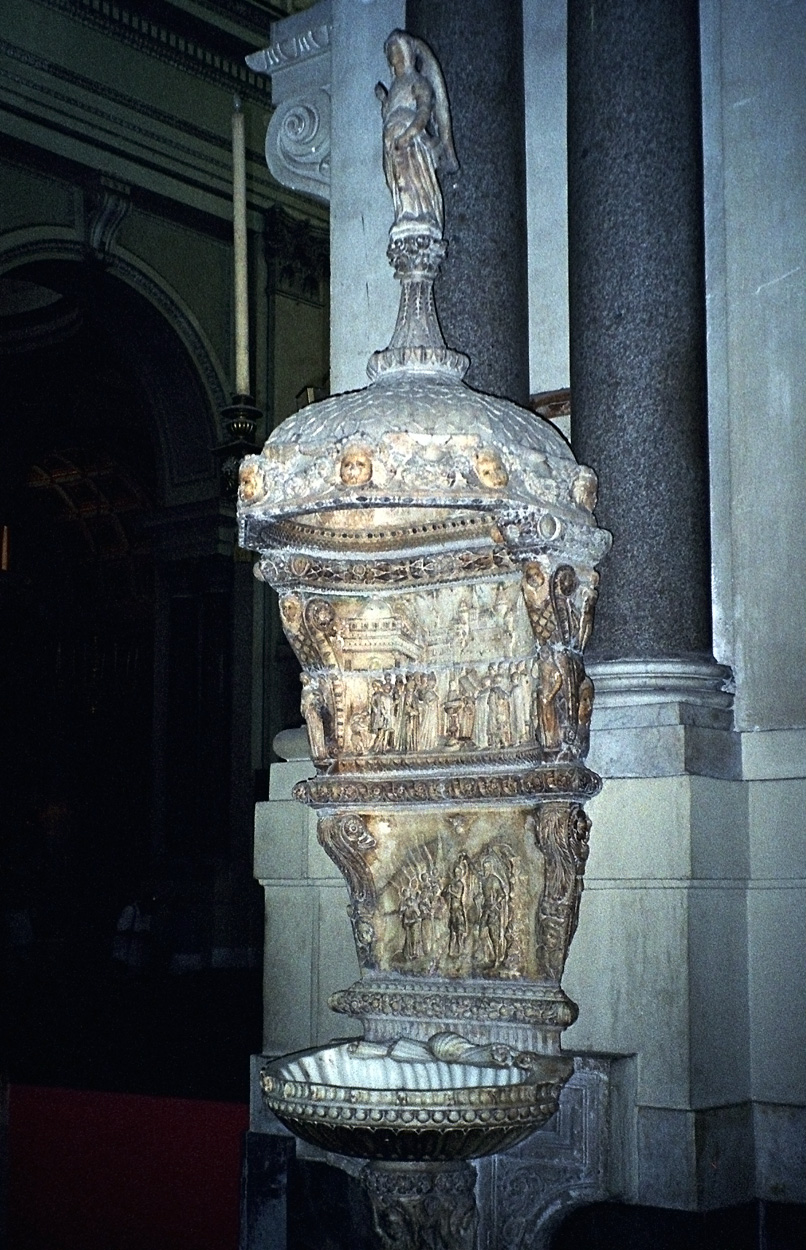
Acquasantiera di Domenico Gagini

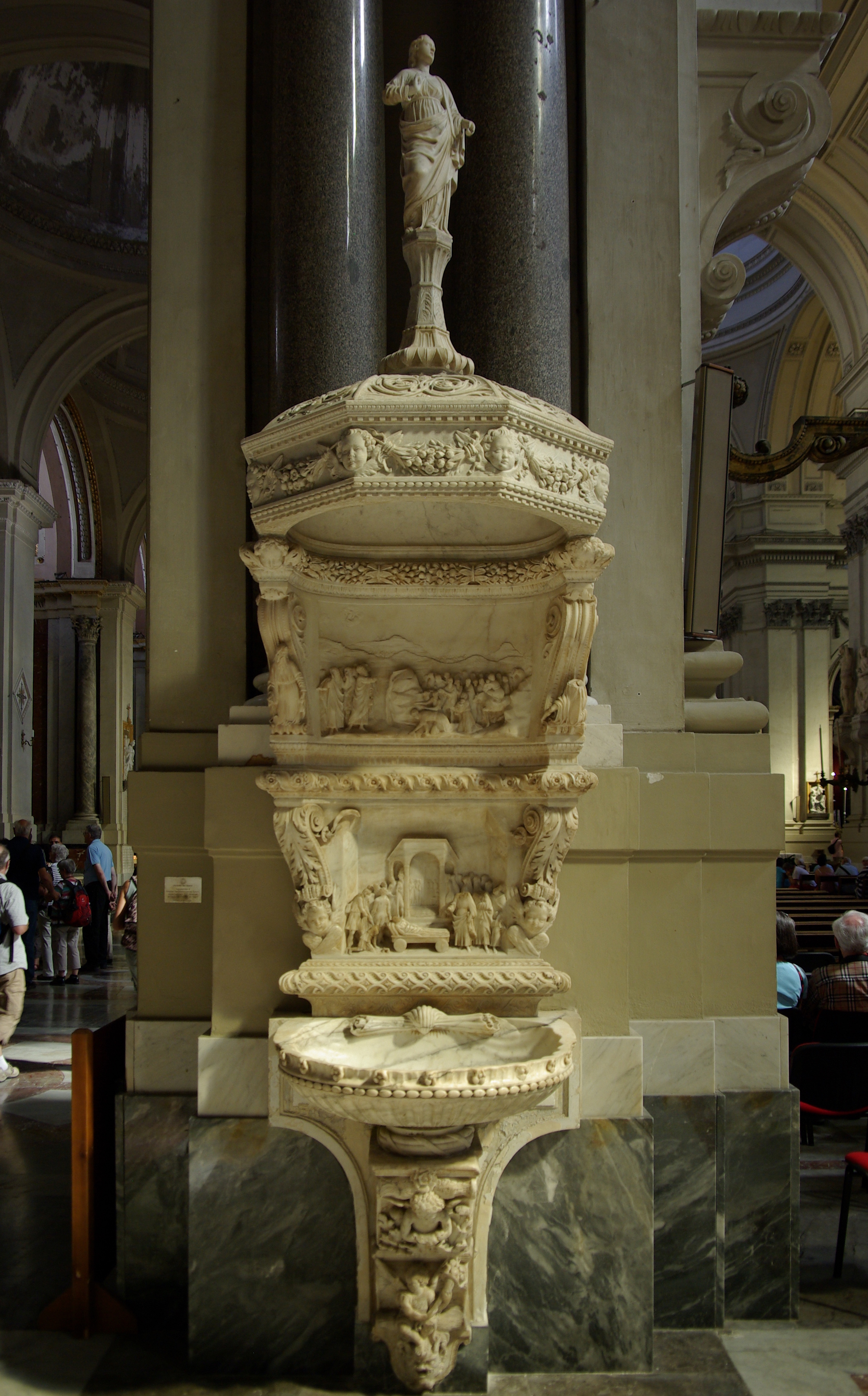
Acquasantiera di Giuseppe Spadafora

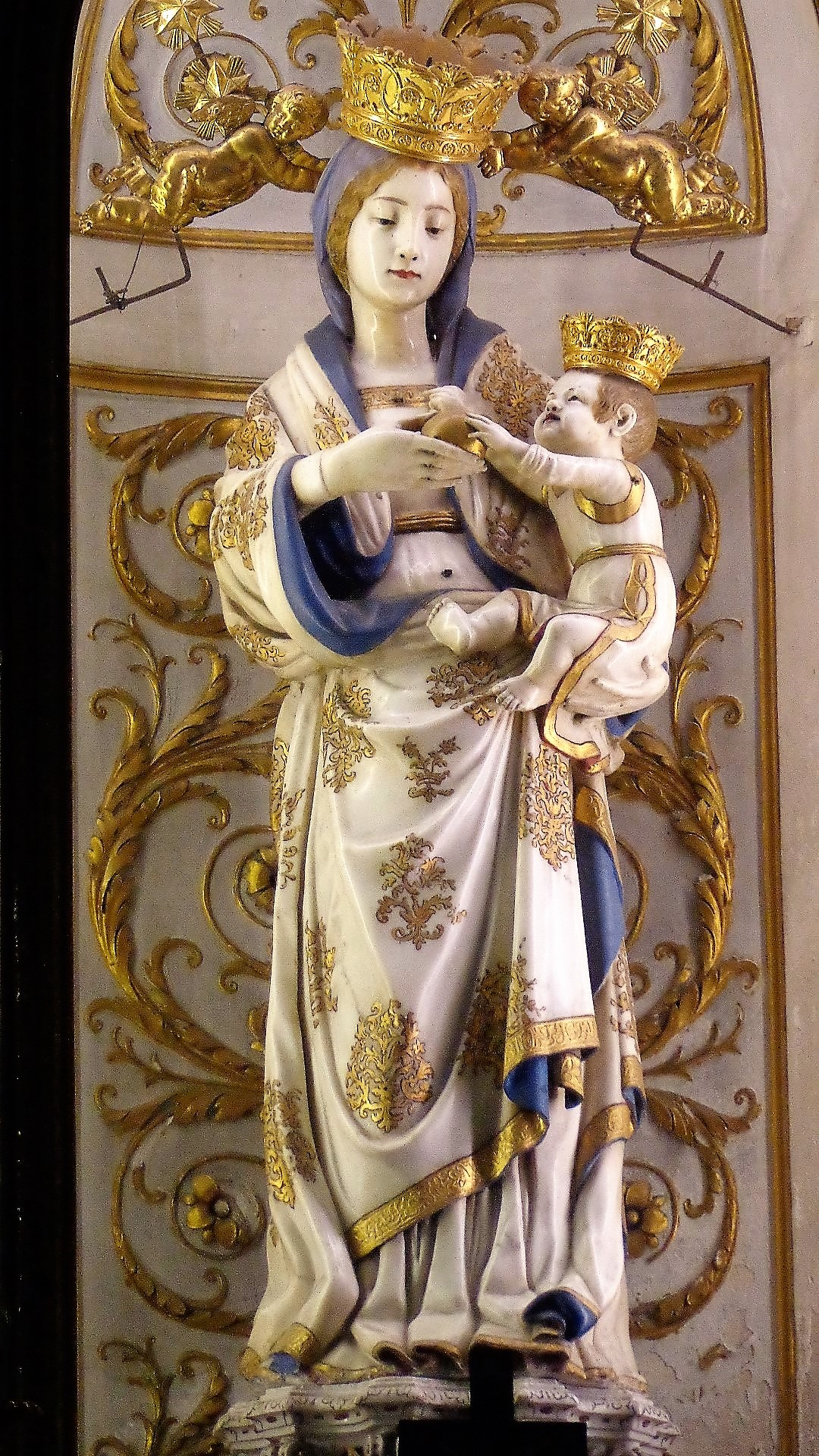
Madonna Libera Inferni di Francesco Laurana

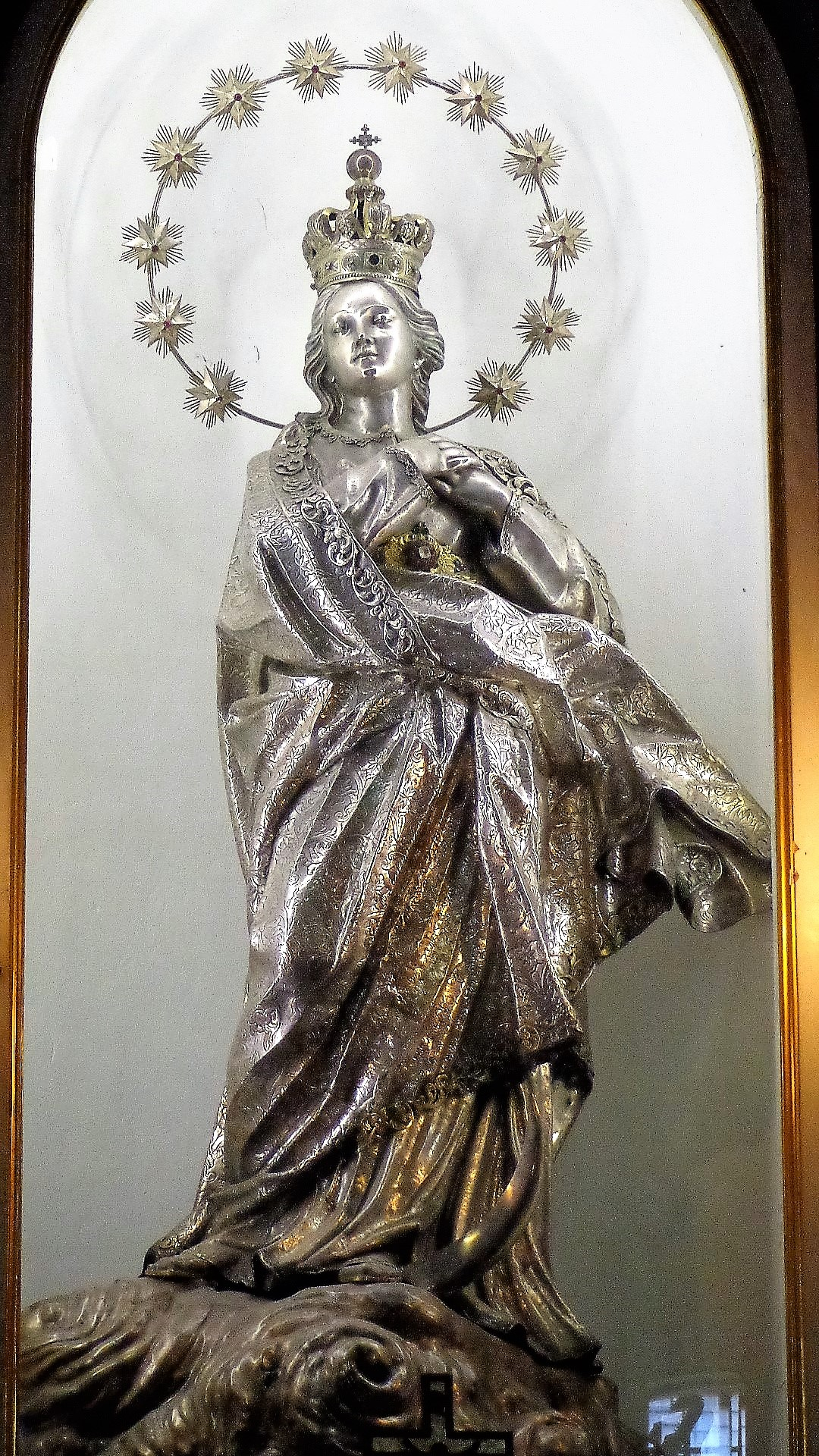
Immacolata Concezione

- Prima campata: Cappella del Battistero. Nell'ambiente trova collocazione il fonte battesimale ottagonale realizzato da Gaetano e Filippo Pennino nel 1801. Fra due scenografiche rampe con balconate si erge il manufatto marmoreo, allegoria del peccato originale con la rappresentazione dell'albero di melo o della conoscenza, infestato dal serpente che tenta e corrompe Adamo ed Eva raffigurati accovacciati in basso, disperati e prostrati per la colpa. Su ogni lato della vasca sono presenti bassorilievi riproducenti episodi biblici legati al sacramento del Battesimo. Sulla parete di fondo il dipinto Battesimo di Gesù, opera di Giuseppe Crestadoro.[59]
- Seconda campata: Cappella di Santa Maria degli Angeli. La cappella tributa il culto alla Vergine nell'accezione di Santa Maria degli Angeli. Il manufatto ospita le statue dell'Assunzione della Vergine e il Sepolcro di Maria, provenienti dalla dismessa Tribuna del Gagini. L'altare è completato dagli ornati di Giacomo e dalle formelle scolpite da Fazio e Vincenzo Gagini sulla Passione di Gesù: La lavanda dei piedi, L'Orazione di Gesù nell'Orto degli Ulivi, L'Ultima Cena, lo Spasimo provenienti dalla dismessa Cappella del Crocifisso.[54][60] Ricorrente il tema della venerazione dei Sette Angeli. Già denominata Cappella dell'Assunta o Cappella della Trapassione di Maria o Cappella Afflitto, fondazione e patrocinio della famiglia Afflitto. L'altare commissionato ad Antonello Gagini fu smantellato per far posto alla Cappella di San Mamiliano nel 1663, il basamento trasferito nella parete del braccio meridionale del transetto, gli ornati furono dispersi.[61][62]
- Terza campata: Cappella di sant'Antonio di Padova. Costituisce pala d'altare il dipinto Sant'Antonio di Padova e Sant'Atanasio Chiaramonte, attribuito a Vito D'Anna del 1768. Sulla parete destra è collocato il dipinto raffigurante San Benedetto, del pittore Mariano Rossi, opera del 1786. Sepoltura del cardinale Pietro Geremia Michelangelo Celesia.
- Quarta campata: ingresso laterale lato nord corrispondente a via Incoronazione. Il nome deriva dall'accesso riservato ai sovrani per la presenza del passaggio coperto che lo collegava al Palazzo dei Normanni. Addossata al 4º pilastro è presente una monumentale acquasantiera a baldacchino in stile rinascimentale simile a quella opposta di Domenico Gagini, opera nata dalla collaborazione di Giuseppe Spatafora e Antonino Ferraro[63] del 1553 con buoni esiti di originalità stilistica. La conchiglia è ornata da due rilievi con Mosé che fa sgorgare acqua dalla roccia e Gesù che guarisce il paralitico. Sul cupolino è raffigurata la Vergine Maria.[59][64] Prima della realizzazione dell'odierno Cassaro e dell'attuale Palazzo Arcivescovile, era la facciata col portale dei Gagini il prospetto più importante della costruzione, infatti si affacciava sulla primitiva direttrice che dai quartieri alti a ovest conduceva ai sobborghi della marina a est. La strada parallela alla via dei Pellegrini collegava la Paleopolis alle periferie accentrate intorno alla Cala.
- Quinta campata: Cappella di santa Cristina.[65] Costituisce pala d'altare il dipinto Glorificazione della Vergine, di Giuseppe Velasco del 1633. Nell'area della primitiva cappella sono documentati dipinti di Antonello da Palermo realizzati nel 1503: Santa Caterina, Santa Lucia, Santa Margherita, Santa Oliva, Santa Ninfa, Santa Cecilia e Sant'Agata, dipinti su tavole a grandezza naturale, opere autografe con l'iscrizione "Opus Antonij Crescencij Panormitae".[66][67] Sepoltura del cardinale Salvatore Pappalardo.
Sepoltura del cardinale Francesco Carpino.
- Sesta campata: Cappella dell'Immacolata Concezione. La nicchia dell'altare ospita il simulacro argenteo dell'Immacolata Concezione del Settecento. Ai lati due monumenti funerari di arcivescovi di Palermo. Nell'anno 2013 è stata realizzata nella cappella la "provvisoria" sepoltura delle spoglie del beato padre Pino Puglisi, ucciso dalla Mafia nel 1993. Sepoltura del cardinale Ferdinando Maria Pignatelli e dall'arcivescovo Giovanni Battista Naselli dei duchi di Gela.
- Settima campata: Cappella di san Pietro e sant'Agata. L'altare in lapislazzuli impreziosito da bassorilievi in legno dorato raffiguranti scene bibliche, è dominato da pala d'altare San Pietro e sant'Agata, di Pietro Martorana del XVIII secolo proveniente dall'antica chiesa delle Stimmate.[68] Sepolture dei cardinali Pietro Gravina e Gaetano Trigona e Parisi.
- Ottava campata: Cappella della Madonna Libera Inferni. Sull'altare è collocata la statua di Maria Vergine, di Francesco Laurana del 1469 realizzata per il Real duomo di Santa Maria Assunta di Monte San Giuliano l'odierna Erice.[69][70] Il titolo Libera Inferni è dato alla Madonna nel 1576 dal Pontefice Gregorio XIII concedendo l'indulgenza per le anime del purgatorio.[71] Le due lesene marmoree ai lati dell'altare, provengono dall'antica tribuna di Antonello Gagini. Opera eseguita da Baldassarre Pampillona su progetto di Paolo Amato nel 1684. Ai lati i due monumenti funerari di Francesco Ferdinando Sanseverino e Raffaele Mormile[72]

### Transetto

#### Absidiola destra - Cappella Reale Senatoriale di Santa Rosalia

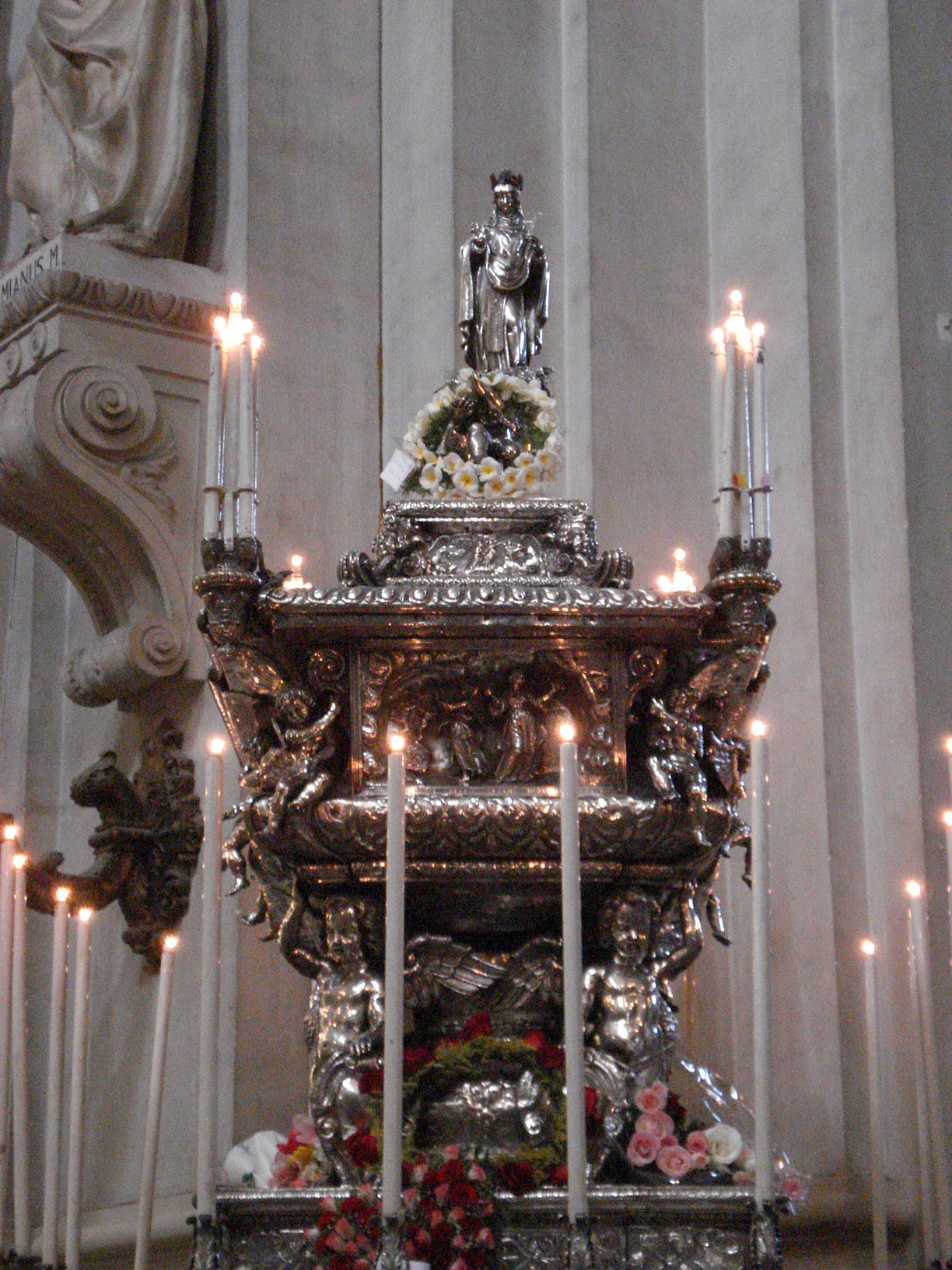
Urna argentea reliquiaria di Santa Rosalia

- Absidiola meridionale o destra: Cappella di Santa Rosalia.[73]

La cappella ubicata nel braccio meridionale del transetto si presenta chiusa da una cancellata in ottone, dall'arcata superiore pendono sette lampade votive in argento, quella centrale, donata dal re Vittorio Amedeo di Savoia nel 1714.
Incastonata nell'arco d'ingresso della cappella, campeggia la grande aquila imperiale dalle ali spiegate, simbolo della città di Palermo. Ai lati, due bassorilievi del 1830 di Valerio Villareale raffiguranti episodi della vita della Santuzza palermitana: a destra Santa Rosalia ferma il braccio all'angelo della morte, a sinistra la Processione delle sacre spoglie, sono altresì presenti alcune paraste provenienti dalla dismessa Tribuna di Antonello Gagini. Sul drappeggio del catino absidale campeggia l'immagine più diffusa di Santa Rosalia, dipinta da Giuseppe Velasco. Sulla parte anteriore del basamento della mensa un paliotto argenteo raffigura Rosalia con alcuni degli elementi iconografici a essa ascrivibili: il teschio metafora allegorica dell'abbandono della vita terrena per quella trascendente e contemplativa, il libro sacro simbolo dell'esistenza condotta nella parola di Dio, le rose, che identificano il rosario e la purezza, lo scettro nella mano sinistra rappresentante la regalità e la discendenza dagli imperatori normanni.
Dietro l'altare d'argento sbalzato, protetta da un cancello di rame del 1655 avente funzioni di sopraelevazione, è presente la preziosa e composita urna in argento disegnata da Mariano Smiriglio, realizzata dagli argentieri Giuseppe Oliveri, Francesco Rivelo, Giancola Viviano, Matteo Lo Castro con la collaborazione di Michele Farruggia e Francesco Roccuzzo. L'imponente realizzazione datata 1631 - 1637 sostituisce l'arca similare realizzata in tempi brevissimi in argenti et cristalli della Gloriosae Sanctae Rosaliae, commissionata dal Senato di Palermo il 3 marzo 1625, tramite Nicola Placito e Giacomo Agliata, adesso esposta nella cappella delle reliquie. L'intera opera rappresenta uno dei capolavori più preziosi dell'argenteria siciliana barocca. 
Il basamento è costituito da aquile che si spalleggiano ad ali spiegate, appollaiate su cartigli e la conchiglia di San Giacomo, quattro putti alati sorreggono l'urna e sostengono lo scudo appiedato recante il simbolo della rosa. Il corpo dell'arca decorato con incisioni a basso e altorilievo con scene di vita della Giovane Eremita su ognuno dei quattro lati, i cosiddetti "teatrini": La Vocazione, L'eremo di Quisquina, La vita Contemplativa, La Coronazione fatta da Gesù Cristo, quattro cherubini assisi sui bordi di ognuno dei fianchi più lunghi, il coperchio con sviluppo a forma di parallelepipedo con sei ovali in bassorilievo riproducenti: L'eremo di Quisquina, L'eremo di Monte Pellegrino, La Vocazione, La Vita Contemplativa, La Recita del Rosario, Il Transito, fra teste alate di cherubini poste sugli angoli, il tutto sormontato dalla statua di Santa Rosalia in abiti da monaca basiliana, la corona di rose sul capo, la croce patriarcale nella mano sinistra, nell'atto di sconfiggere schiacciando con i piedi il drago, figura allegorica della peste e del male. 
Il reliquiario custodisce il corpo della Santa, la sua prima biografia e un manoscritto con la firma autografa del cardinale Giannettino Doria, arcivescovo di Palermo.
Dell'antica Cappella di Santa Rosalia restano delle tracce d'intarsi marmorei e i fastosi resoconti d'illustri viaggiatori che delle visite in cattedrale e nell'eremo di Monte Pellegrino hanno lasciato dettagliate descrizioni nei diari dei loro Grand Tour: Johann Wolfgang von Goethe, Guy de Maupassant, Alexis de Tocqueville, Jean Frédéric d'Ostervald, Patrick Brydone per citare solo alcuni degli stranieri.
Iscrizioni sul reliquario: 
- Nel pavimento la sepoltura del cardinale Alessandro Lualdi che grande amore programmò e celebrò le feste centenarie di Santa Rosalia in occasione del III Centenario - 1924 - del ritrovamento - 15 luglio 1624 - del Sacro Corpo di Santa Rosalia sul Monte Pellegrino che sovrasta la Città di Palermo.

#### Parete destra transetto

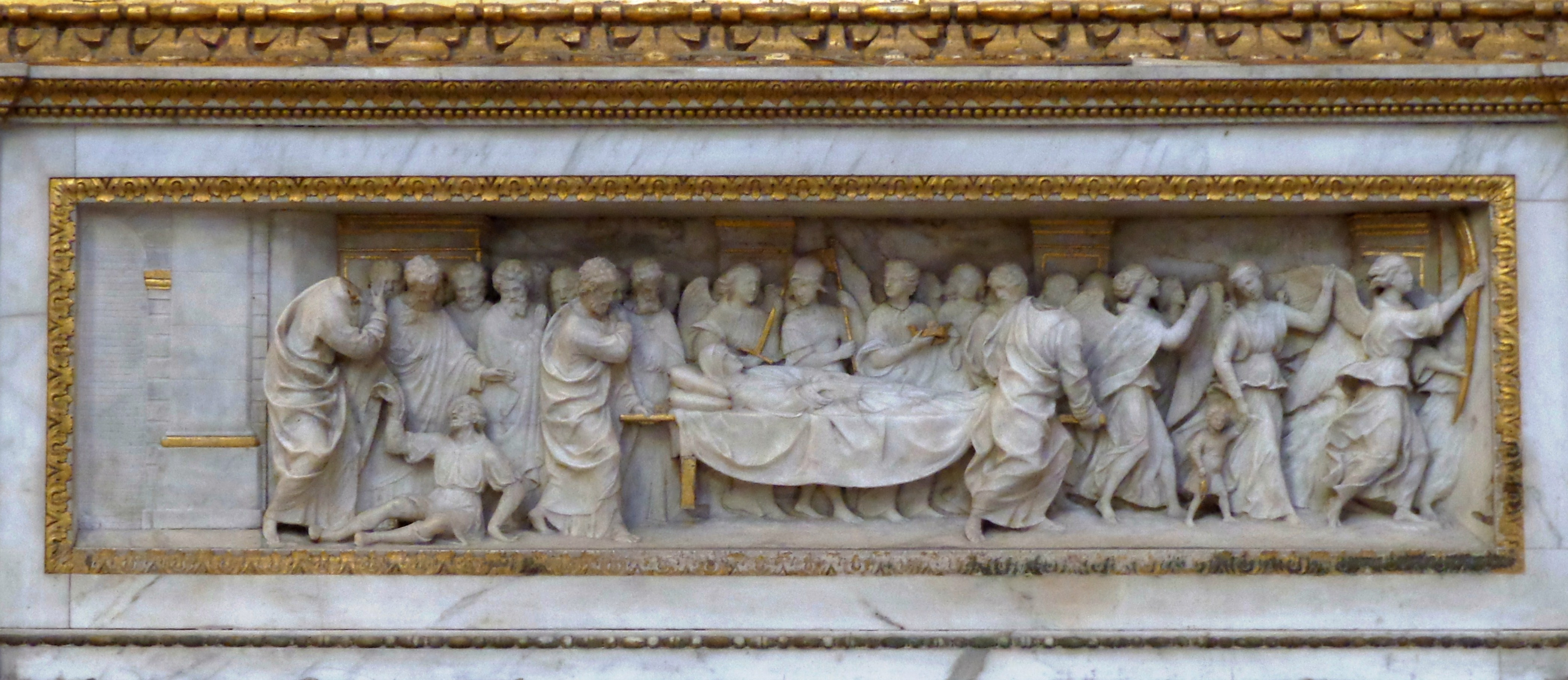
Bassorilievo "Corteo funebre della Sacra Dormizione di Maria, con i Sette Angeli e gli Apostoli"

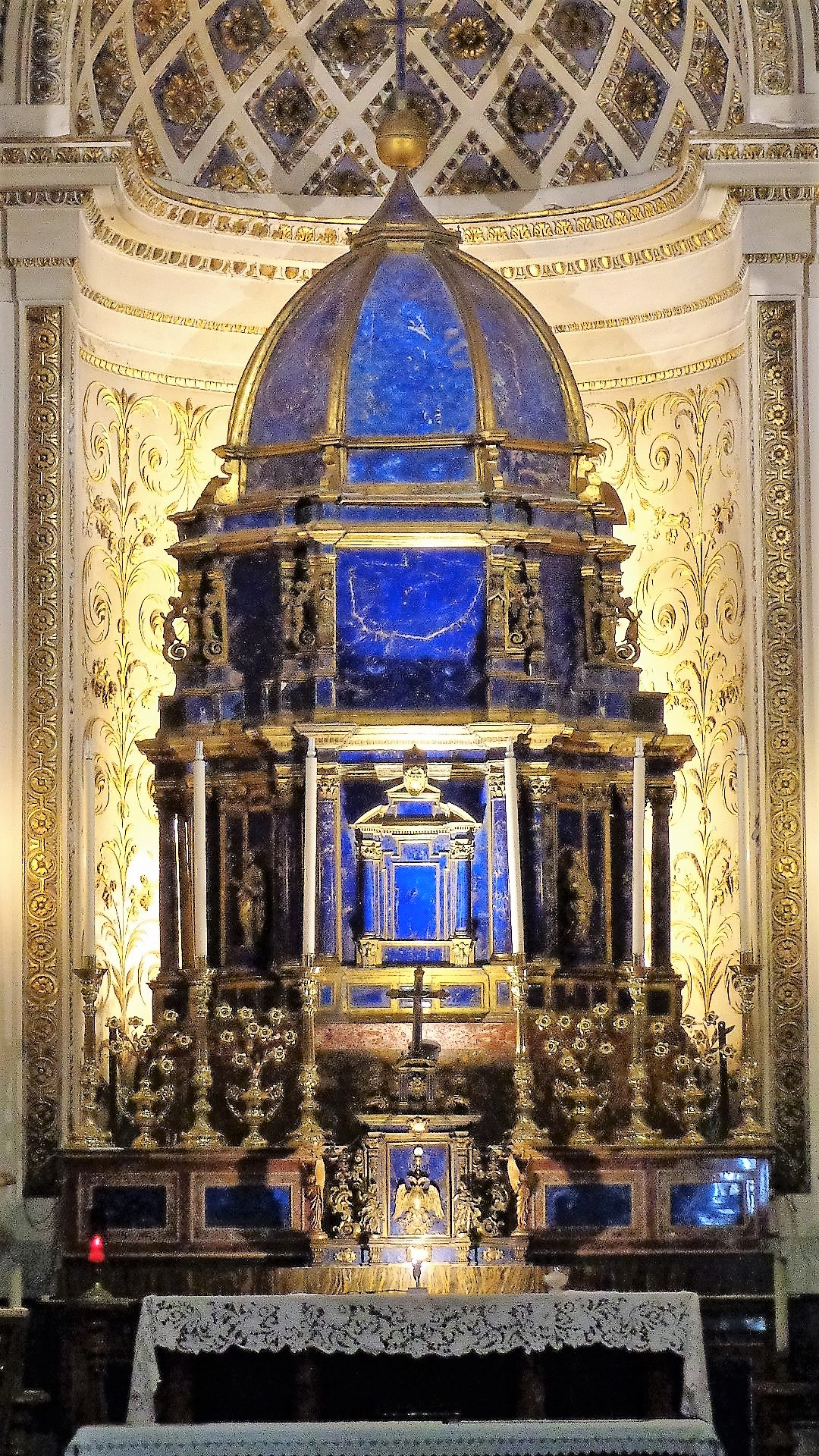
Absidiola del Santissimo Sacramento

- Parete del transetto destro: Cappella di Maria Santissima Assunta.[65] Costituisce pala d'altare il dipinto Madonna Assunta, opera di Giuseppe Velasco del 1801. I bassorilievi alle pareti del 1535 raffigurano le sante patrone palermitane, sull'altare è incastonata la Dormizione di Maria, raffigurata in mezzo agli Apostoli e Arcangeli, manufatto marmoreo in altorilievo proveniente dalla dismessa Tribuna di Antonello Gagini.

#### Absidiola sinistra
- Absidiola settentrionale o sinistra o Cappella del Santissimo Sacramento.[65] L'abside lato vangelo nel 1549 è documentata come Cimiterio Arcivescovale, per contro l'abside lato epistola e lo spazio antistante, ospitava le sepolture reali. Fazio Gagini è incaricato del restauro e della racconciatura dei sarcofagi incastonati sulle pareti del catino. Gran parte dei monumenti furono collocati in basso e ripristinati assieme a tutto l'ambiente con carrate di marmi provenienti dalla dismessa chiesa della Pinta, prima che i sarcofagi dei vescovi venissero confinati nella cripta absidale.[81]

Elegante cappella con decorazioni in stucco dorate. Preziosissimo altare ciborio realizzato su disegno di Cosimo Fanzago del 1653 su commissione Martino de Leon. Mensa con pannelli, sopraelevazione riproducente un tempio con pianta esagonale a tre elevazioni: colonnato, tamburo, cupola realizzati interamente in lapislazzuli. Capitelli, modanature, cornici, inserti, fregi, nervature e decorazioni superiori col colore in contrasto in oro zecchino. La mensa e il ciborio preesistenti erano opera di Antonello Gagini.
- Sulla parte sinistra è realizzato l'imponente monumento funerario di Pietro Gravina.[83]
- A destra il mausoleo di Francesco Ferdinando Sanseverino realizzato da Gaetano Pennino.[84]

Davanti alla cappella la lampada d'argento donata dal re Carlo III di Borbone.
- 1672, "Ciclo", decorazioni a fresco, opere documentate di Andrea Carrera e distrutte nel restauro settecentesco.

#### Parete sinistra transetto

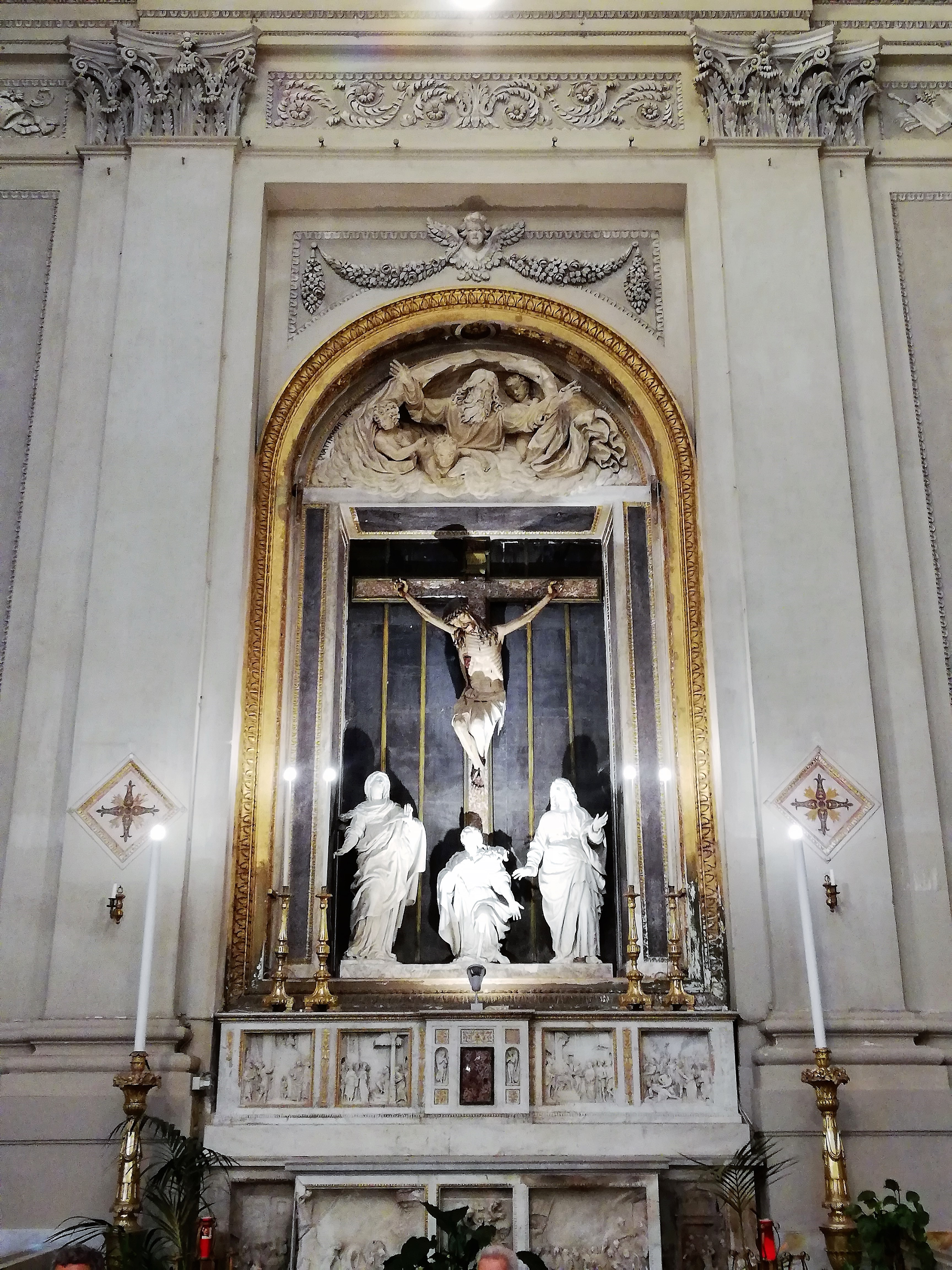
Altare transetto sinistro

- Parete transetto sinistro: Cappella del Santissimo Crocifisso.[49] Nell'edicola della sopraelevazione dell'altare una croce in agata del '700 sostiene un Crocifisso,[85] scultura policroma di epoca medioevale in legno di tiglio, la tradizione vuole sia stato plasmato da Nicodemo e San Luca, condotto in Sicilia da Sant'Angelo Carmelitano nella chiesa di San Niccolò alla Kalsa nel 1220, per essere donato a Francesco Staufer de Antiochia e alla cattedrale nel 1311 da Manfredi I Chiaramonte, conte di Modica.[86]

Alla base del Crocifisso le sculture raffiguranti la Madonna Addolorata e la Maria Maddalena, di Gaspare Serpotta, eseguite nel 1664. La statua di San Giovanni Evangelista è opera di Gaspare Guercio. Sormonta il tutto - in alto nella lunetta - uno stucco di Filippo Quattrocchi del XVIII secolo riproducente Dio Padre tra gli Angeli. I bassorilievi del basamento sono opere di Fazio Gagini e Vincenzo Gagini del 1557 - 1565 raffiguranti scene della Passione di Gesù. Fra gli episodi rappresentati la scena dello Spasimo, ispirata al famoso dipinto di Raffaello raffigurante lo Spasimo di Sicilia, opera un tempo custodita nella chiesa del monastero olivetano di Santa Maria dello Spasimo (da cui il nome, capolavoro raffaellesco temporaneamente conservato nell'abbazia del monastero cistercense di Santo Spirito) e oggi al Museo del Prado di Madrid; la Deposizione dalla croce, ispirata alla Deposizione, di Vincenzo degli Azani, all'epoca documentata in San Giacomo la Marina, altre tratte dalla Piccola Passione di Albrecht Dürer. I sedici bassorilievi dell'ambiente erano parte integrante della dismessa cappella gaginiana del Santissimo Crocifisso. Nella primitiva modulazione l'apparato in stucco commissionato dall'arcivescovo Cesare Marullo, fu eseguito da Antonino Ferraro da Giuliana. Dello stesso autore, la decorazione della "soppressa" Cappella di San Michele Arcangelo patrocinata dall'arcivescovo Diego Haëdo.

### Altare maggiore
- 1466, Madonna della Luce, manufatto musivo raffigurante la Presentazione della Beata Vergine Maria al Tempio. Antonio Mongitore nel 1719 documenta la primitiva immagine dell'abside presente prima della costruzione della Tribuna di Antonello Gagini.[89] L'antico mosaico voluto da Niccolò Puxades fu rimosso nel 1510 e assemblato nel pilastro destro della Cappella di Nostra Signora Libera Inferni.[90]
- 1509 - 1536 e seguenti, Tribuna di Antonello Gagini, elaborato manufatto marmoreo realizzato su commissione di Giovanni Paternò del 1507.[17][54][91][92]

Nel presbiterio il prezioso coro ligneo in stile gotico - catalano risalente al 1466, ai lati le grandiose cantorie sovrastate dalle canne d'organo. L'altare versum populum realizzato con un monolite marmoreo di moderna e lineare concezione. L'altare maggiore è costituito da colonne ioniche sormontate da capitelli corinzi, chiude l'elevazione un ricco architrave sovrastato da timpano triangolare. Al centro è collocato il Cristo risorto e le guardie pretoriane a custodia del sepolcro di Antonello Gagini, sulla mensa un Crocifisso intarsiato di madreperla.
Nella calotta absidale è affrescata la Consegna del duomo al vescovo Nicodemo dopo la sconfitta dei Saraceni per mano normanna di Mariano Rossi del 1803. Dello stesso autore l'Assunzione della Vergine tra le Virtù cardinali realizzata nel 1802. Nelle nicchie lungo le pareti del catino absidale sono collocate dieci delle dodici statue raffiguranti gli Apostoli - sormontate dai rispettivi angeli portacorona - e alla base, il teatrino corrispondente, sculture di Antonello Gagini.
Di pregevole fattura il trono del sovrano o "Baldacchino Reale" recante decorazioni musive del XII secolo e l'iscrizione: "Prima Sedes, Corona Regis et Regni Caput", in prossimità il candelabro destinato al cero pasquale. Dirimpetto era collocata la cattedra vescovile oggi rimossa e riassemblata come altare nella cripta, recava l'iscrizione: "Trinacriae prima Metropolis Sedes", opera di Fedele e Scipione da Carona con la collaborazione dei fratelli Fazio e Giacomo Gagini, manufatto commissionato dal cardinale Pietro Tagliavia d'Aragona.

Absidi e transetto. 

## Attuali dislocazioni opere dismessa tribuna
Le attuali dislocazioni delle opere disassemblate della Tribuna di Antonello Gagini all'interno della cattedrale in seguito all'intervento promosso da Ferdinando Fuga e pesantemente posto in opera dal palermitano Giuseppe Venanzio Marvuglia sotto la direzione dei lavori di Giovan Battista La Licata. Nei primi lustri del XIX secolo è documentata la disposizione sulla coronatura esterna dei merli.
L'attuale collocazione dei manufatti è effettuata sui pilastri della navata centrale, ai vertici del transetto, presso i pilastri della cupola, sui contrafforti e nell'emiciclo dell'abside.
| Parete navata laterale sinistra | Colonne e pilastri navata centrale a sinistra | Colonne e pilastri navata centrale a destra | Parete navata laterale destra |
| ------------------------------- | --------------------------------------------- | ------------------------------------------- | ----------------------------- |
|                                 | Cristo Risorto                                | Terzo Soldato                               |                               |
|                                 | Primo Soldato                                 | Secondo Soldato                             |                               |
|                                 | San Pietro                                    | Sant'Andrea                                 |                               |
|                                 | San Giacomo Maggiore                          | San Giovanni Evangelista                    |                               |
|                                 | San Filippo                                   | San Bartolomeo                              |                               |
|                                 | San Matteo                                    | San Tommaso                                 |                               |
|                                 | San Giacomo Minore                            | San Simeone                                 |                               |
| San Giuda Taddeo                | San Gregorio Arco Absidale Transetto          | Sant'Ambrogio Arco Absidale Transetto       | San Marco                     |
|                                 |                                               |                                             | Dormienza di Maria            |
| San Giovanni Battista           | San Girolamo                                  | Sant'Agostino                               | San Paolo                     |
|                                 | San Benedetto Abate                           | San Sebastiano                              |                               |
|                                 | San Cosma                                     | San Damiano                                 |                               |
|                                 | Santo Lorenzo                                 | Santo Stefano                               |                               |
|                                 | San Francesco d'Assisi                        | Sant'Antonio Abate                          |                               |
|                                 | Santa Cristina                                | Santa Maddalena                             | San Matteo Evangelista        |
|                                 | Santa Ninfa                                   | San Domenico                                | San Luca Evangelista          |
|                                 | Santa Lucia                                   | Sant'Agata                                  | San Marco Evangelista         |
|                                 | Sant'Angese                                   | Santa Caterina                              | San Giovanni Evangelista      |
| Assunzione di Maria Superiore   |                                               |                                             |                               |
| Sepolcro di Maria Inferiore     |                                               |                                             |                               |
|                                 | Sant'Oliva                                    | San Cristoforo                              |                               |

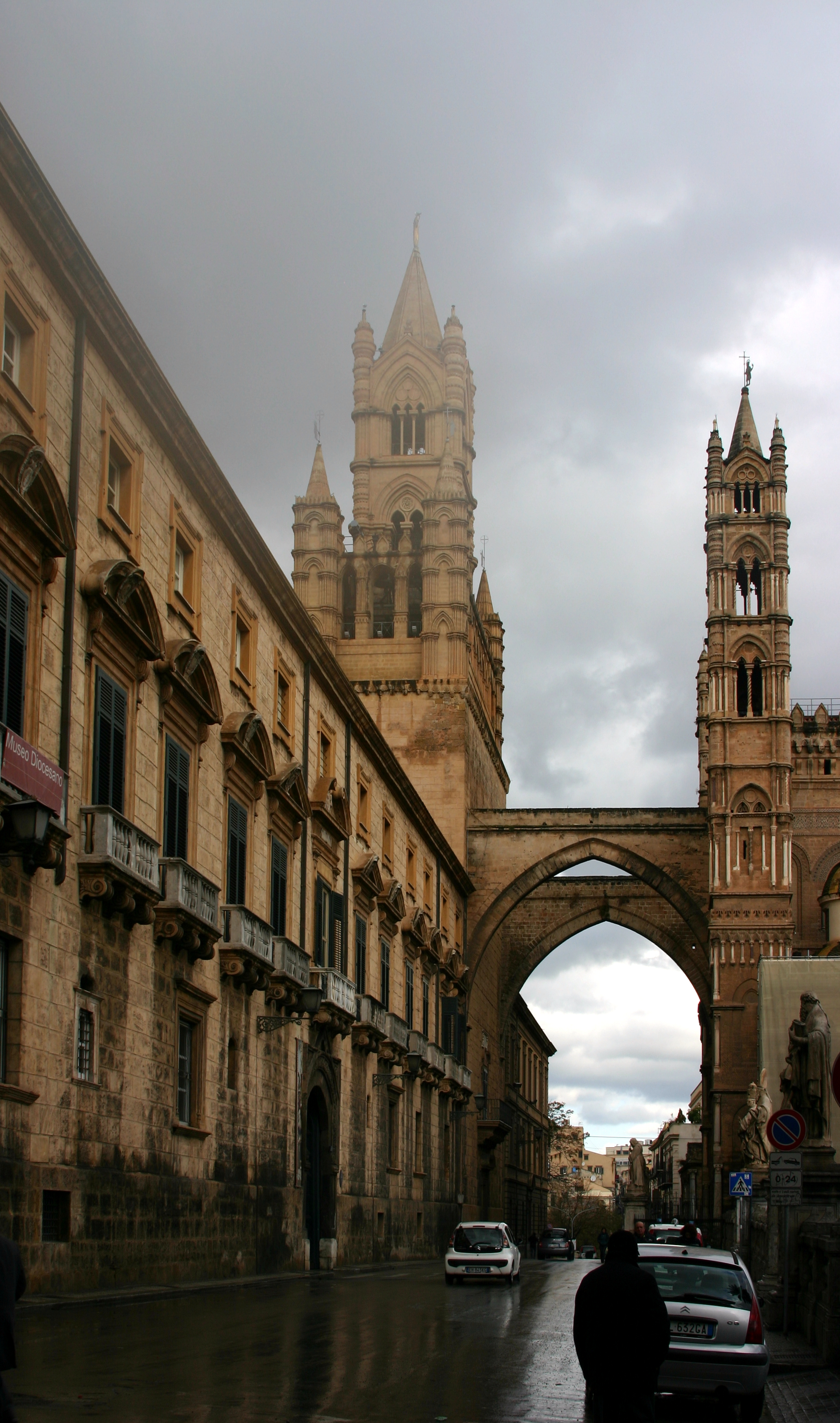
Campanili e archiponti

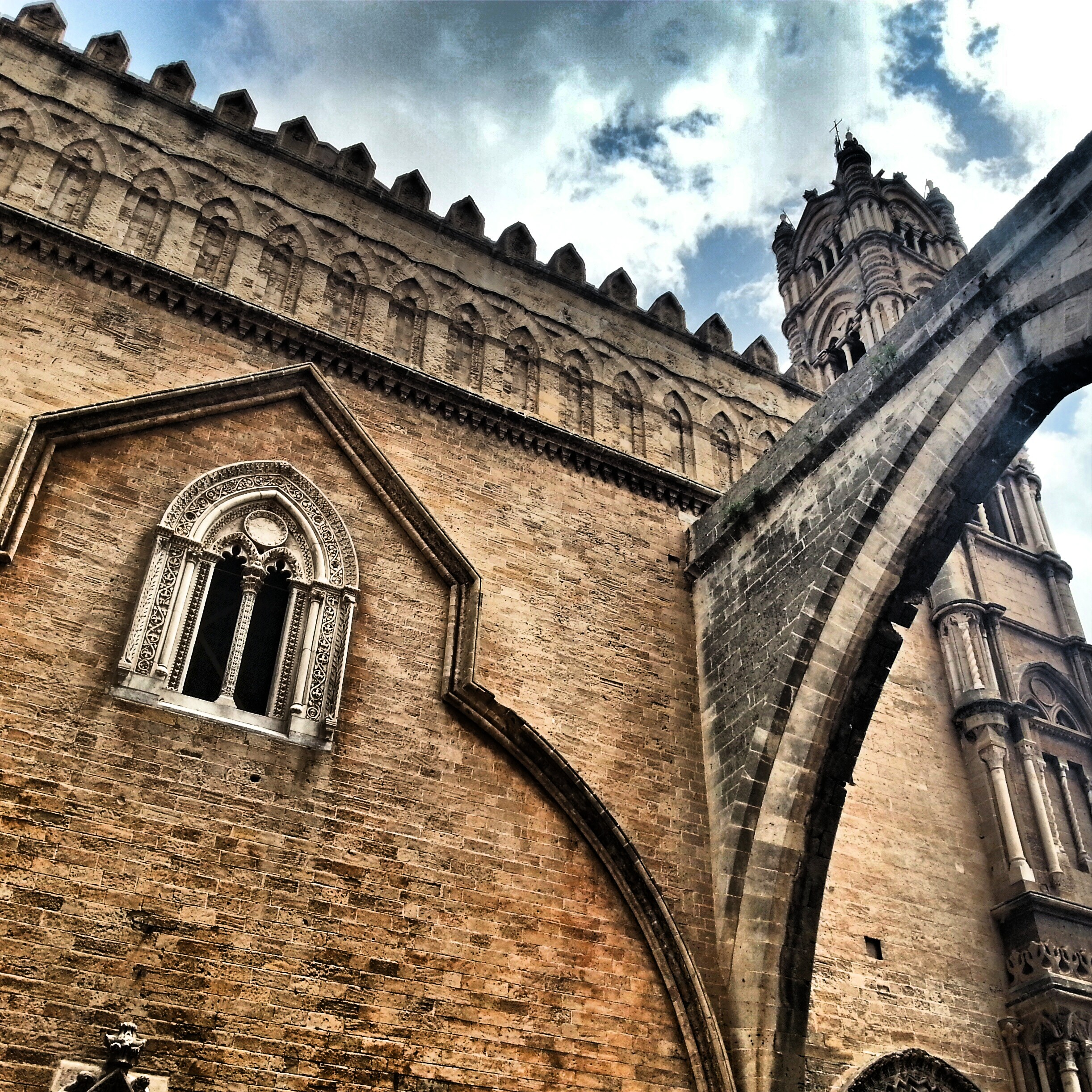
Foto scattata dal museo Diocesano

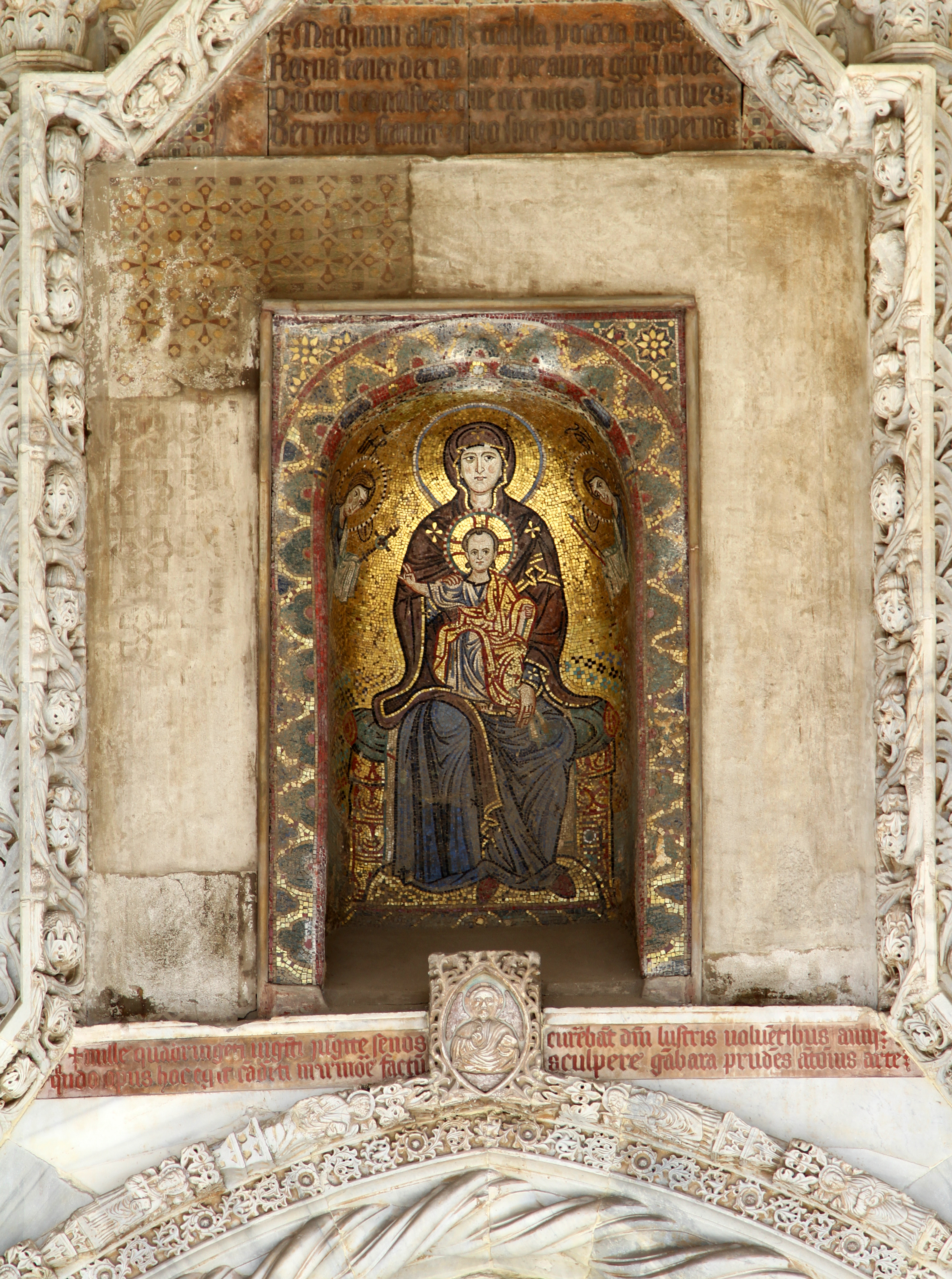
Mosaico della Madre di Dio

- Le sculture degli Evangelisti in seguito alla ristrutturazione del 1780 sono poste alle pareti del portico meridionale quale allegoria dei Vangeli come porta d'ingresso della chiesa.[101]
- Le sculture dei Dottori della Chiesa, San Girolamo e San Gregorio Magno, Sant'Agostino e Sant'Ambrogio, in seguito alla ristrutturazione del 1780, sono poste alla base dei pilastri che reggono la cupola quale allegoria dei pilastri su cui poggia la chiesa.[101]

## Organo a canne
Sulle cantorie neoclassiche ai lati dell'abside, si trova l'organo a canne Tamburini opus 305, costruito nel 1951.
Lo strumento è a trasmissione elettrica e ha consolle mobile indipendente situata nel presbiterio nei pressi dell'antico altare maggiore, avente quattro tastiere di 61 note ciascuna e pedaliera concavo-radiale di 32 note.

## Campane
La più antica delle campane fu realizzata nel 1136 e chiamata "Guzza". Nel 1557 si incrinò e fu rifusa a cura del cardinale Pietro Tagliavia d'Aragona, in seguito altra volta ancora fu rifusa. Questa campana scandiva la quaresima e le ceneri, suonava il mortorio per annunciare la morte del sovrano o dell'arcivescovo. Un'altra campana era denominata "Ninfa".
La cattedrale disponeva nel complesso di altre quattro torri e due campane che corredano l'orologio montato sulla torre di sud - est, la maggiore del 1572 e quella per segnalare i quarti del 1658. Tutti gli strumenti in dotazione alle celle campanarie erano realizzati dai fonditori di Tortorici che provvedevano al ripristino e alla manutenzione degli apparati continuamente soggetti a requisizioni, terremoti, crolli e cedimenti strutturali, cadute, fulmini, rotture e incrinature, rifusioni.
Dopo il 1893 la ditta Cavadini di Verona fornì un complesso di cinque bronzi in scala diatonica maggiore di Re3 con il maggiore della massa di 1,2 tonnellate. Furono montati per essere suonati a concerto secondo la tecnica delle Campane alla veronese.
| Posizione     | Nota (corista di Vienna) | Diametro cm | Peso kg |
| ------------- | ------------------------ | ----------- | ------- |
| Tonica        | Re3                      | 129         | 1215    |
| Sopratonica   | Mi3                      | 115         | 861     |
| Mediante      | Fa#3                     | 103         | 635     |
| Sub-dominante | Sol3                     | 96          | 490     |
| Dominante     | La3                      | 85          | 350     |

Nel 1942 furono requisite e in seguito la ditta De Poli di Udine nel 1951 fornì l'attuale complesso a otto elementi in La2 crescente montato con il sistema ambrosiano. Il suono di tutte le campane a distesa è effettuato soltanto nelle occasioni più importanti.

## Campanili
I quattro campanili angolari sorgono secondo i canoni architettonici di stile normanno-gotico e accompagnano il primitivo torrione campanario. In epoca medievale il campanile oltre alle funzioni liturgiche svolge funzioni strategiche come torre d'avvistamento e via di fuga. Infatti una rete di cuniculi sotterranei dalla la cripta e archiponti aerei, dei quali oggi ammiriamo le riproduzioni delle stupende arcate ogivali di via Bonello, collegano il corpo della cattedrale al palazzo vescovile passando per il campanile, passaggi che consentono di riparare nel vicino Palazzo dei Normanni.
- 1169 4 febbraio, il terremoto di Sant'Agata arreca gravi danni al monumento. L'evento sismico danneggia gravemente la sommità della torre campanaria e la parte superiore della facciata devastandosi vicendevolmente.
- 1250, sono condotti i lavori per la realizzazione dei primi due ordini delle quattro torri angolari, nel 1342 continuano i lavori per l'ultimazione degli ultimi tre ordini.
- 1726, il «terremoto di Terrasini» distrugge la parte superiore a forma piramidale della torre campanaria posta innanzi al prospetto.
- 1728, rifacimento della parte terminale del campanile, definita dai detrattori brutta e borrominiana. È ricostruita in stile arabo, ultimata nel 1805.
- 1823, il «terremoto di Pollina» lesiona il campanile. 1826 - 1835, sul torrione è costruito un gruppo di campanili neogotici per opera di Emmanuele Palazzotto.
- 1954, sulla cuspide più alta del complesso di guglie è collocata la statua della Madonna della Conca d'oro opera di Nino Geraci.

Restauri e ammodernamenti si sono avvicendati dal 1949 al 1960. Dal 1982 è stato avviato un programma di restauri promosso dall'Assessorato dei Beni Culturali e Ambientali.

## Il tesoro
- 1638, nel vano di accesso alla stanza del «Tesoro» è collocata la statua di Santa Rosalia di Bartolomeo Travaglia.

Negli ambienti della Sacrestia dei Canonici è esposto il "tesoro della cattedrale": paramenti sacri dal XVI al XVIII secolo, paliotti, ostensori, calici, la tiara d'oro cosiddetta di Costanza d'Aragona (prelevata dal suo sepolcro), splendido esempio di gioielleria medievale con smalti, ricami, gemme e perle. Il breviario membranaceo del 1452 con lo stemma dell'arcivescovo Simone da Bologna, miniato dal pittore Guglielmo da Pesaro e da altri miniatori si trova ora esposto al Museo diocesano, mentre rimangono in sede il calice di tipologia madonita della seconda metà del XV secolo; il reliquiario architettonico del XV secolo caratterizzato da guglie e pinnacoli che rinviano allo stile gotico-catalano dell'epoca oppure il calice seicentesco ornato da smalti policromi e gemme, opera dell'orafo palermitano don Camillo Barbavara. Sono stati pure posti all'interno della Sagrestia dei Canonici quattro piedistalli lignei dei primi anni del XX secolo, di stile neonormanno un tempo utilizzati per leggere i corali nel presbiterio, e disegnati dall'architetto Francesco Paolo Palazzotto. L'assetto museografico è stato curato dalla Soprintendenza ai beni culturali ed ambientali di Palermo.

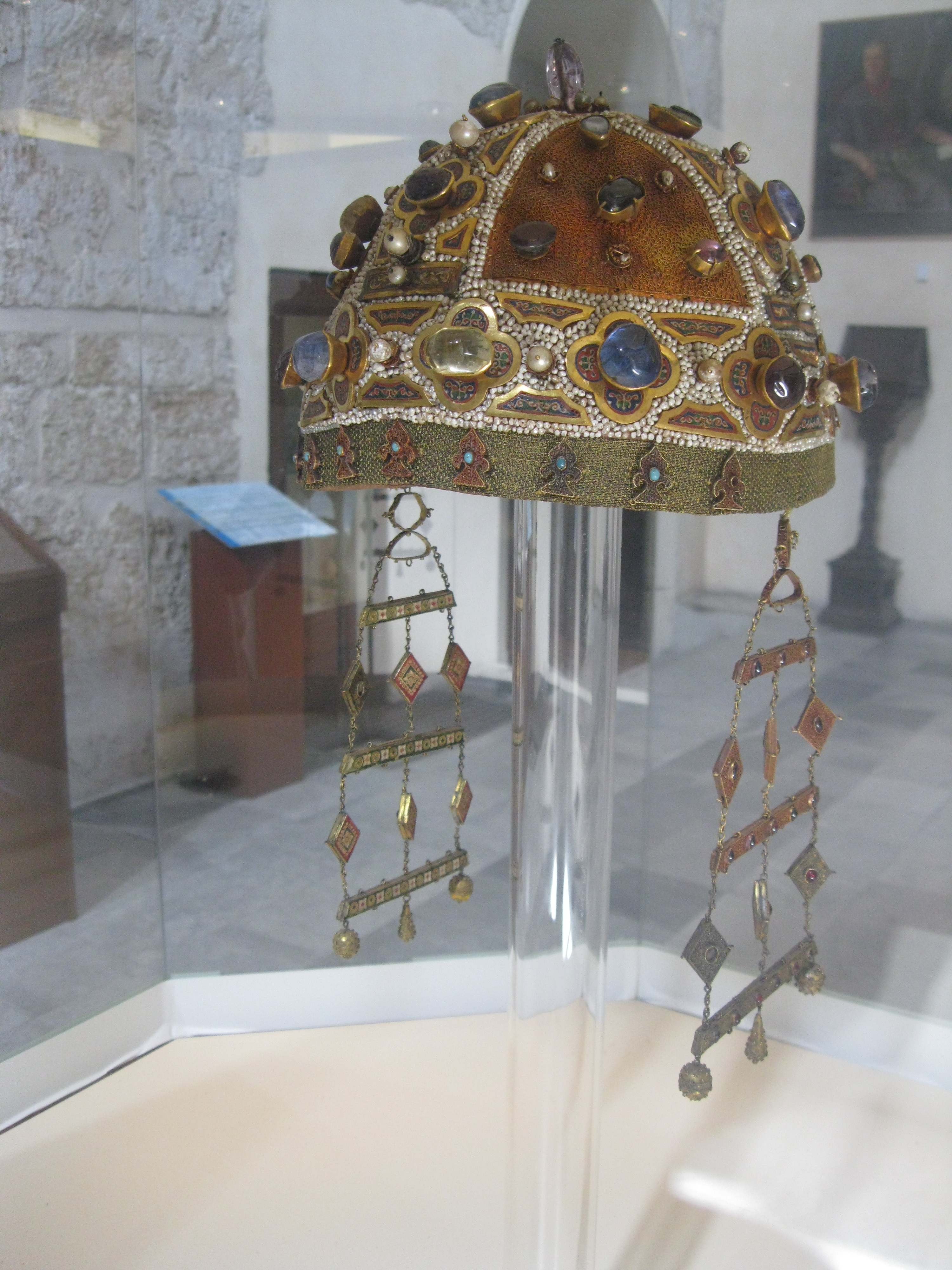
Corona di Costanza d'Aragona
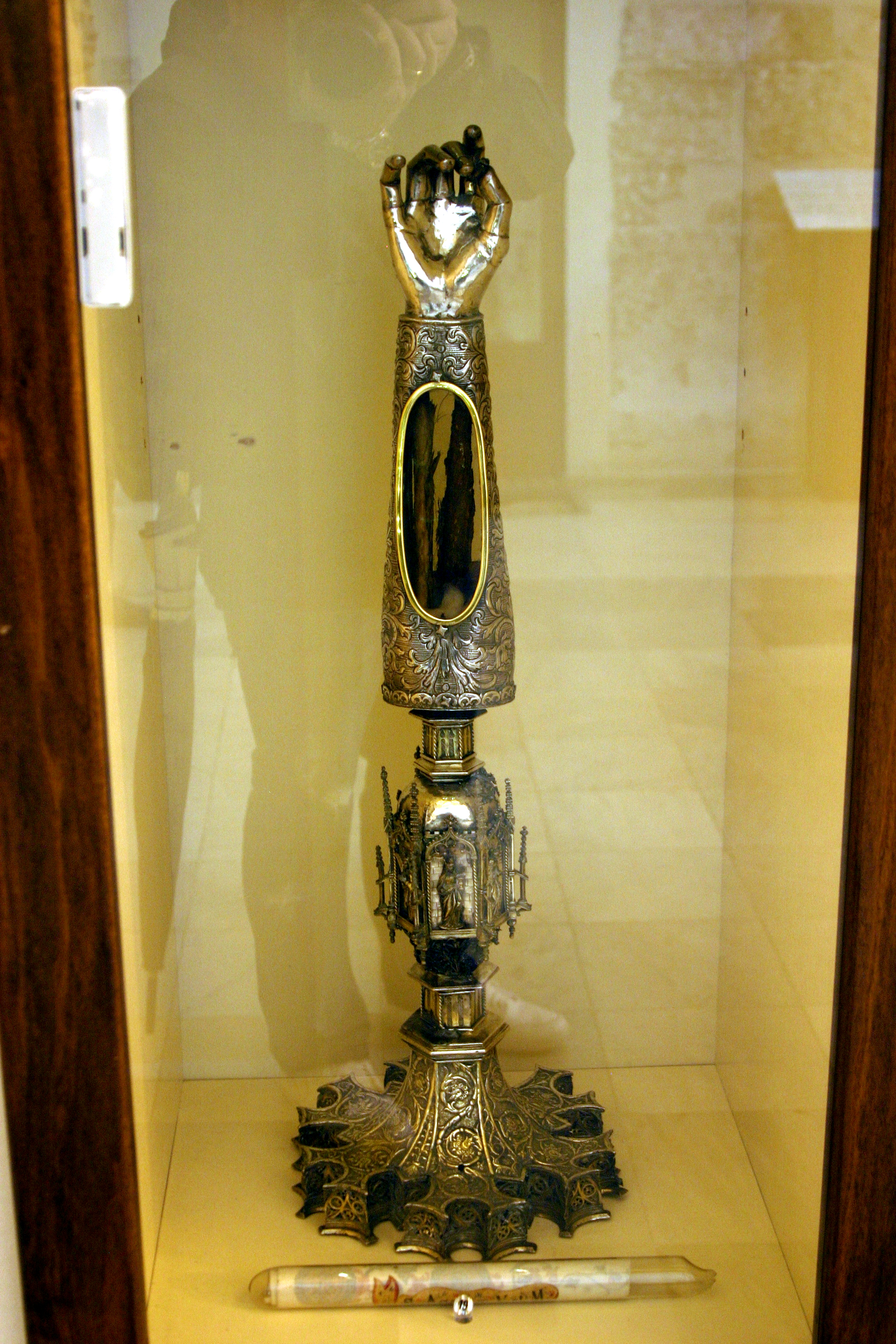
Reliquiario del braccio di Sant'Agata
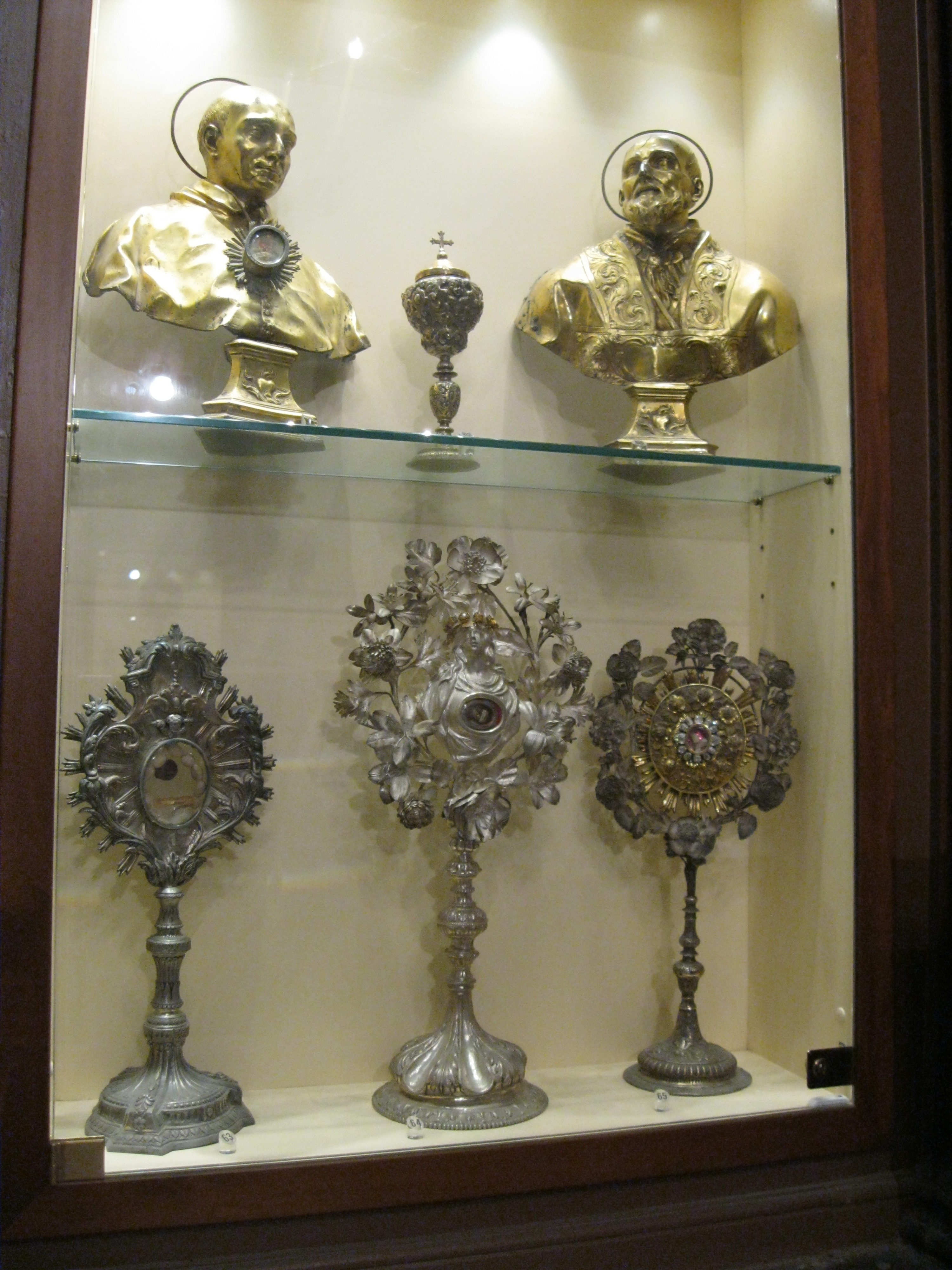
Reliquiari
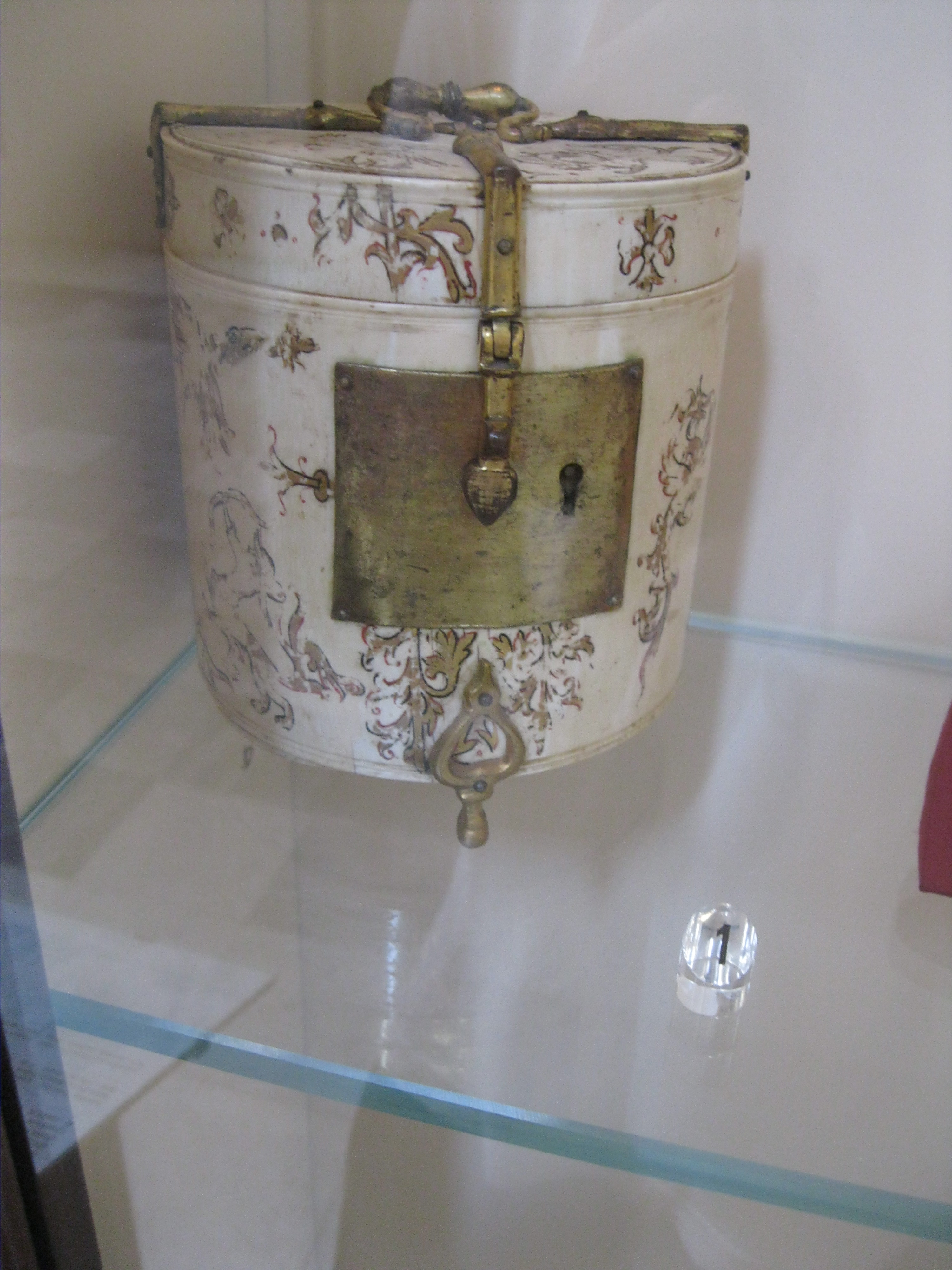
Cofanetto in avorio dipinto e inciso del XIII secolo
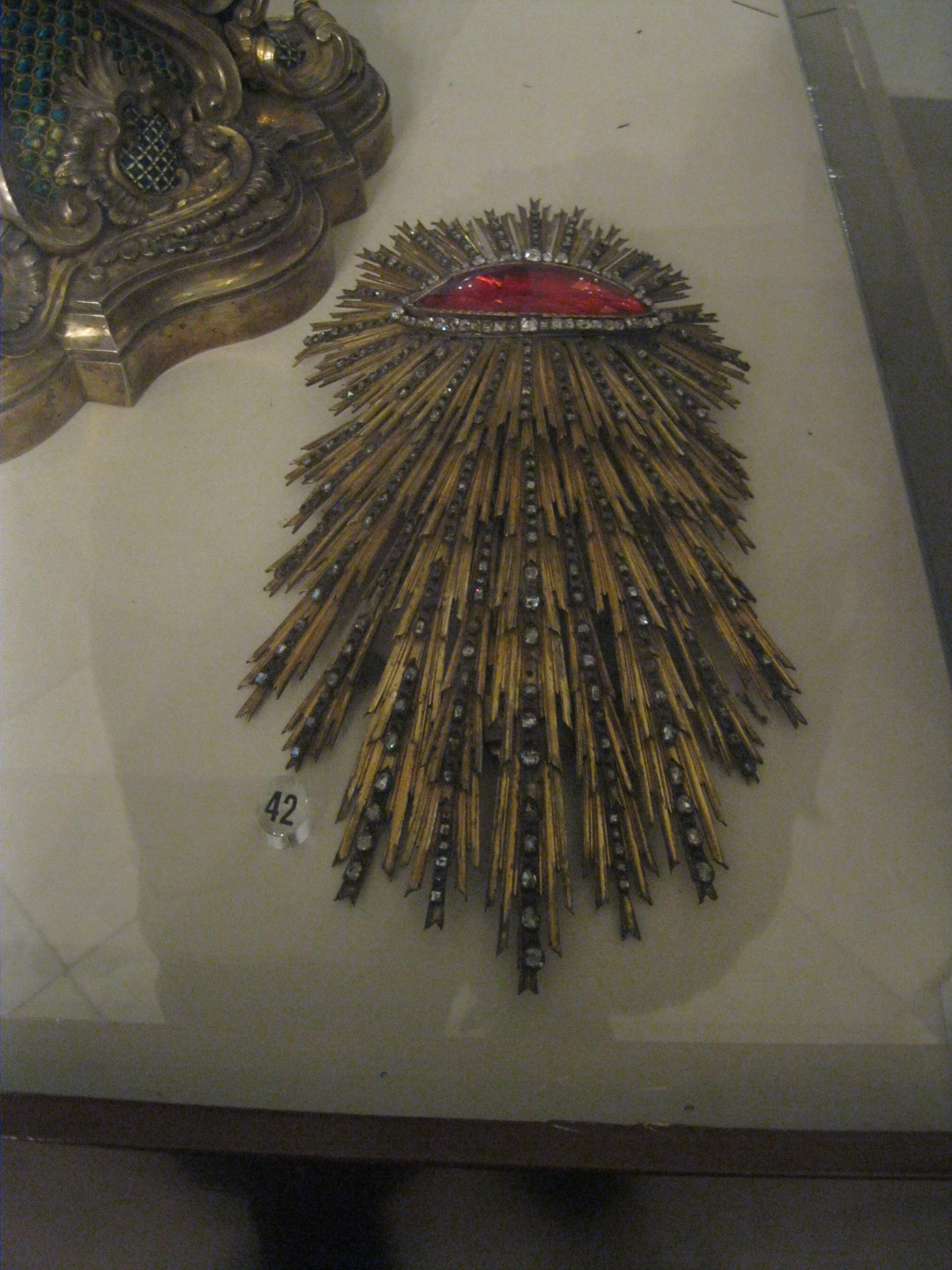
Gioia del Santo Costato di Francesco Burgarello, XVIII secolo
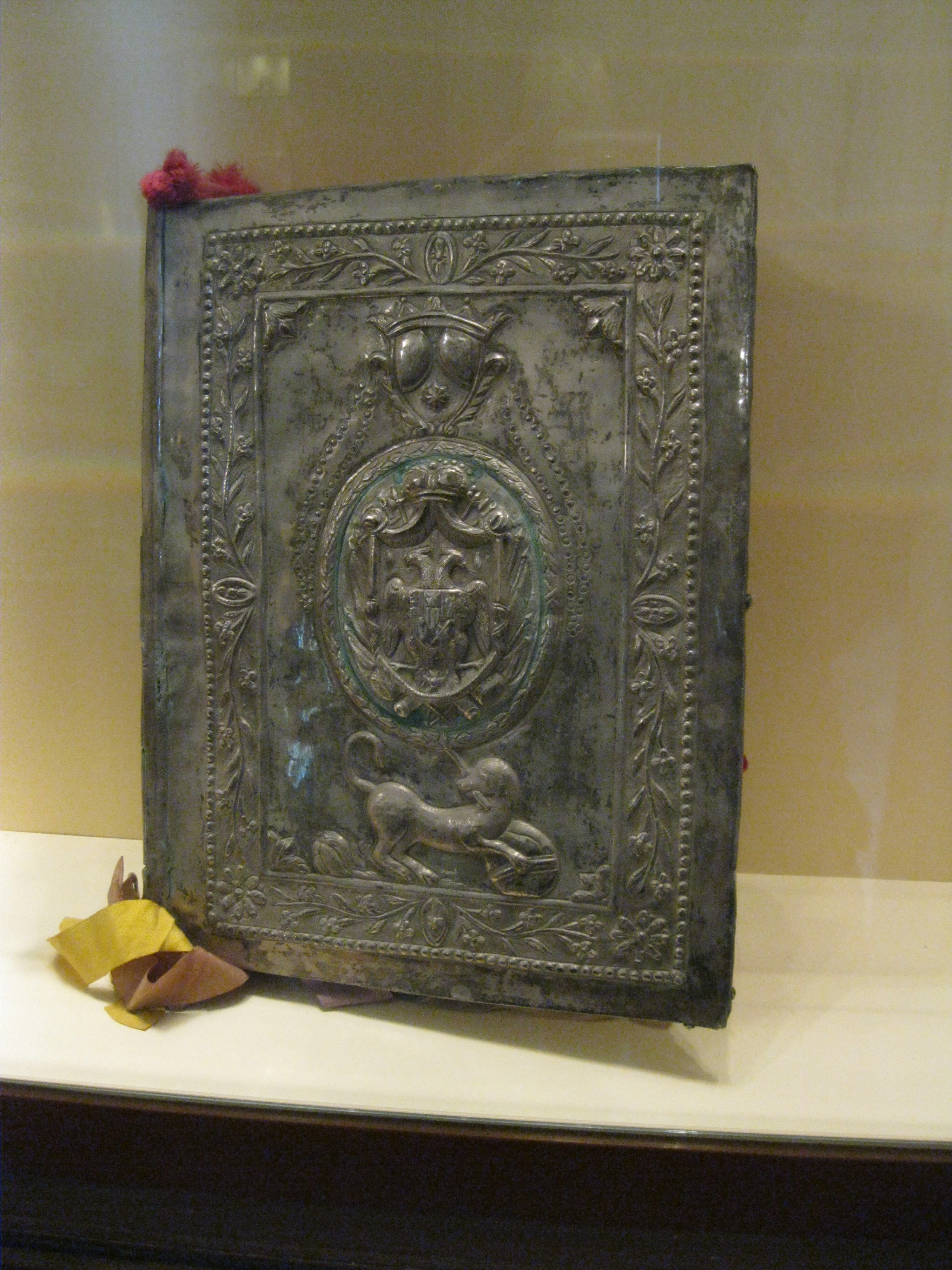
Legatura di libro liturgico
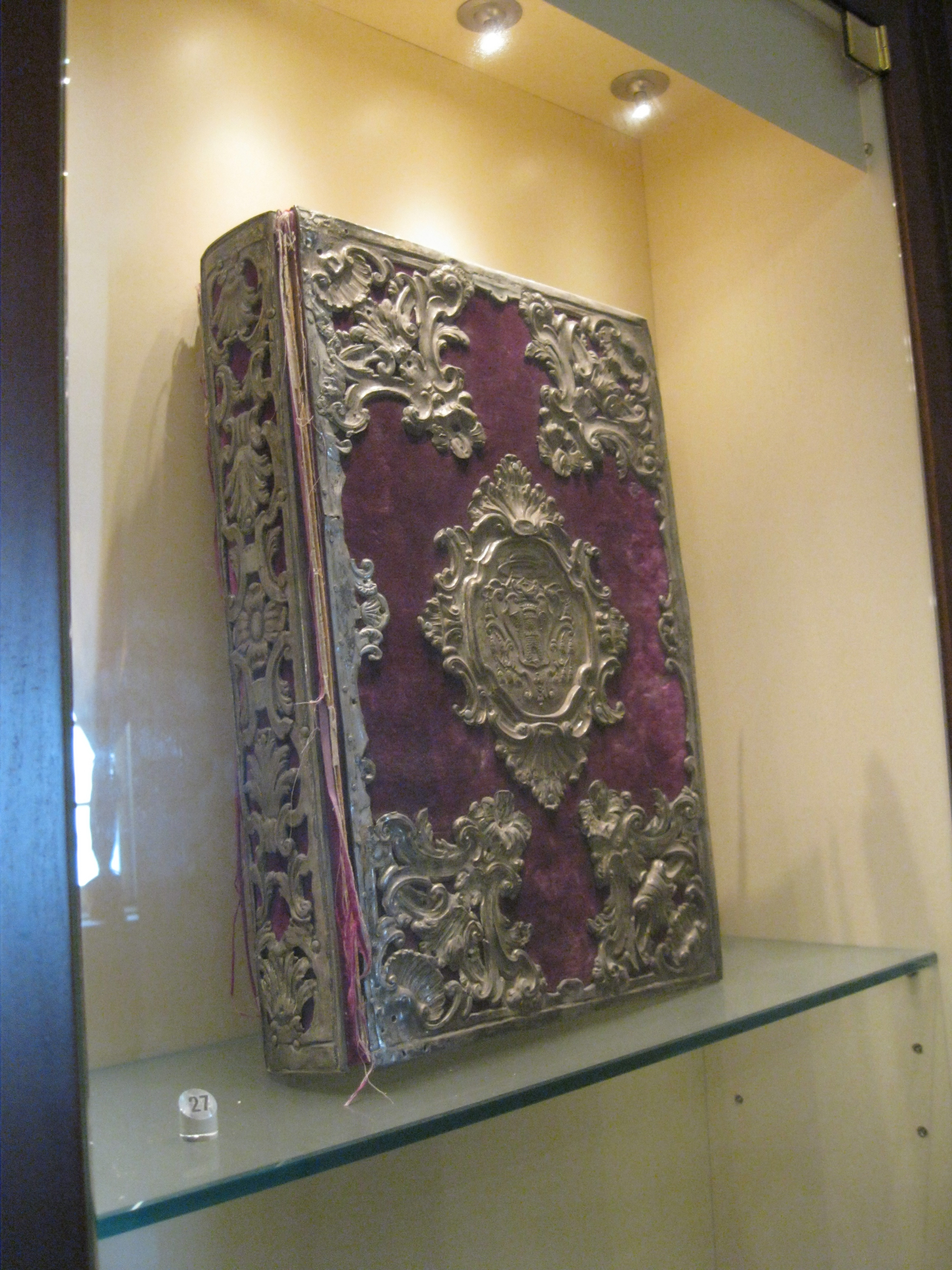
Legatura di libro liturgico

## La meridiana
Sul pavimento, con inizio presso la Cappella di San Francesco di Paola ha inizio la meridiana realizzata nel 1801 dall'astronomo teatino abate Giuseppe Piazzi una delle otto esistenti in Sicilia. Una lunga striscia in ottone incastonata nel marmo attraversa la navata centrale affiancata da tarsie policrome raffiguranti i segni zodiacali indicate da un raggio solare, visibile durante le belle giornate, filtrato da un foro posto in un punto ben preciso nella cupola, spostandosi in corrispondenza del segno zodiacale del momento, ottenuto dal movimento della Terra attorno al Sole. Una lapide indica lo strumento e riproduce le unità di misura in vigore in quell'epoca nel Regno di Sicilia e fino all'unità d'Italia: il palmo.

## Sacrestie

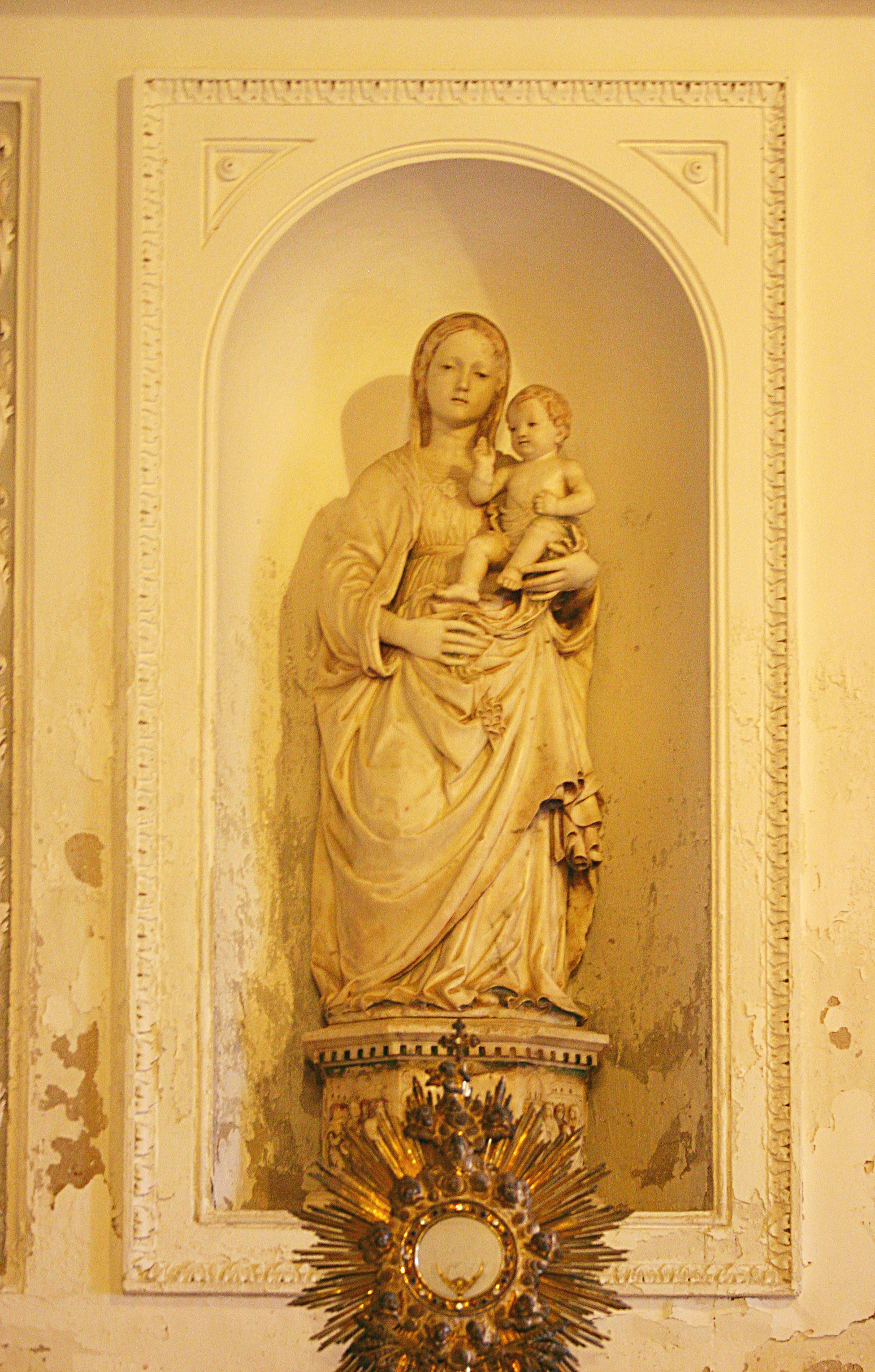
Madonna della Scala

- Antisacrestia: alla sinistra l'accesso per la sacrestia.
- Sacrestia nuova del XVI secolo, prima sede del Tesoro.[65]
  - XVIII secolo, Santa Rosalia, medaglione marmoreo, opera di Giovanni Battista Ragusa, documentato prima del restauro collocato sul trono reale.[109]
  - XVII secolo, San Francesco di Paola, dipinto, opera di Pietro Novelli[109] oggi custodita nel Museo diocesano di Palermo.
  - XVII secolo, Santa Teresa e Gesù Cristo, dipinto, opera di Andrea Carrera.[109]
  - 1503, Madonna della Scala, statua marmorea, opera di Antonello Gagini.[110][111]
  - Argenterie.
  - Armadi scolpiti.
  - Archivi dei privilegi concessi alla Cattedrale.
- Sacrestia dei Canonici: è un vano allungato con volte a crociera costolonate costruito sui resti della ruggeriana Cappella della Maddalena. Sulle pareti erano collocati i ritratti dei canonici del Capitolo della Cattedrale, oggi al Museo diocesano. Una immagine di Santa Restituta d'Africa su fondo oro raffigurata su una pala trecentesca è documentata in cattedrale. Il 17 maggio 1352, in seguito alla miracolosa guarigione di Nicola Citarista, è condotta in processione nel monastero di Santa Chiara ove resta in custodia fino al 1912. In seguito il quadro è restituito alla cattedrale ove si ammira collocato in questa sacrestia. I due ricchi portali sono attribuiti a Vincenzo Gagini del 1568,[54][112] con le imposte lignee a intarsio di Vincenzo Pernaci del 1569. Da una scala prossima al Portale gotico catalano della Sacrestia dei Canonici si perviene alla cripta.
- Vani absidali, un vano quadrangolare absidato, costituisce l'antititulo della chiesa normanna, insieme con un altro vano simmetrico dalla parte opposta. Nel restauro è stata recuperata l'originaria elevazione, le tracce di una loggetta che lo coronava, due monofore sotto il grande oculo, una piccola muqarnas. Un portale quattrocentesco, forse in origine posto all'esterno, lo separa dal vano dalla sacrestia.

## Tetti
- Rampe e scale a chiocciola permettono l'accesso alle coperture, terrazze, cupole, lucernari e merlature del tempio. La visita agli ambienti superiori esterni - diurna, molto frequentemente è pianificata l'offerta notturna in concomitanza di importanti manifestazioni - oltre ad ammirare le architetture sommitali dell'edificio, consente una visione completa dello skyline cittadino e della corrispondente porzione di Conca d'Oro. Per l'anno 2020 sono previsti consistenti lavori per il rinnovamento di arcate, la verniciatura e l'impermeabilizzazione di aree col fine di limitare e prevenire infiltrazioni di umidità negli ambienti sottostanti.

## La cripta

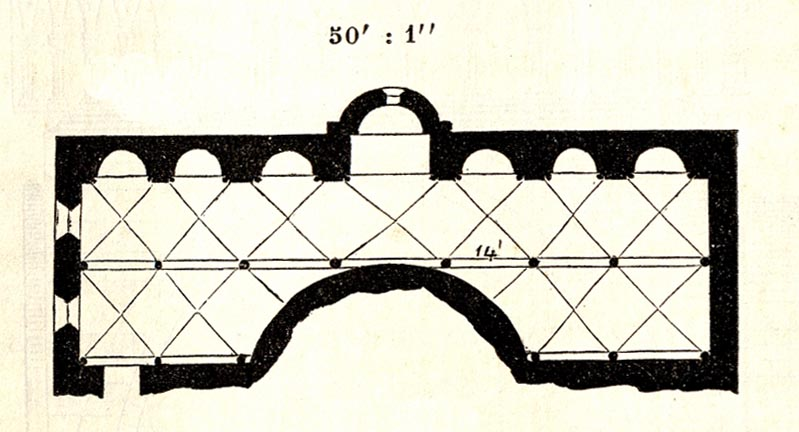
Pianta della cripta posta dietro l'abside.

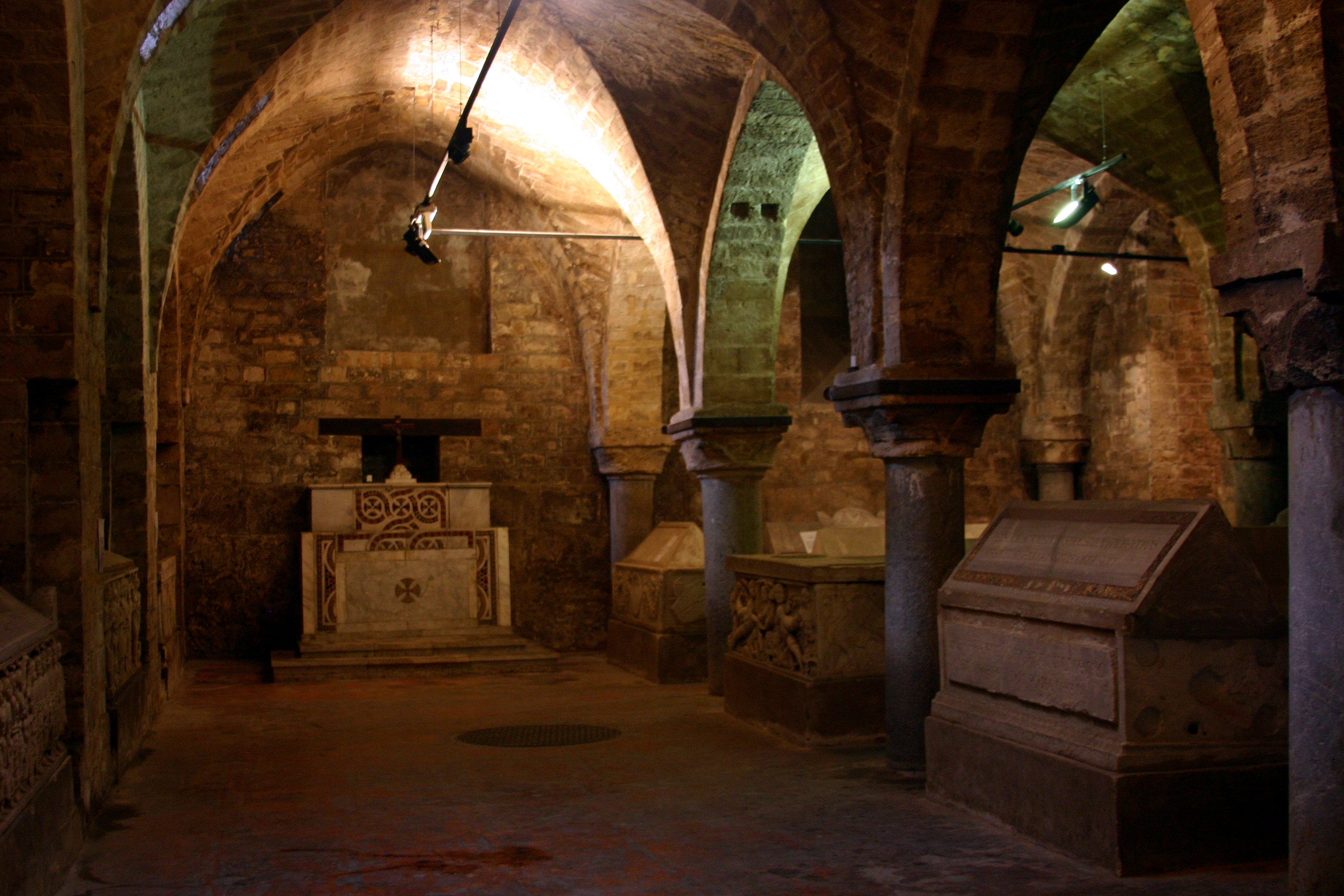
Altare e sepoltura del vescovo africano Cosma

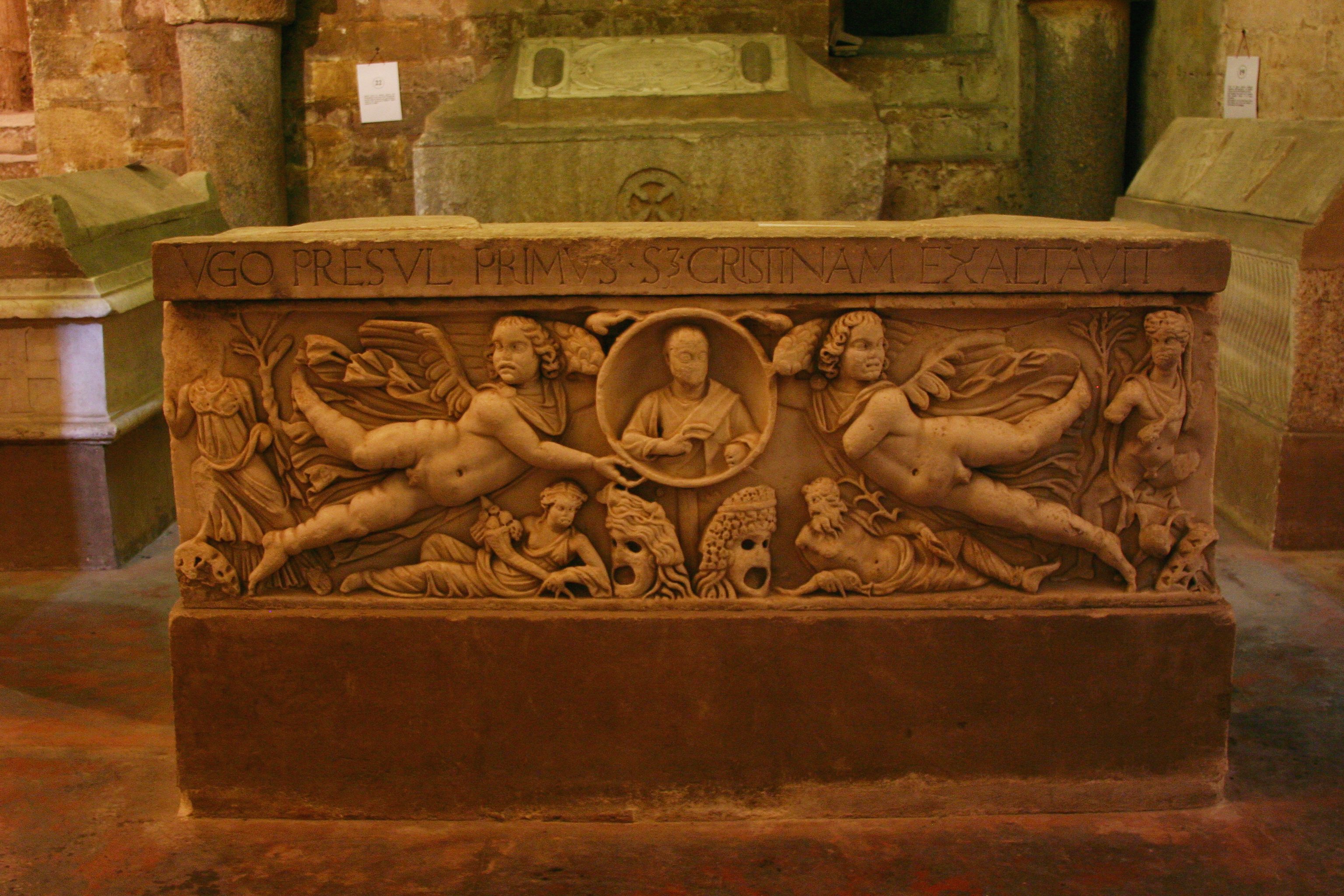
Sarcofago del vescovo Ugo o Ugone

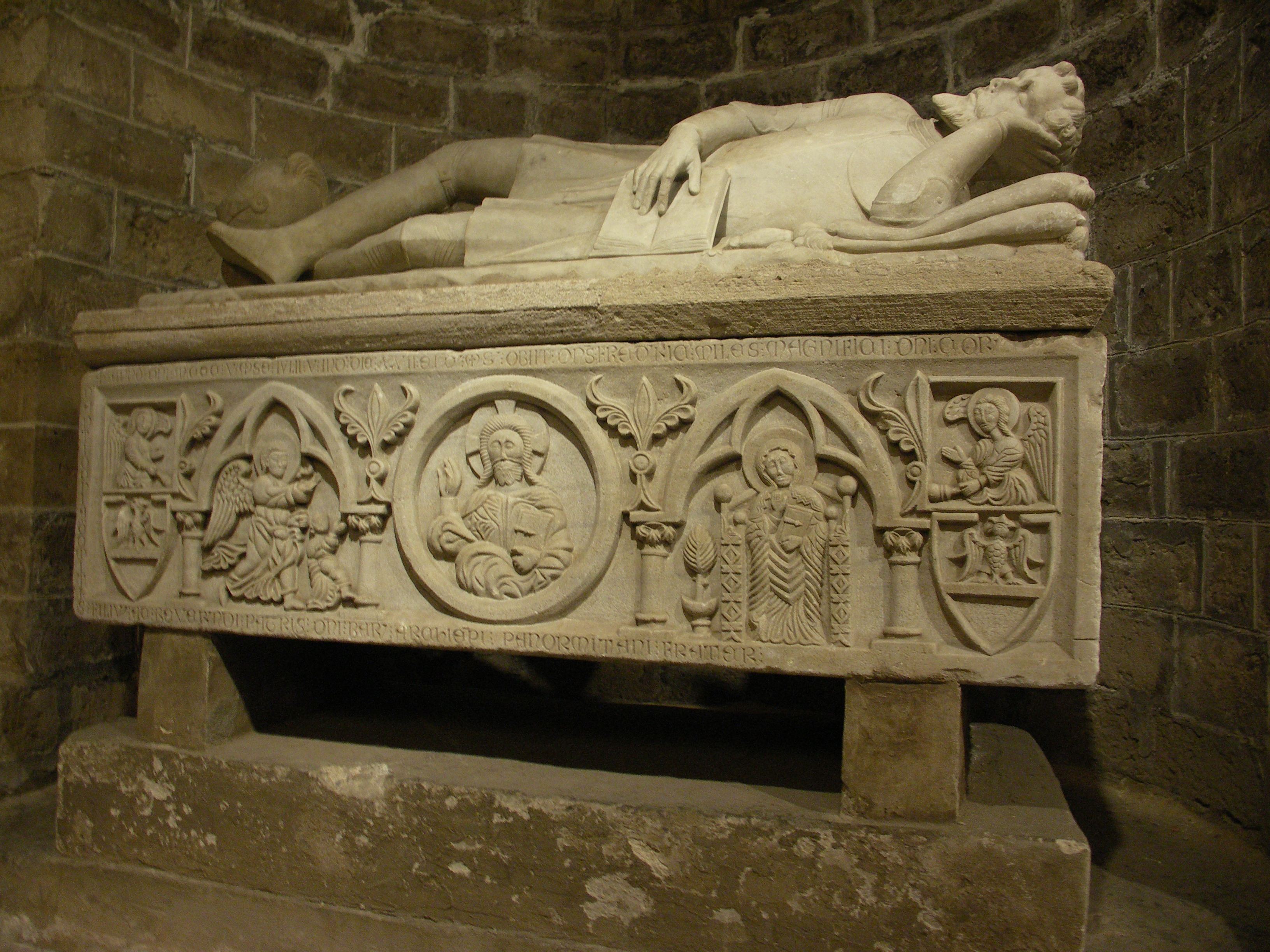
Sarcofago di Federico Staufer di Antiochia

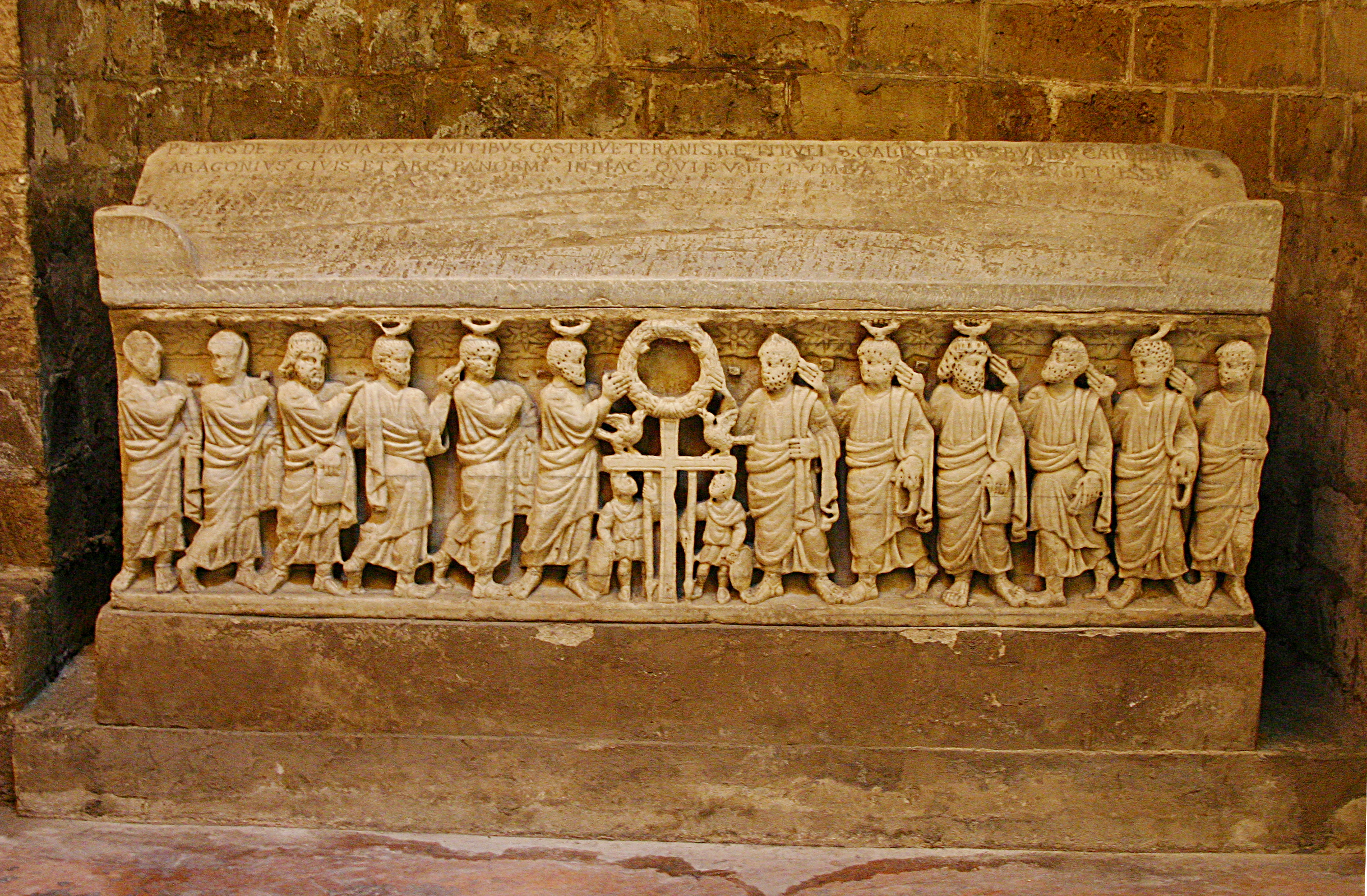
Sarcofago di Pietro Tagliavia d'Aragona

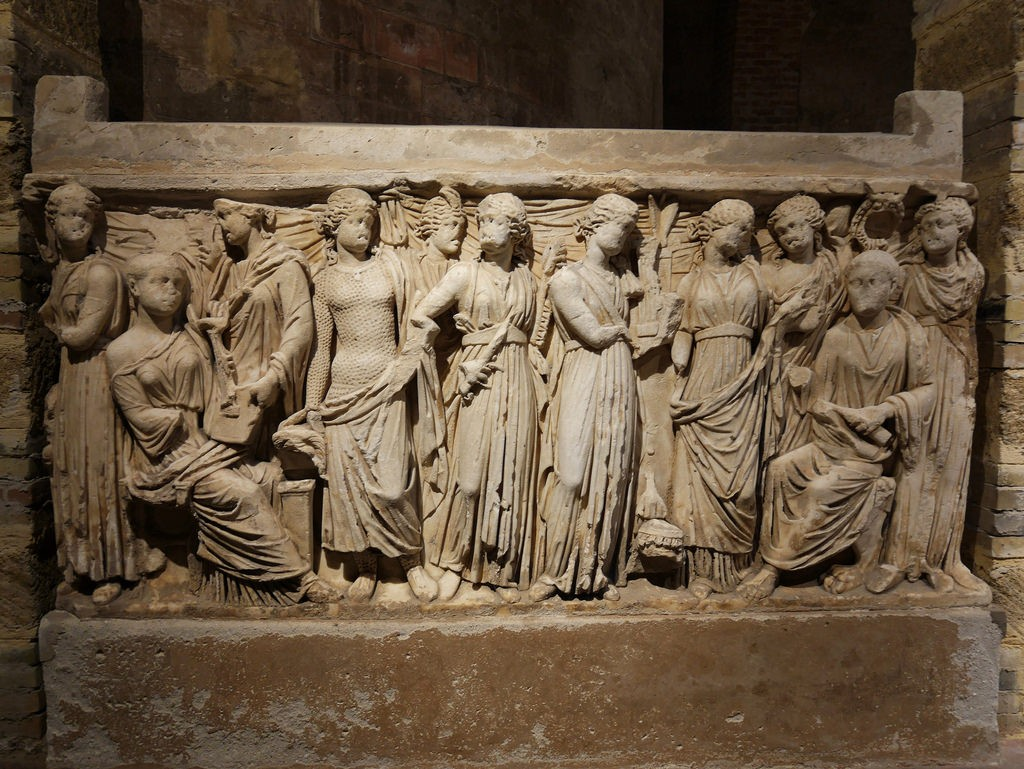
Sarcofago romano

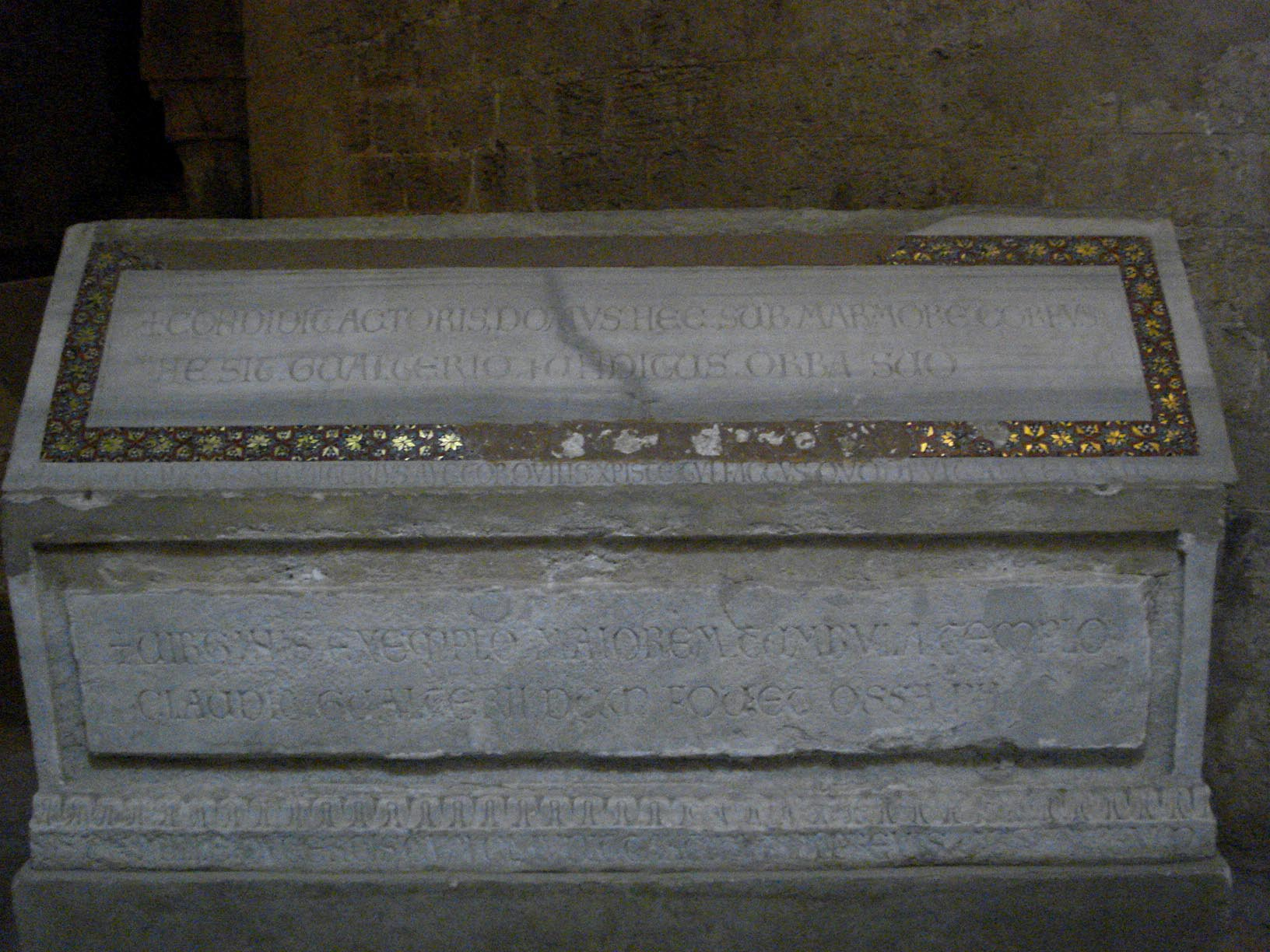
Sarcofago di Gualtiero Offamilio

La cripta è coeva o di poco posteriore alla cattedrale gualteriana, quando si riorganizzarono gli spazi racchiudendo in un'unica area le torri NE e SE e le tre absidi della cattedrale normanna. È un corpo esterno all'attuale edificio, oggi vi si accede dal lato destro della cattedrale, accanto alla Cappella di Santa Rosalia, attraverso la Sacrestia dei Canonici o Sacrestia Nuova. È costituita da un vano rettangolare diviso in due navate separate da colonne di e volte a crociera. Nel lato orientale sono ricavate sette absidi che avevano annicchiate agli angoli colonnine in granito, quella centrale è più profonda (sarcofago di Giovanni Paternò), dirimpetto a essa è presente lo sviluppo circolare della monumentale abside principale. Nel 1844 Valenti restaurò gli ambienti rialzandone la pavimentazione e collocando altre sepolture provenienti dall'antico cimitero dei vescovi.
Due cunicoli collegavano la cripta con l'interno della chiesa o più probabilmente con il vecchio arcivescovado e, tramite la «via Coperta», con il Palazzo Reale.
La cripta contiene 23 sarcofagi realizzati o riutilizzati in epoche diverse:
- San Cosma vescovo africano † 1160, altare in marmo parete sud con elementi della cattedra vescovile disassemblata;
- Ugone † 1161, sarcofago romano con raffigurazione del Genio del fiume;[115]
- Nicodemo † 1073;
- Gualtiero Offamilio † 1190, sarcofago di marmo decorato con mosaico;
- Tizio Rogereschi (del Colle) † 1304;
- Licio del Colle † 1304;
- Federico Staufer de Antiochia † 1305, sarcofago medievale con figure di Cristo benedicente e l'Annunciazione, coperchio del XVI secolo, fratello degli arcivescovi Bartolomeo Staufer de Antiochia e Francesco Staufer de Antiochia, conte di Capizzi, unico laico ospitato nella cripta del Duomo, forse in quanto figlio di Corrado di Antiochia e nipote di Federico d'Antiochia † 1256, conte di Albe, Celano e Loreto, figlio naturale dell'imperatore Federico II di Svevia;
- Bartolomeo Staufer de Antiochia † 1311, sarcofago romano;
- Francesco Staufer de Antiochia † 1320;
- Giovanni Orsini † 1333, sarcofago romano;
- Nicolò de' Tudeschi (De Tudischis) † 1445;
- Simone Beccadelli di Bologna † 1465, sarcofago del XV secolo;
- Paolo Visconti † 1473, sarcofago romano;
- Giovanni Paternò † 1511, sarcofago romano con figure di soldati e geni alati, il coperchio con la figura giacente del vescovo è di Antonello Gagini. Il vescovo grande mecenate dell'illustre artista autore della grande Tribuna[116], il quale gli rende omaggio scolpendone la commovente immagine dormiente.[54][117]
- Pietro Tagliavia d'Aragona † 1558, sarcofago bizantino con le figure degli apostoli, croci e il monogramma di Cristo;
- Ottaviano Preconio † 1568, sarcofago del XVI secolo;
- Cesare Marullo † 1588, sarcofago romano con scene di caccia;
- Francisco Orozco de Arce † 1561;
- Diego Haëdo † 1608, ex inquisitore di Sicilia;
- Giannettino Doria † 1642, sarcofago d'epoca romana;

Inoltre è presente un magnifico sarcofago di fattura romana, raffigurante una coppia, marito e moglie, evidentemente una famiglia di alto rango, con un assembramento di muse e un monumentale sarcofago normanno anonimo con incise sul coperchio le raffigurazioni di due draghi.

## Primitivo arcivescovado
L'edificio occupava una porzione di fabbricati dell'isolato di via dell'Incoronazione prospicienti il prospetto settentrionale della cattedrale.
- 444, è documentato il primitivo arcivescovado.[118]
- 1183, la primitiva sede è parzialmente demolita da Gualtiero Offamilio per la costruzione dell'attuale cattedrale.[118]
- 1460, l'edificio è abbandonato dopo la costruzione del nuovo Palazzo Arcivescovile[13] e adattato a monastero benedettino di Santa Maria di Monte Oliveto.[118]

Oggi l'edificio, sottoposto a recenti restauri è sede del seminario arcivescovile.

## La Maramma o «Fabbrica del Duomo»
Maramma: fabbrica. Nello specifico «Fabbrica del Duomo» o «Fabbrica della Cattedrale». L'istituzione e il luogo avevano le funzioni di archivio della Cattedrale e delle scritture per il funzionamento della stessa maramma, infatti custodiva l'inventario dei materiali e ospitava i controllori preposti a dirigere la complessa «Fabbrica del Duomo». Inizialmente il luogo deputato allo scopo fu la Cappella dell'Incoronata. La voce non si limita solo a indicare il luogo e l'attività di conduzione per la realizzazione e gestione delle opere pubbliche, ma anche la "confusione", il grande disordine e decadenza derivanti. Nella fattispecie il termine sottintende la confusione con conseguenti contaminazioni, tipica di un edificio medievale dai cantieri perenni, costruito da maestranze miste secondo canoni ibridi e sovrapposizioni di stili.
- Marammiere: dall'arabo «Prefetto di Fabbrica». Funzionario preposto al controllo della Maramma.
- 1308, Bartolomeo Staufer de Antiochia, arcivescovo di Palermo, istituisce la carica di marammiere.[120]
- 1526, Carlo V d'Asburgo regolamenta la nomina dei marammieri. Come garanzia dell'imparzialità e per il corretto funzionamento della Fabbrica i responsabili erano due: uno di nomina ecclesiastica eletto fra i canonici della cattedrale, l'altro eletto fra i nobili del Senato palermitano.[120] In considerazione dei numerosi, onerosi e lunghissimi cantieri il titolo di Maramma non si limitò più solo alla piccola Cappella dell'Incoronata, ma si estese a più edifici dello stesso aggregato abitativo.
- 1727, il cardinale Joaquín Fernández de Portocarrero, conte di Palma e marchese d'Almenara, Viceré di Sicilia, regolamentò per le Opere o Maramme del Regno un nuovo organigramma che prevedeva l'elezione di tre Deputati o Maestri d'Opera, cioè un nobile, un cittadino, e un canonico altrimenti definiti Dignità del Capitolo.[121]
- Emmanuele Palazzotto;
- Giovan Battista Palazzotto;
- Francesco Paolo Palazzotto: marammiere o «Prefetto di Fabbrica», 1908 - 1910 circa.

## Opere documentate
- XV secolo, Ciclo, raccolta di tavole raffiguranti Cacciata dei mercanti dal Tempio, Ingresso messianico a Gerusalemme - queste prime due tavole documentate fino al 1630 nella Cappella di Santa Lucia - Cattura nell'Orto degli Ulivi di Getsemani, Gesù nel Sinedrio.[122] Dipinti documentati nella tribuna, in seguito nella cripta, infine nella Cappella di Sant'Atanasio, opere di Tommaso De Vigilia.[123]
- 1683, Ciclo, affreschi documentati a decorazione delle finestre, opere realizzate da Antonio Grano.
- 1713, dipinti documentati nella Cappella di San Francesco di Paola, opere di Antonio Grano.
- 1715, dipinti documentati nella Cappella di San Michele, opere di Antonio Grano.
- XVIII secolo, affreschi documentati nella Cappella di San Francesco di Paola, opere di Guglielmo Borremans.
- XVII secolo, San Francesco di Paola, dipinto di Pietro Novelli,[124] opera custodita nel Museo diocesano di Palermo.
- XV secolo, Santa Barbara, dipinto su tavola, opera di Cristofaro Faffeo custodita nell'Antialcova (esposizione provvisoria) del Museo diocesano di Palermo.
- XVIII secolo, Ostensorio, manufatto in argento dorato e smalti con volute, che culminano nella sommità del fusto con puttini che reggono la sfera gemmata, ricoperta da brillanti e rubini, opera di Salvatore Mercurio.
- 1726, Sant'Atanasio, dipinto, opera documentata di Guglielmo Borremans.[125]

## Sodalizi
- 1568, Compagnia del Santissimo Sacramento

## Feste religiose
- 11 gennaio: Te Deum di ringraziamento per lo scampato pericolo derivante dal terremoto del Val di Noto del 1693 e processione dell'urna con le reliquie di santa Rosalia, funzione documentata.[126][127]
- 5 febbraio: Te Deum di ringraziamento per lo scampato pericolo derivante dal terremoto della Calabria meridionale del 1783, funzione documentata.[128]
- Settimana Santa, "Â calata 'a Tila".
  - 1550c., tela della Passione dipinta da Vincenzo degli Azani, opera e funzione documentate;
  - 1682, tela della Passione dipinta da Antonio Grano, opera e funzione documentate.
- 4 giugno: memoria della dedicazione della cattedrale, come da regolamento in vigore dal 1975.
- 10-15 luglio: festino di santa Rosalia.
- 15 agosto: solennità della beata Vergine Maria Santissima assunta in Cielo, titolare della cattedrale.
- 4 settembre: transito di santa Rosalia.

## Galleria d'immagini

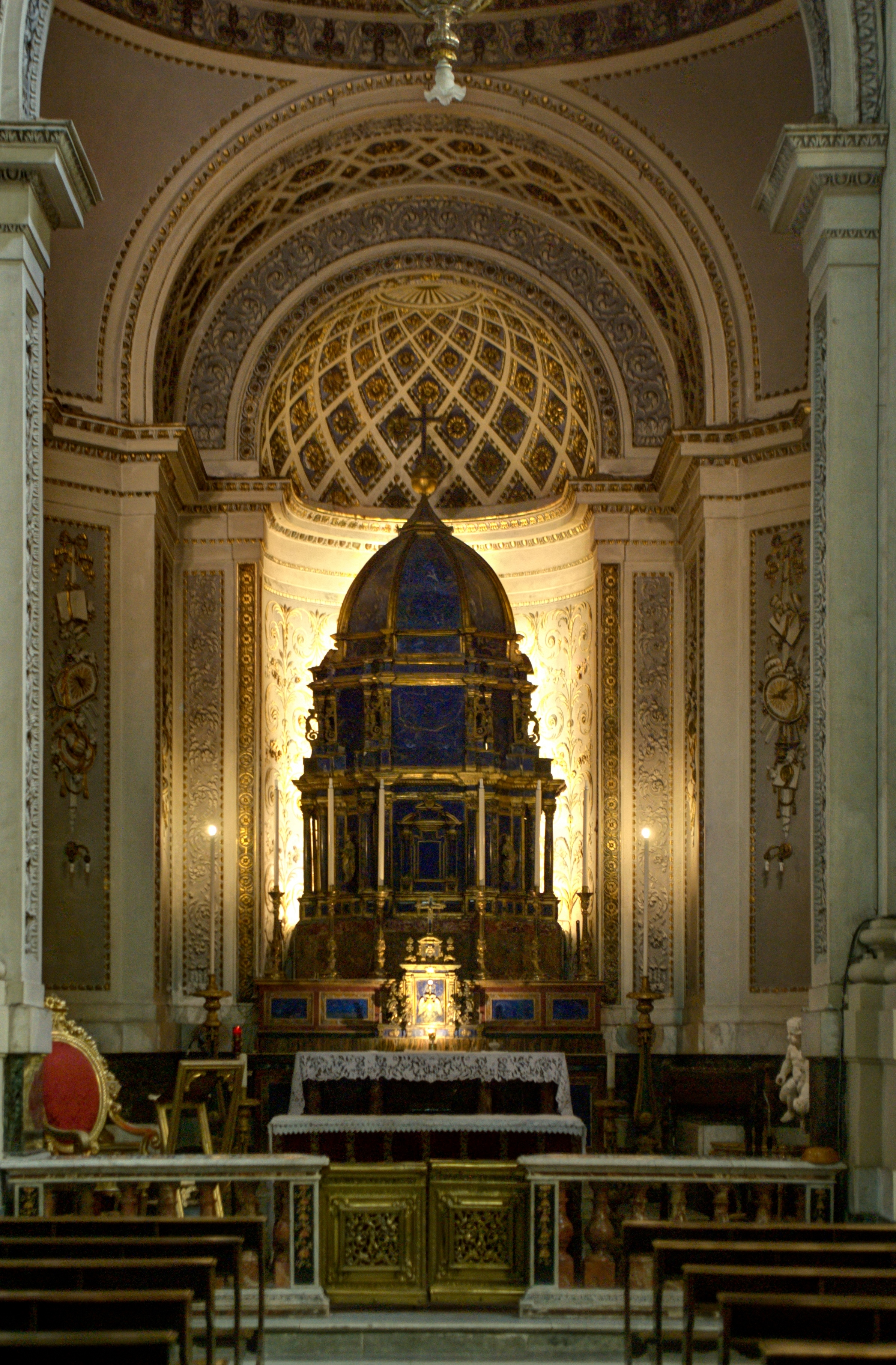
Absidiola sinistra
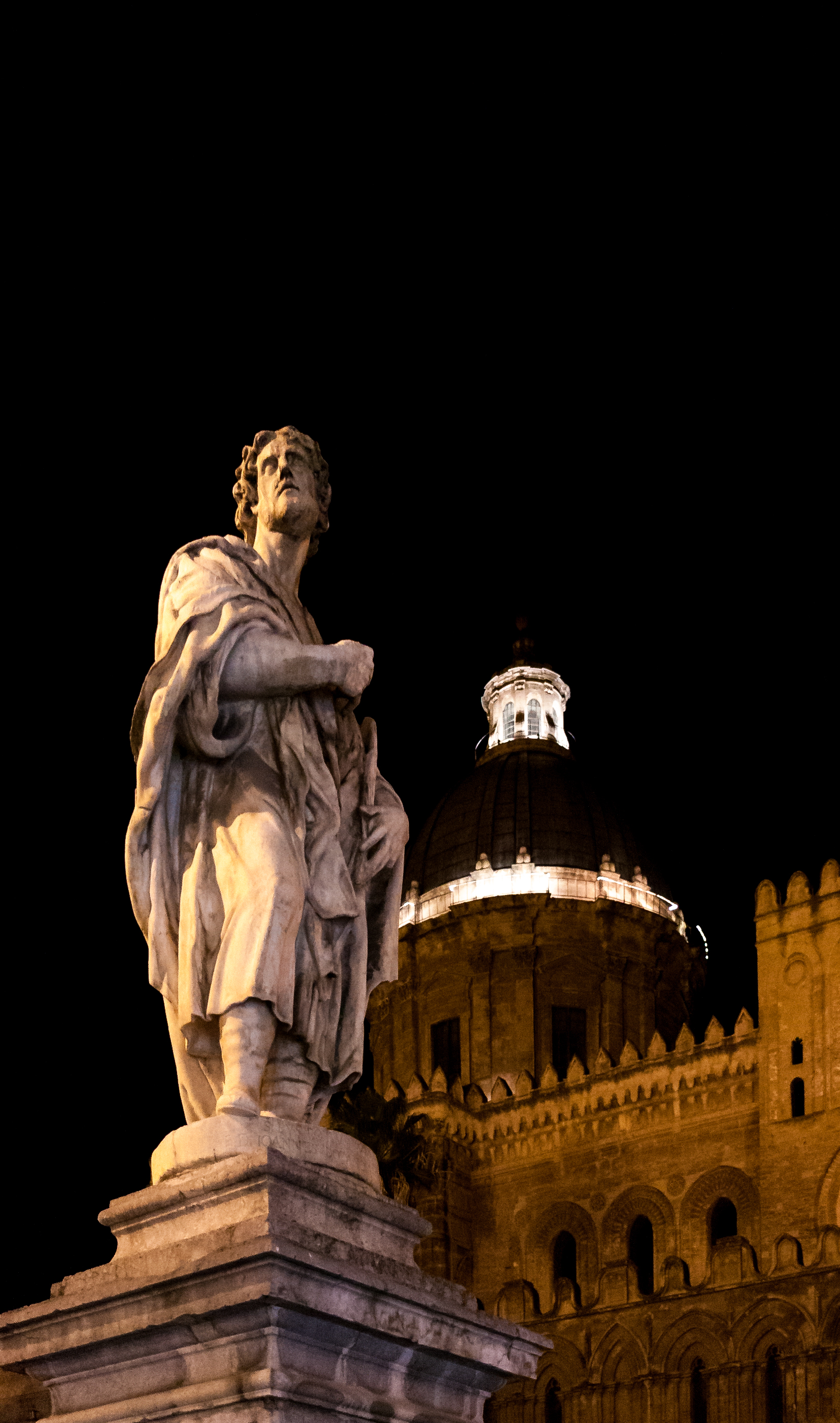
Notturno
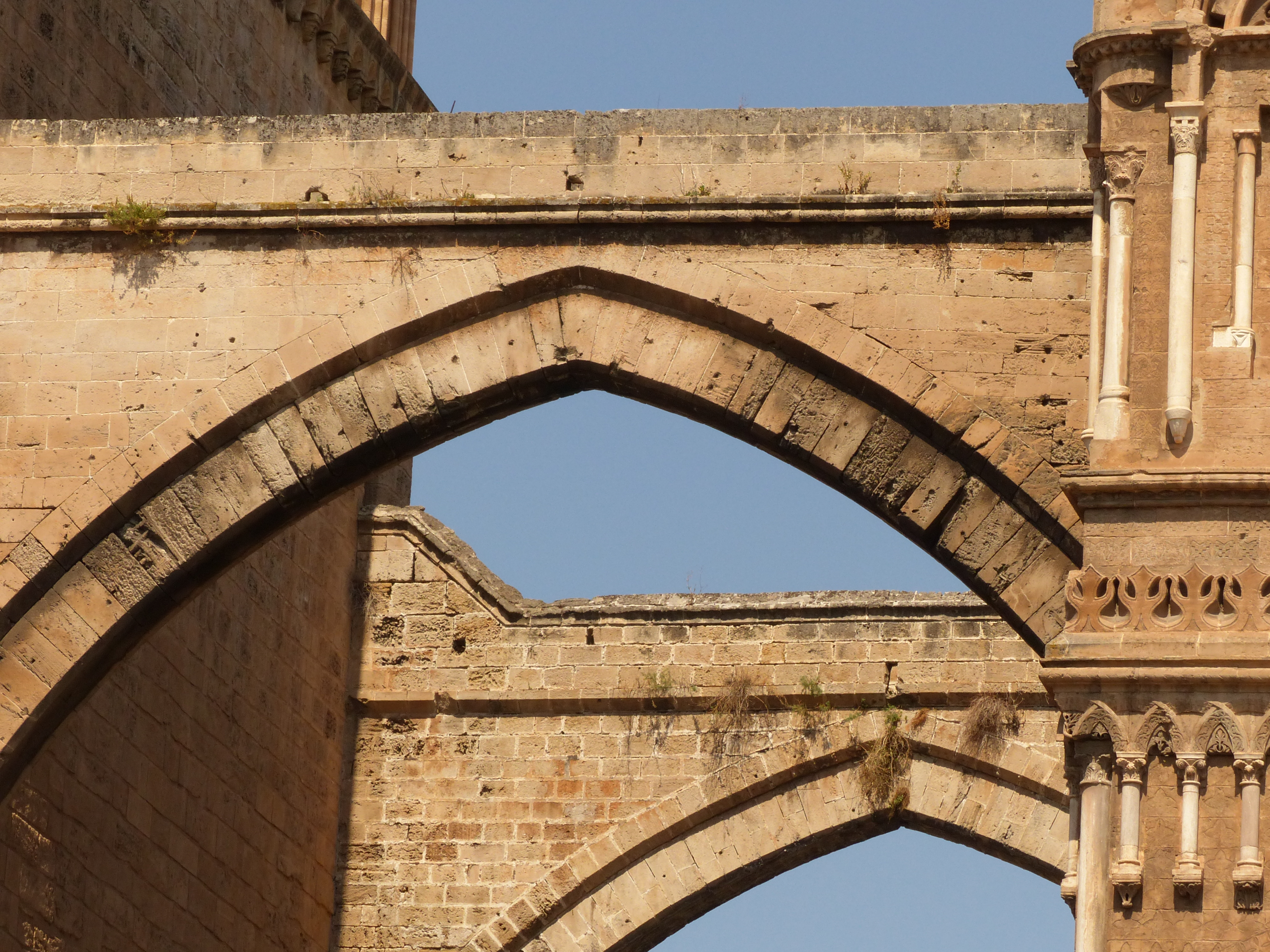
Archiponti
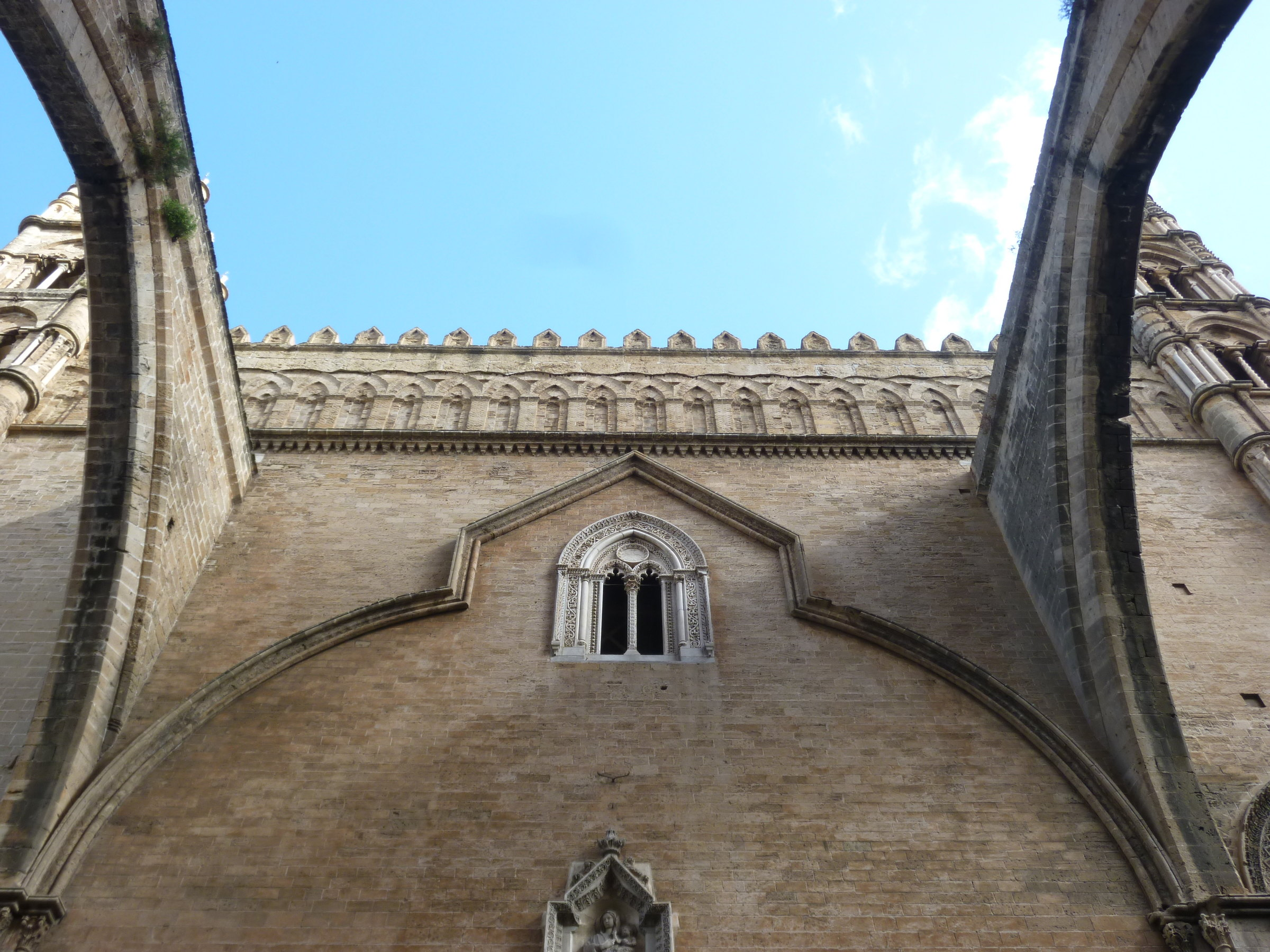
Archiponti
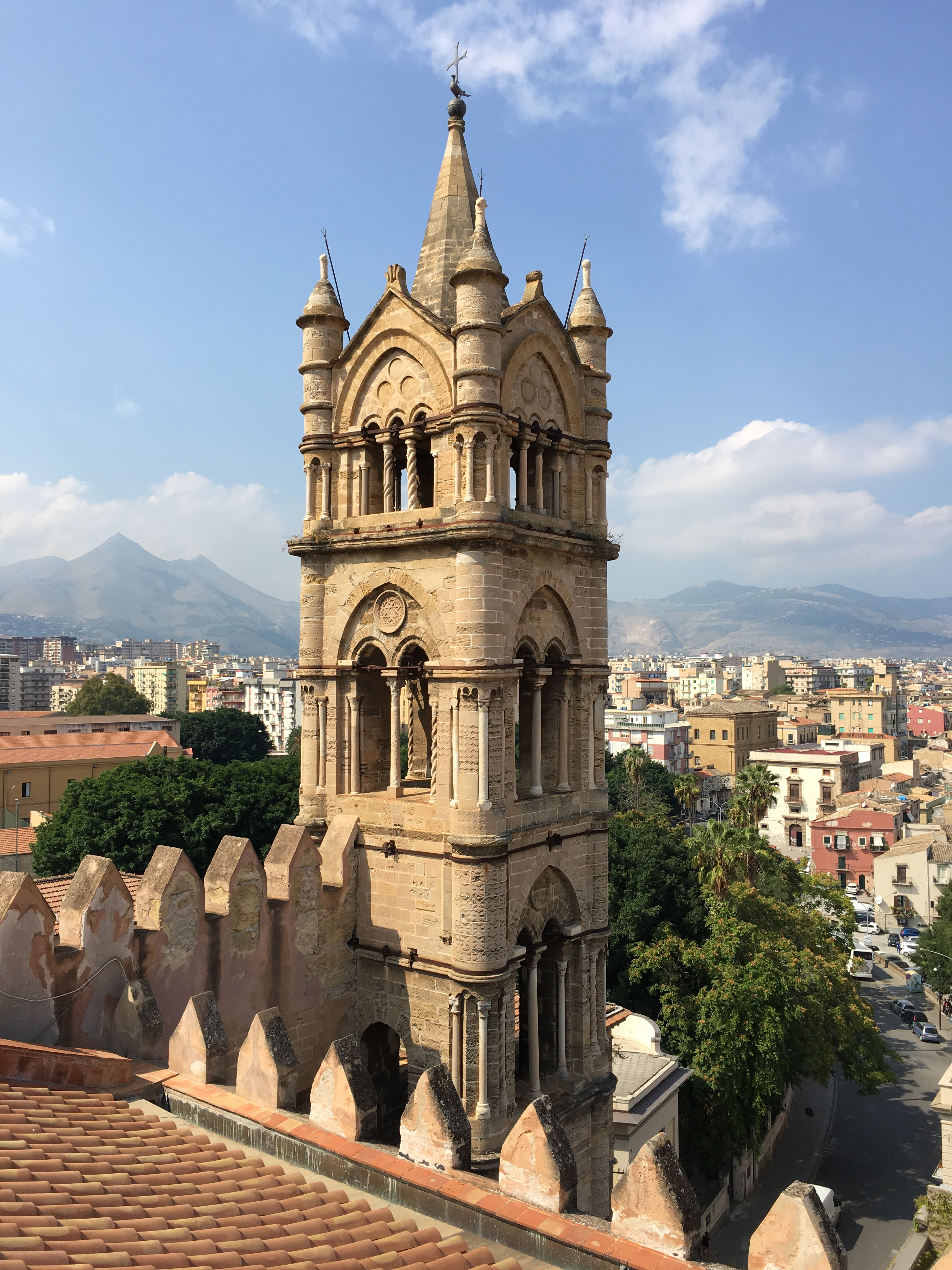
Campanile
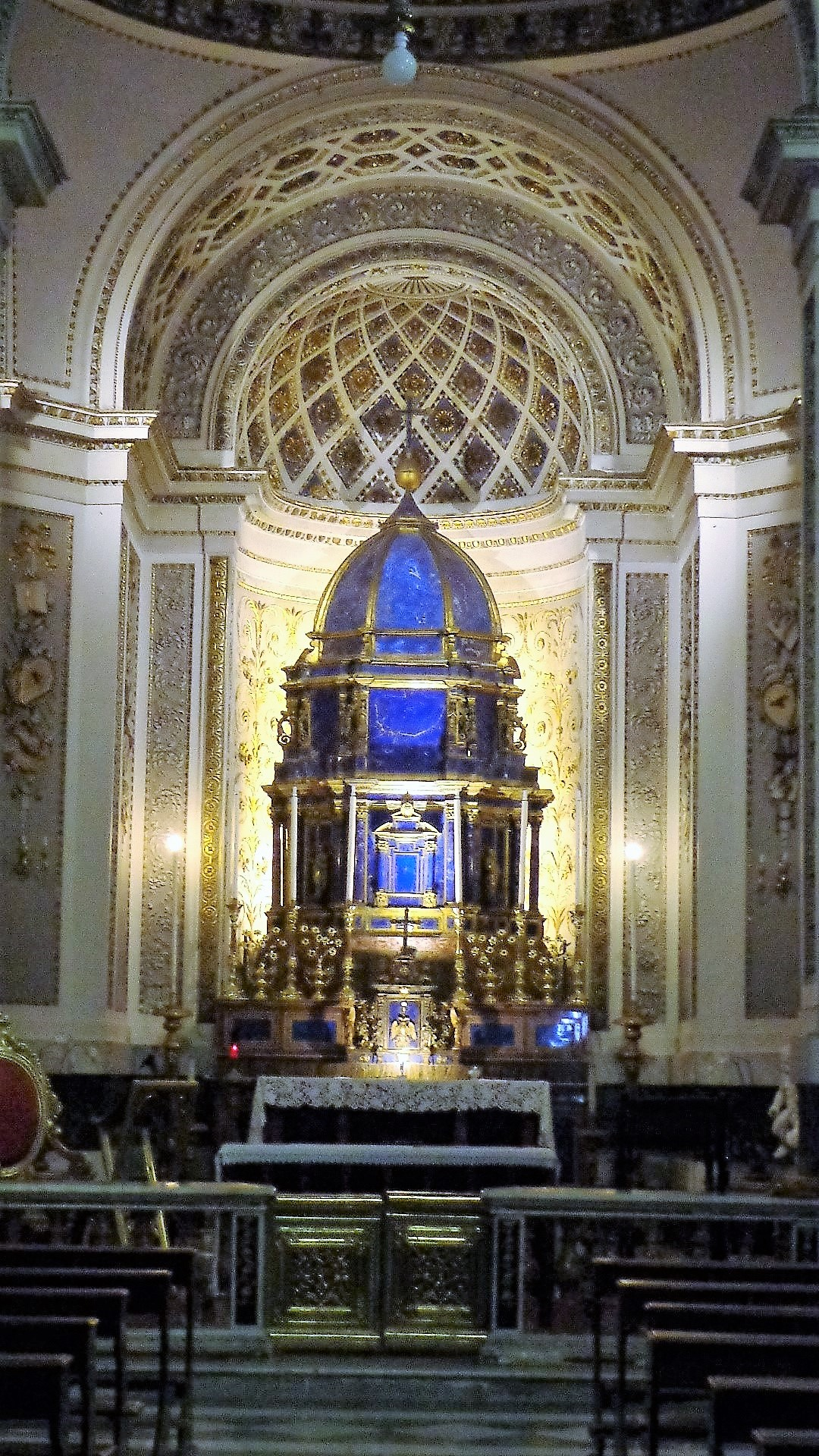
Cappella Santissimo Sacramento

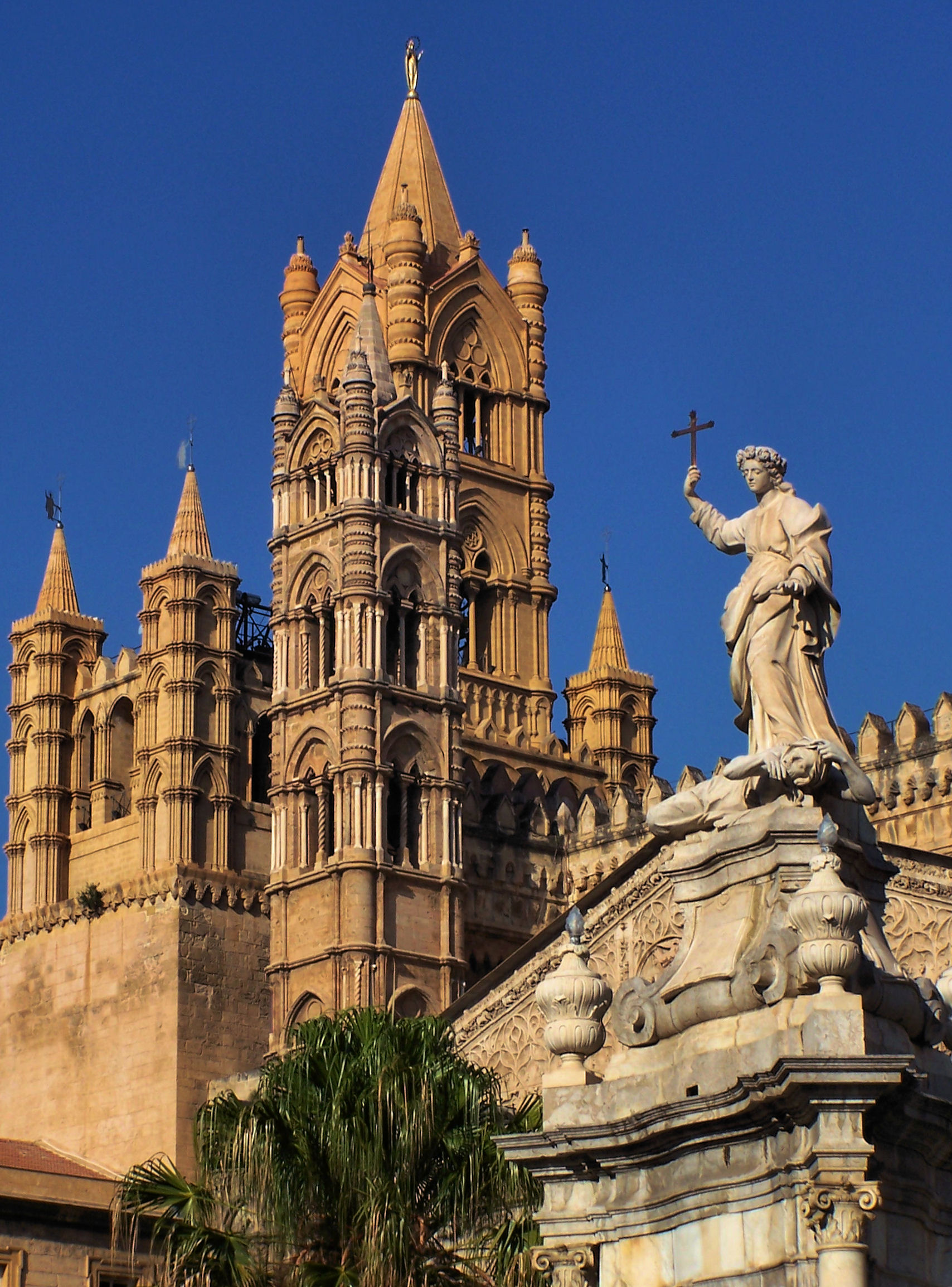
Campanili
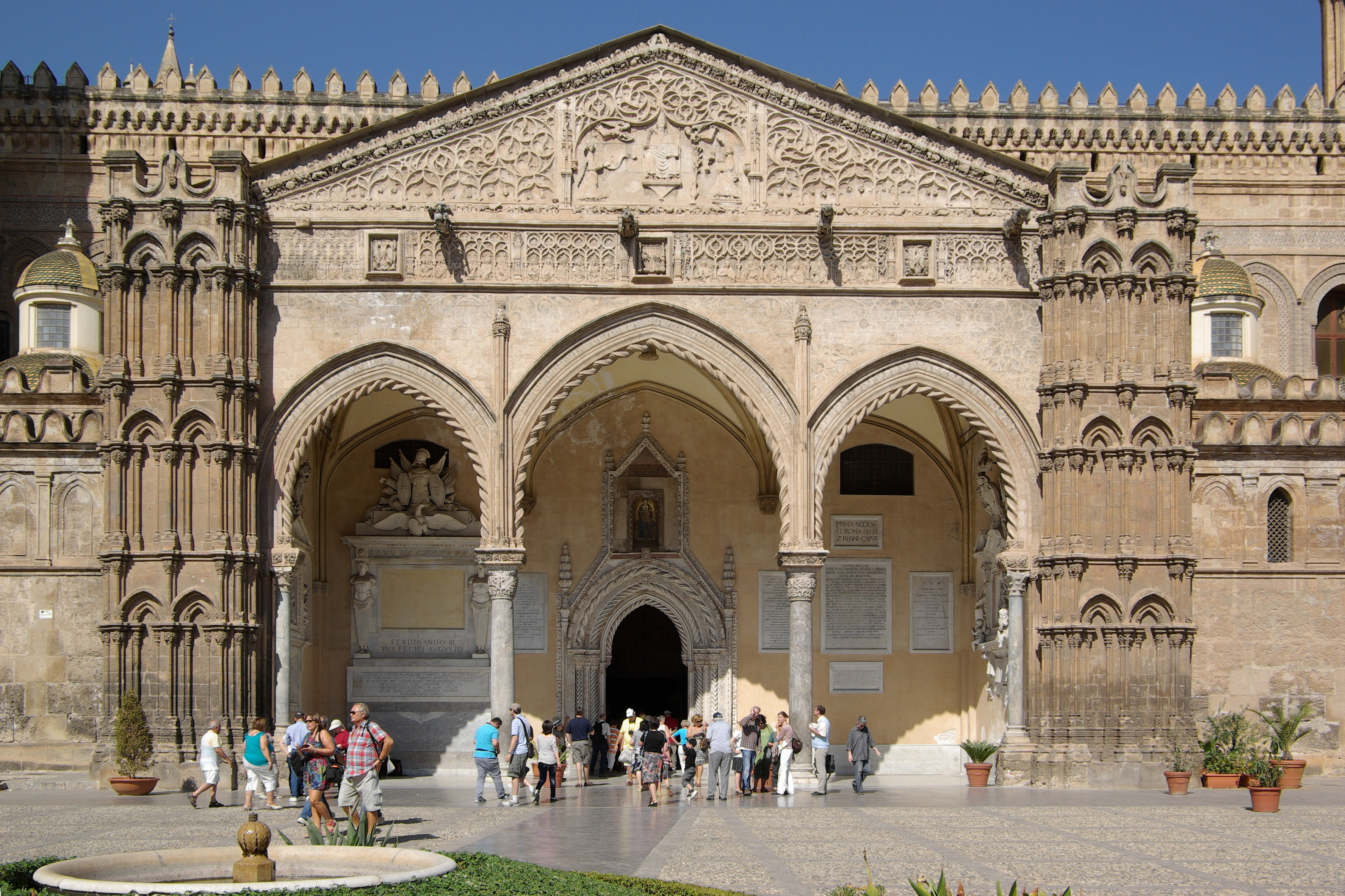
Portico aragonese
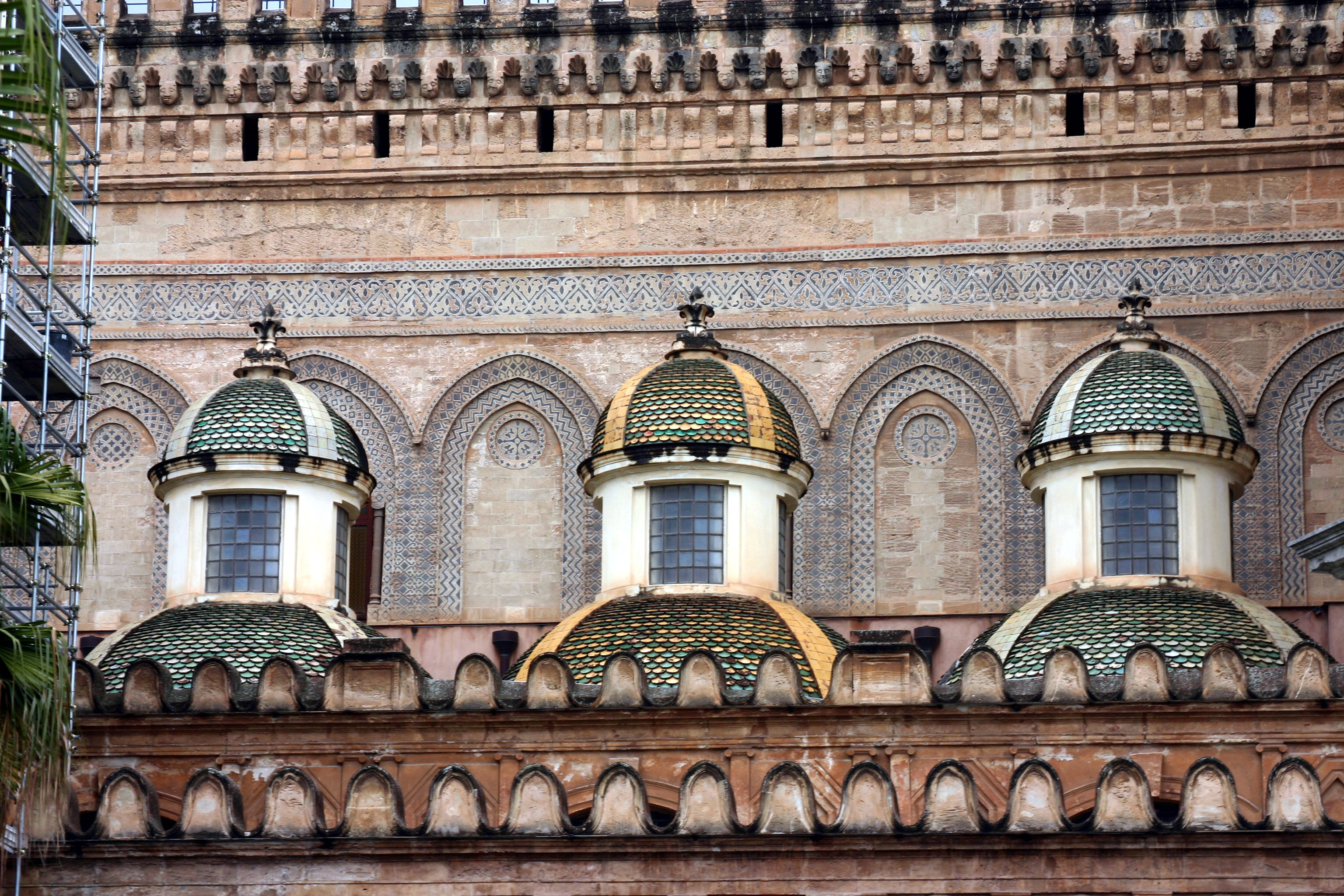
Cupolette
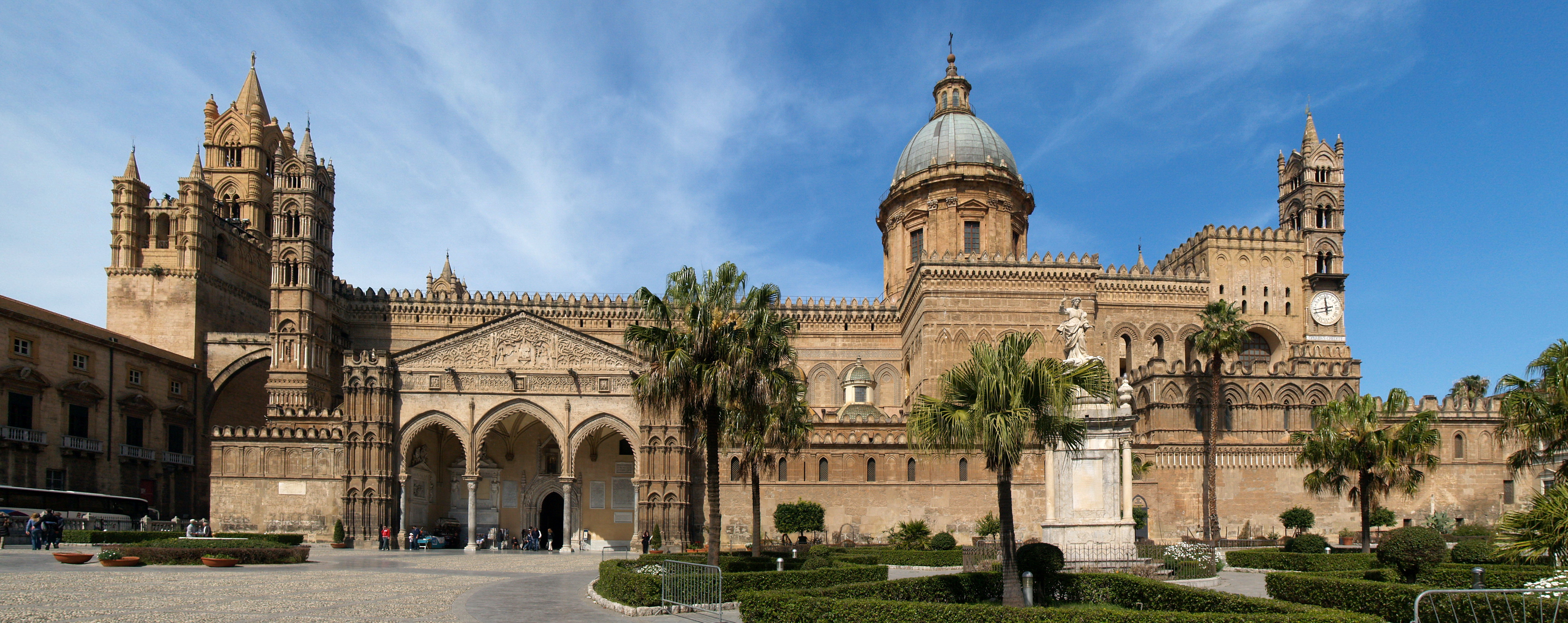
Panoramica
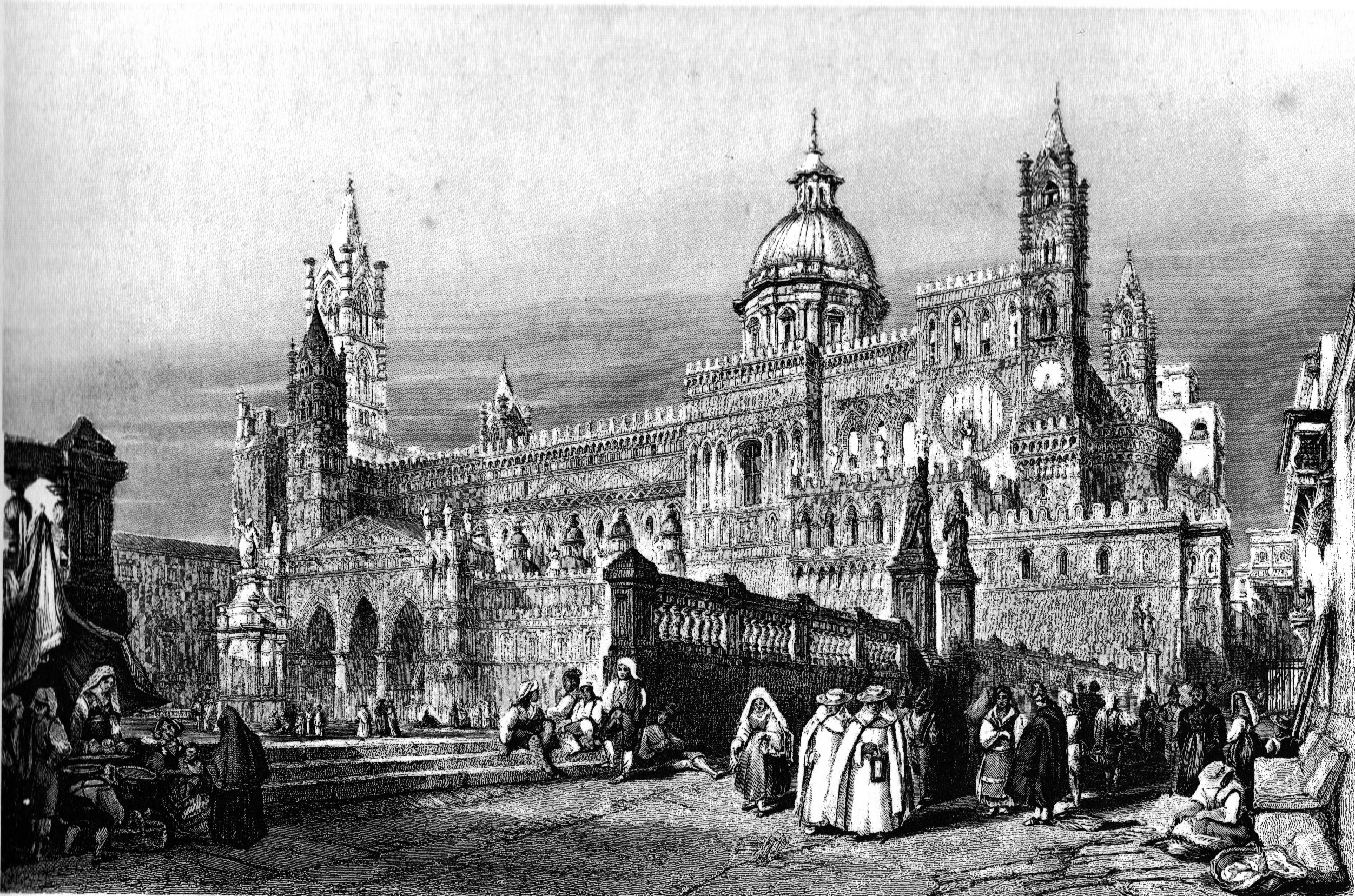
Incisione d'epoca
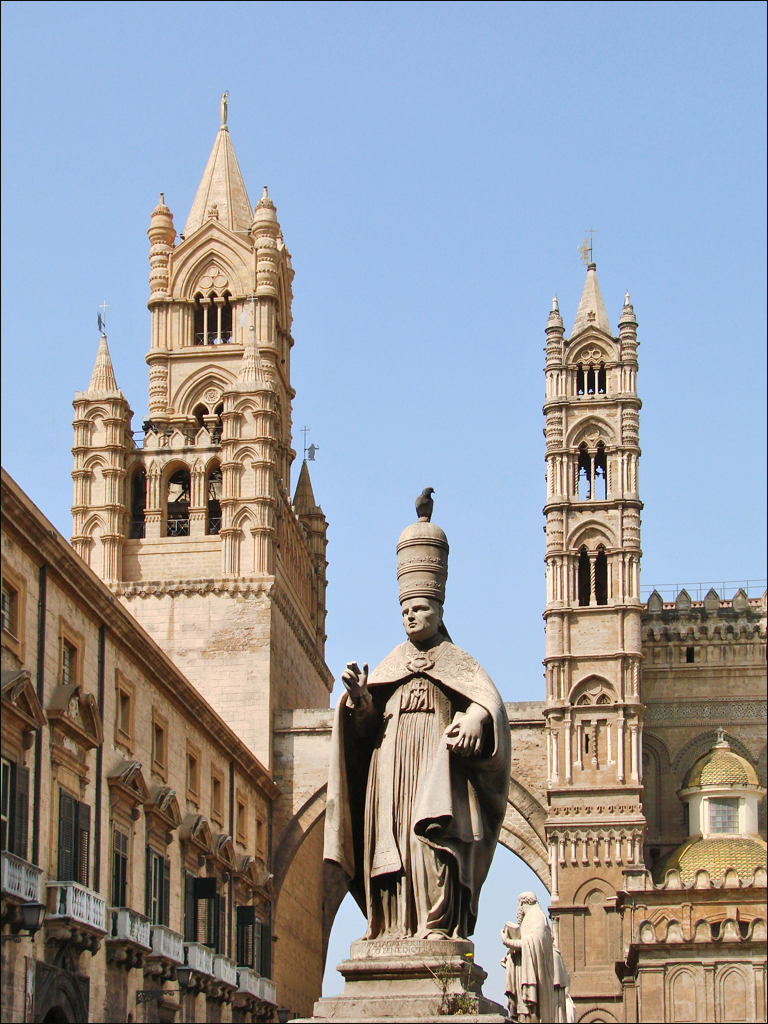
Selva campanaria

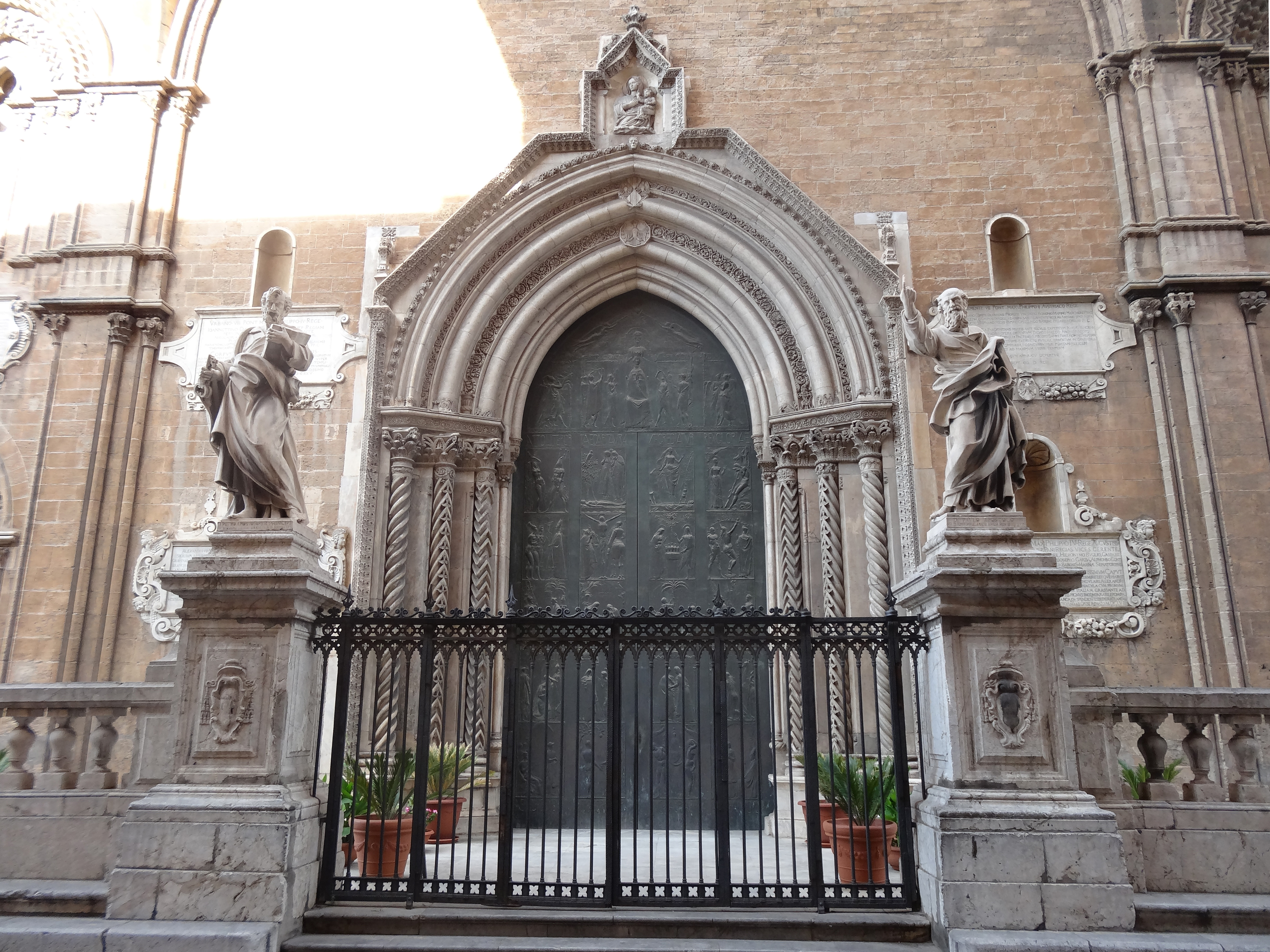
Portale
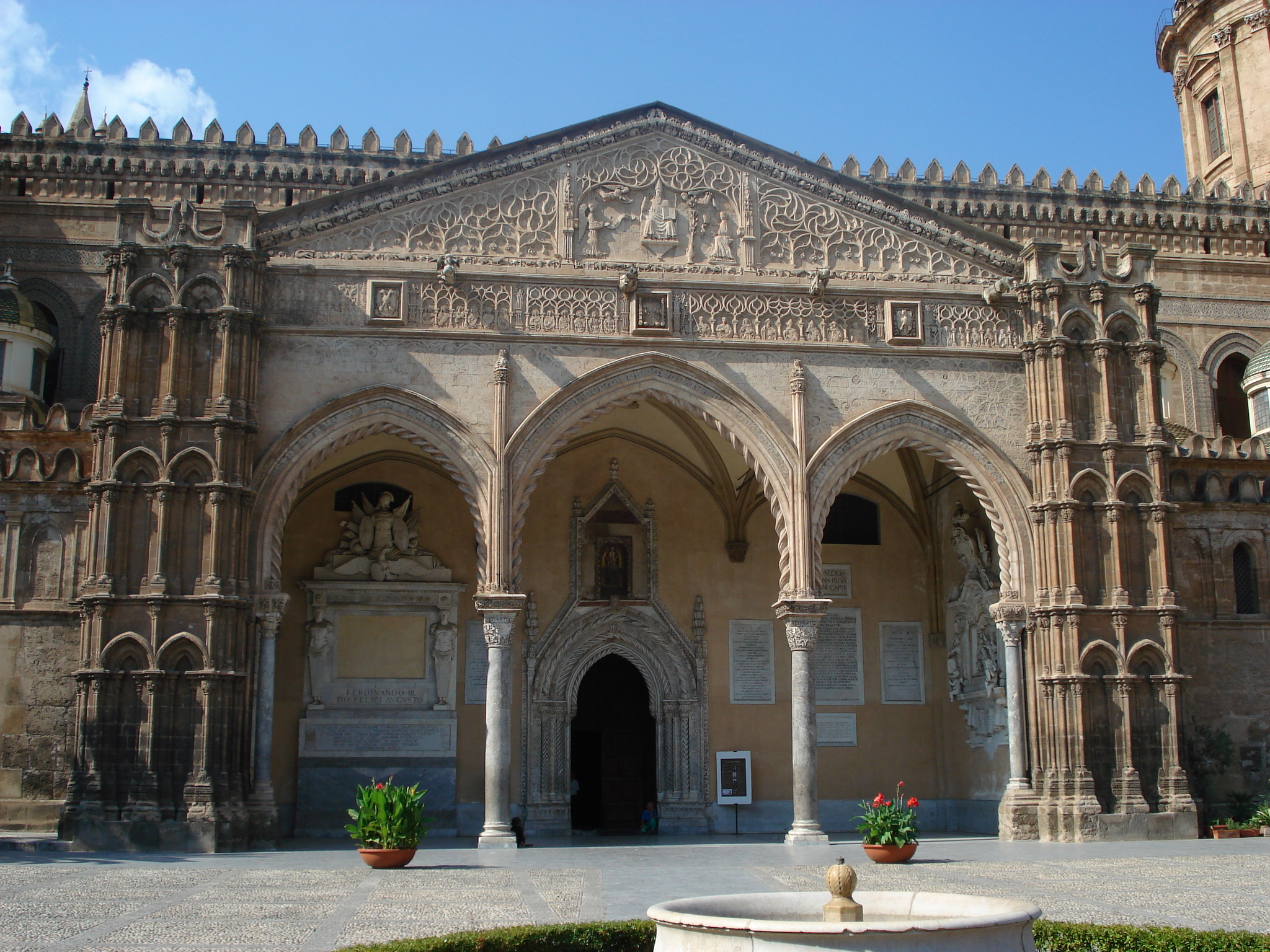
Portico aragonese